# Robbenfell

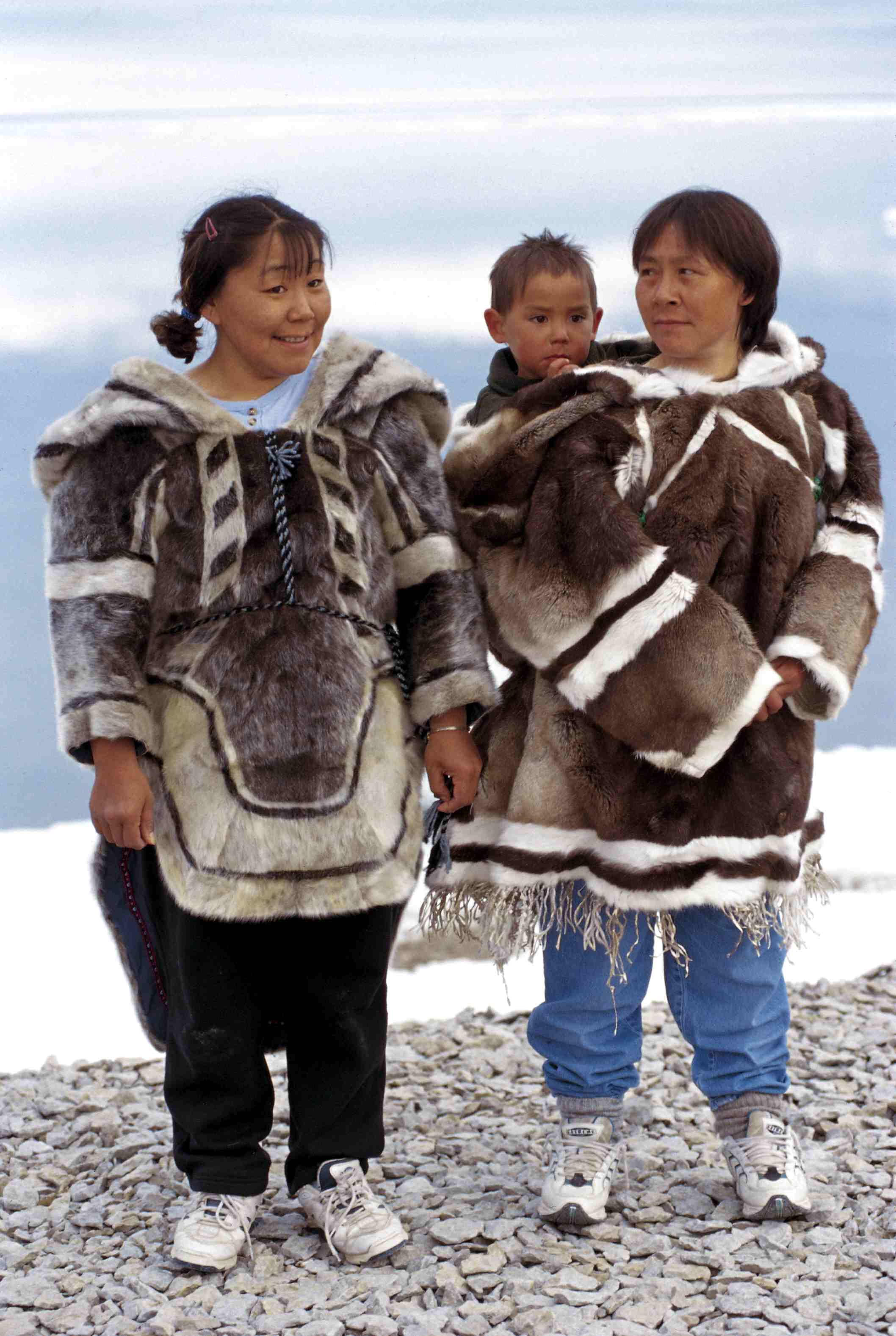
Zwei Amautis (Frauenparkas), links aus Bartrobbenfell (1999)

Die Rauchwarenbranche unterscheidet beim Robbenfell zwischen dem
1. Sealfell, dem Sealskin von der Pelzrobbe (veraltet: Biber-Seehund), dem Seebären mit der feinen weichen Unterwolle,

und dem
1. (Haar-)Seehund (veraltet: Kofferseehund) mit nur Granne ohne besonderem Unterhaar.

Diese werden dann wieder unter geographischen Begriffen unterschieden, wie Neufundländer, Isländer oder sind bzw. waren unter entwicklungsbedingten Namen wie Beater, Puller, Whitecoat oder Blueback im Handel. Eine Zusammenfassung der Handelsnamen und der Stand der derzeitigen Gesetzeslage in der Europäischen Union zum Handel mit Robbenfellen befindet sich am Ende dieses Artikels.
Von der Pelzwirtschaft kaum genutzt wurden schon immer die Felle der Mönchsrobbe (geschützt), der Ross-Robbe, des Krabbenfressers, der Weddellrobbe, des See-Leoparden, des Südlichen und Nördlichen See-Elefanten. Auch die Walrosse werden fellwirtschaftlich nicht verwendet, lediglich die Eskimos jagen sie zum Lebensunterhalt.
Nach dem Raubbau im 19. Jahrhundert, der nach der Entdeckung neuer Gebiete auch unter den Robben angerichtet wurde, konnten die dezimierten Bestände nach Einführung strenger Gesetze in verschiedenen Staaten wieder zu Millionenzahlen anwachsen.
Die derzeit anfallenden Felle gehen wohl, außer der Verwendung in den Herkunftsländern, fast ausschließlich in den asiatischen Raum einschließlich Russland.

## Geschichte
In dem 301 n. Chr. vom römischen Kaiser Diokletian erlassenen Höchstpreisedikt wird auch bereits das Seehundsfell erwähnt. Ein rohes Seehundsfell ist darin mit 1250 Denarius angegeben, ein gegerbtes Fell mit 1500 Denarius. Im Vergleich dazu kostete ein rohes Leopardenfell bis zu 1000, ein Schafsfell bis 20 Denarius. Kaiser Augustus pflegte bei Unwettern im Robbenfell auszugehen, weil es vor Blitzschlag schützen sollte. Aus dem gleichen Grund befestigte man zu der Zeit bei der Flotte Robbenfellstreifen an den Masten. Dieser dem Fell nachgesagte Nutzen dürfte, neben dem weiten Handelsweg, auch der Grund für den höchsten Preis aller in dem Edikt erwähnten Pelze sein.
Vom Schinat, einem mittelalterlichen Begriff für einen Mantel- oder Kleiderbesatz aus dunkler oder stahlblauglänzender Fischhaut, wird vermutet, dass es sich eigentlich um Seehundfell gehandelt haben könnte. Er wird als Fell eines wilden Fisches von wunderbarer bläulicher Farbe geschildert, mit kleinen goldglänzenden Flecken darauf, ein anderes Mal wird er auch für schwarz erklärt. Dies könnte mit Tacitus übereinstimmen, der bereits von gefleckten Pelzbesätzen der Germanen berichtet.
Bei den nördlichen Völkern gehören Kapuzen-Anoraks, Hosen, Schuhe und Handschuhe aus Robben- und Rentierfellen zur traditionellen Hauptwinterkleidung. Iglulik-Inuit trugen Robbenhaut-Masken mit und ohne Fell beim Herbstfest der Göttin Nuliajuk (oder Sedna). Anfang 1900 heißt es noch: Seehundfelle gelangen nicht allzu häufig in den Handel – Baikal-Robben gehen meist nach China – sondern werden zum größten Teil von den Eingeborenen selbst verwandt. Die Häute der größten Tiere werden zu Kähnen, Baidaren genannt, zusammengenäht, welche inwendig durch Holzstücke auseinandergedehnt werden und zwanzig bis dreißig Mann fassen. Felle der übrigen Seehunde verschneidet man zu Schuhen, Stiefeln, Beinkleidern, Riemen und Säcken zum Verschicken von allerlei Waren. Im 19. Jahrhundert, während der Zeit des kommerziellen Walfangs, nähten die Labrador-Indianer sogar „Tauchanzüge“ aus enthaarten Robbenfellen, so dass die Arbeiter die Wale im tiefen Wasser entfleischen konnten (flensen). Diese Anzüge bedeckten den ganzen Körper und ließen nur das Gesicht frei.
Bis zum Ersten Weltkrieg nutzte die moderne Pelzmode fast nur das von der Granne befreite Sealfell. Grannige Seehundfelle waren so wenig gefragt, dass es am Pelzzentrum Leipziger Brühl nur eine einzige kleine Firma gab, die sich darauf spezialisiert hatte. Die Felle wurden nur für Schuhe, Skibelag und vereinzelt für die Außenseite von Fußtaschen genutzt. Erst nach dem Krieg begann mit den Whitecoat- und Bluebackfellen der erhebliche Eingang der Haarseehunde in die Rauchwarenbranche. Besonders für die Konservierung der Rohfelle mussten zum Schutz gegen Vergilbung besondere Verfahren entwickelt werden. Hinzu kamen bald Bleichen und Färbungen, die das Material modisch interessant machten. Im Laufe der Zeit kamen Seehundvarianten wie Neufundländer, Grönländer, Isländer sowie die Seehunde von der Atlantikküste hinzu. Durch verbesserte Zurichtung dünneres und leichteres Leder, Entgilbung und optische Bleiche wurde die Fellart noch attraktiver.
Bei ihrer Studienfahrt nach Paris im Jahr 1929 besuchten die Kürschner auch das exklusive Pelzmodehaus Fourrures Max, Inhaberin Mme. Leroy. Im zweiten Salon hatten sie Gelegenheit, einen großen Teppich aus Seehundfell zu sehen, der auf der Internationalen Kunstgewerbeausstellung Paris einen Ersten Preis bekommen hatte.
Gegen Ende des 20. Jahrhunderts ließ das Interesse an dem Material nach, nicht zuletzt durch Kampagnen von Tierschützern, bis der Gesetzgeber den Handel aller Seehundfelle in der Europäischen Union ab 2010 weitgehend verbot. Ausnahmen gelten für Felle oder Produkte, die aus einer von Eskimos oder anderen indigenen Gemeinschaften betriebenen Robbenjagd, aus der Bewirtschaftung von Meeresressourcen stammen oder zum persönlichen Gebrauch von Reisenden eingeführt werden. Seitdem versucht man in Dänemark, von wo aus diese Felle weltweit gehandelt werden, mit Designerkollektionen Kleidung aus Seehundfell wieder populärer zu machen. 2016 wurde die Kollektion von dem Dänen Jesper Høvring gestaltet.
Mit Wirkung zum 16. Mai 2017 wurde in Kanada der 20. Mai jedes Jahres zum „National Seal Products Day“ (Nationaler Tag der Robbenprodukte) erklärt. Die Präambel des Gesetzes besagt unter anderem:
In der Erwägung, dass die Menschheit seit Tausenden von Jahren auf die Ressourcen des Meeres, darunter Robben und andere Meerestiere, als Nahrungsquelle angewiesen ist; in Anbetracht dessen, dass die indigenen Völker und Küstengemeinden Kanadas traditionelles Wissen über die Nutzung der Meeresressourcen entwickelt haben; in der Erwägung, dass dieses traditionelle Wissen sowie die Traditionen, die Kultur und das Erbe der indigenen Völker und Küstengemeinden Kanadas hinsichtlich der Nutzung der Meeresressourcen bewahrt und anerkannt werden sollten; […] Und in der Erwägung, dass die Bedeutung der Robbenjagd für Kanadas Ureinwohner, Küstengemeinden und die gesamte Bevölkerung durch die Erklärung des 20. Mai zum Nationalen Tag der Robbenprodukte gewürdigt werden sollte, erlässt Ihre Majestät nun mit dem Rat und der Zustimmung des Senats und des Unterhauses folgendes: Dieses Gesetz kann als „Gesetz zum Nationalen Tag der Robbenprodukte“  zitiert werden; in ganz Kanada wird der 20. Mai jedes Jahr als „National Seal Products Day“ bezeichnet.

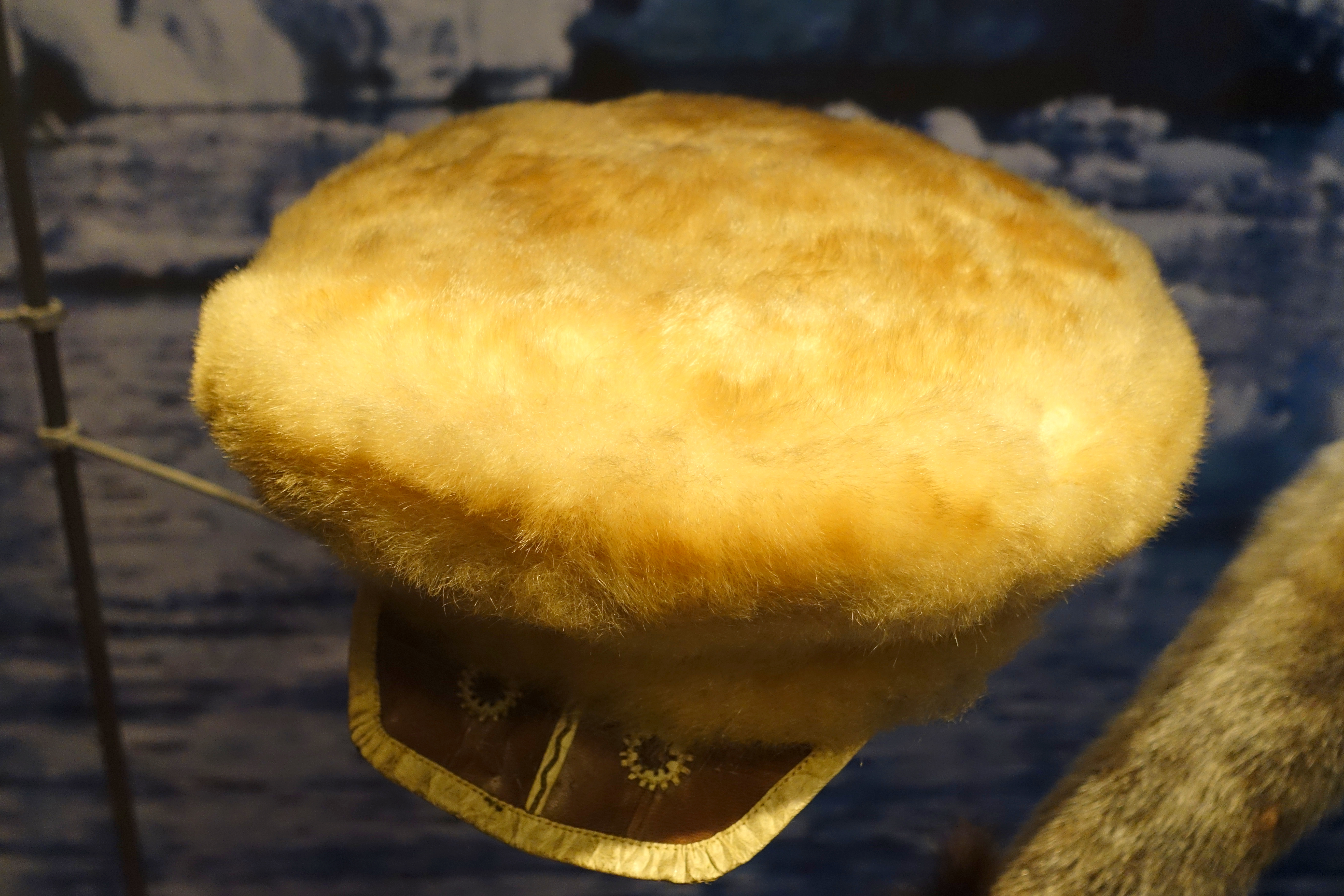
Whitecoatmütze, Ostgrönland (1883)
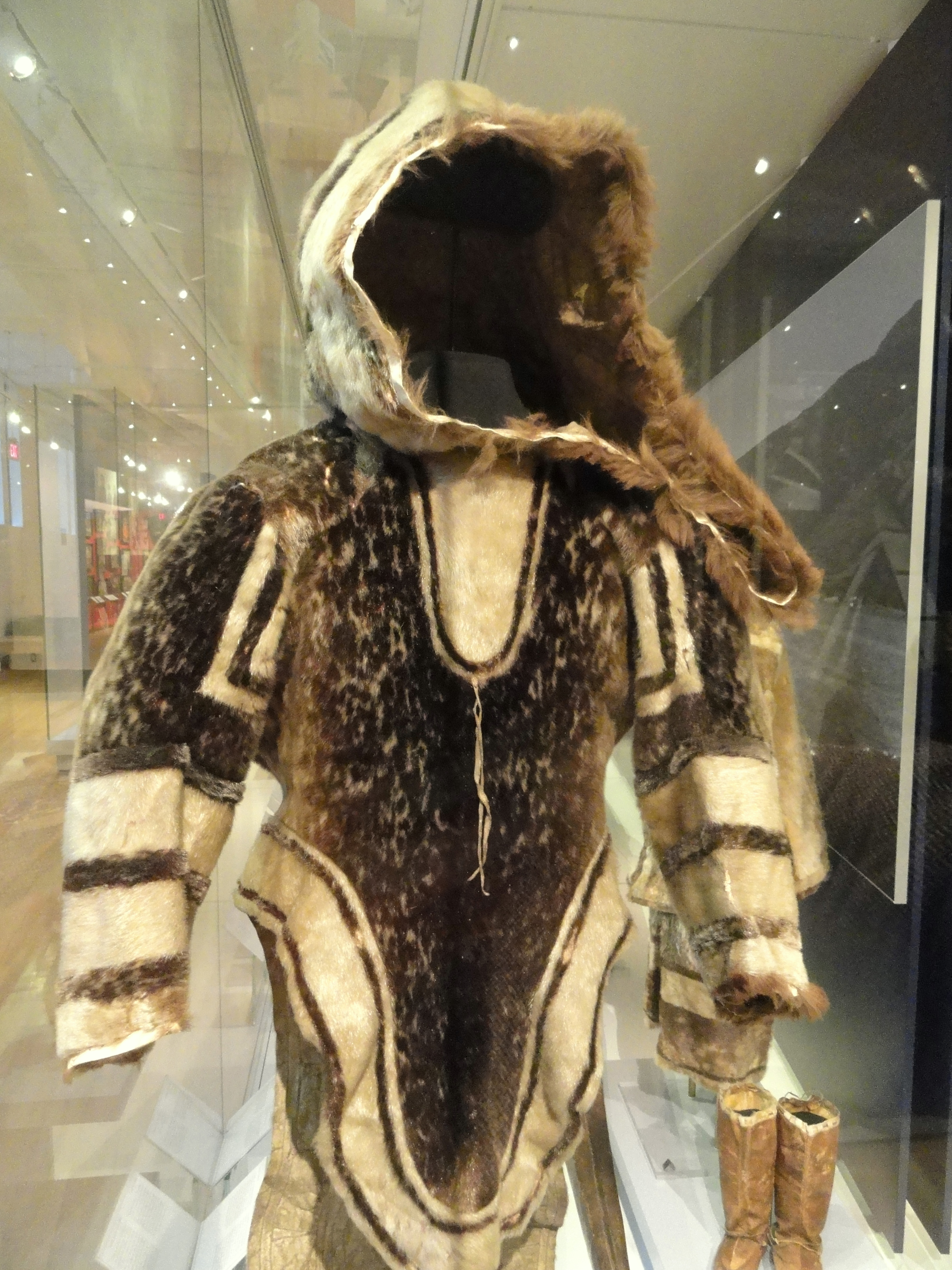
Frauenparka aus „Isländer Seehund“-Fell, Nunavimiut, östliche Hudson Bay (1910–1914)
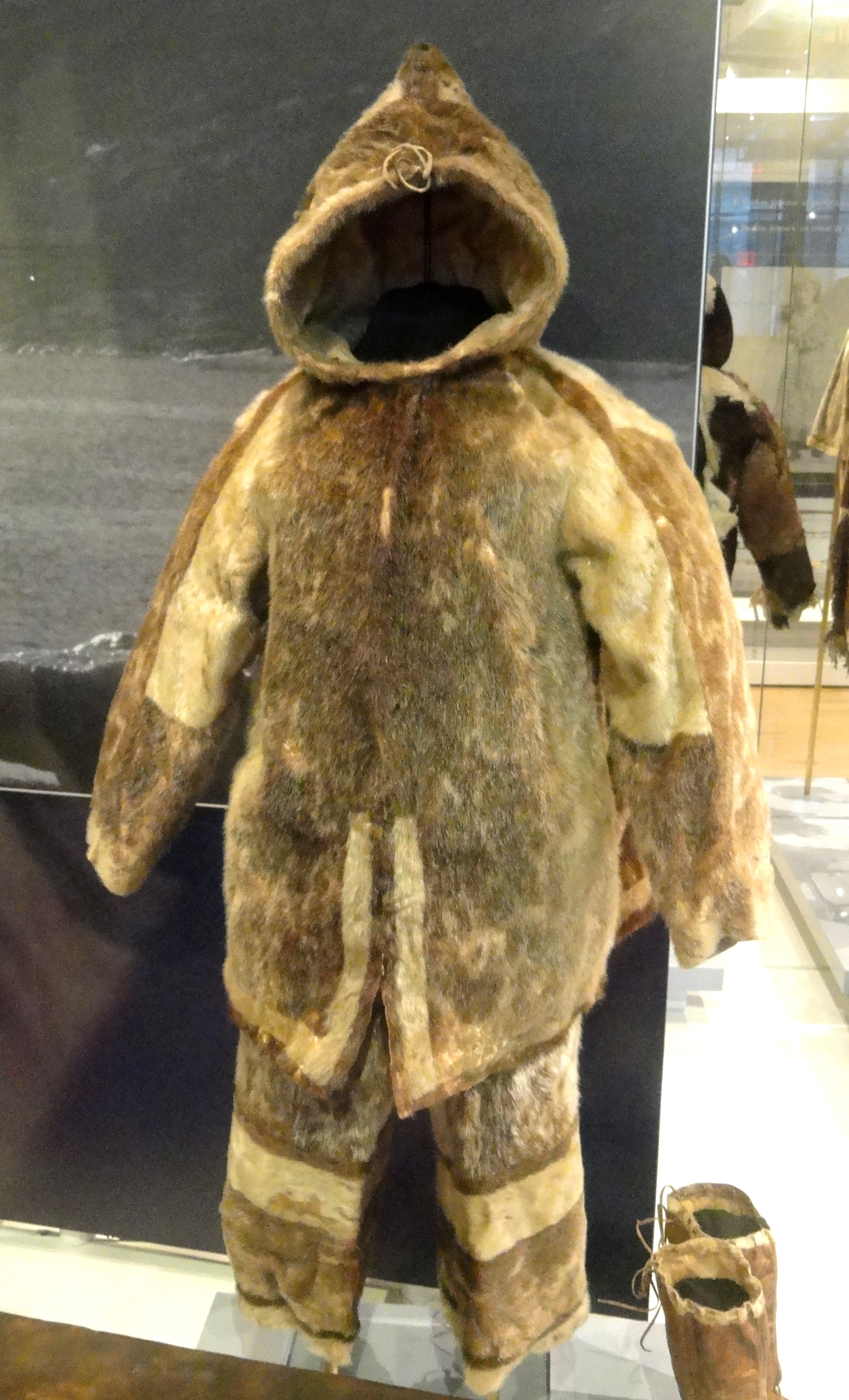
Männerparka und -hose aus Seehundfell, Nunatsiarmiut, Baffin Island, östliche Hudson Bay (ca. 1914)
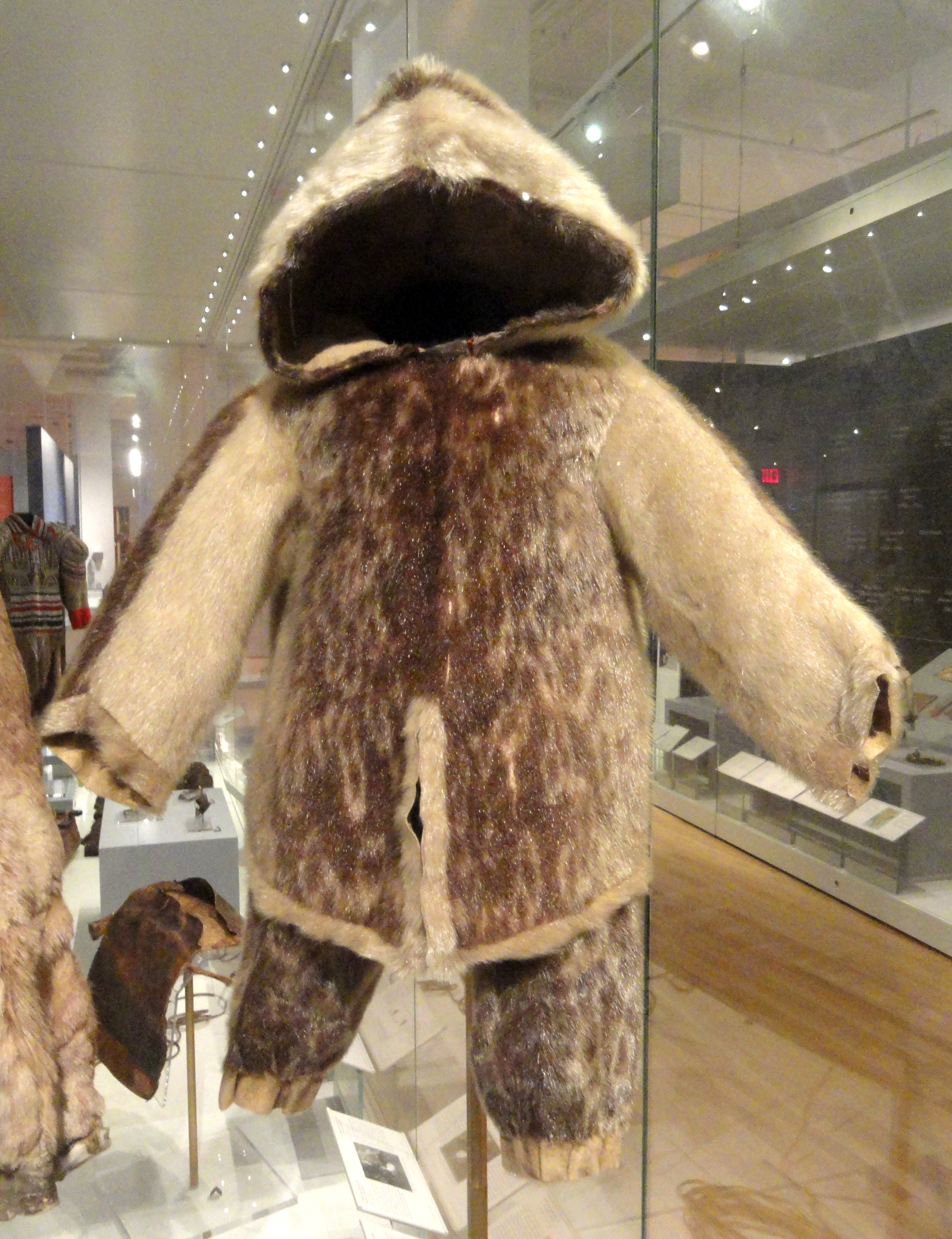
Knabenparka und -hose aus Seehundfell, Nunavimiut (1910–1914)
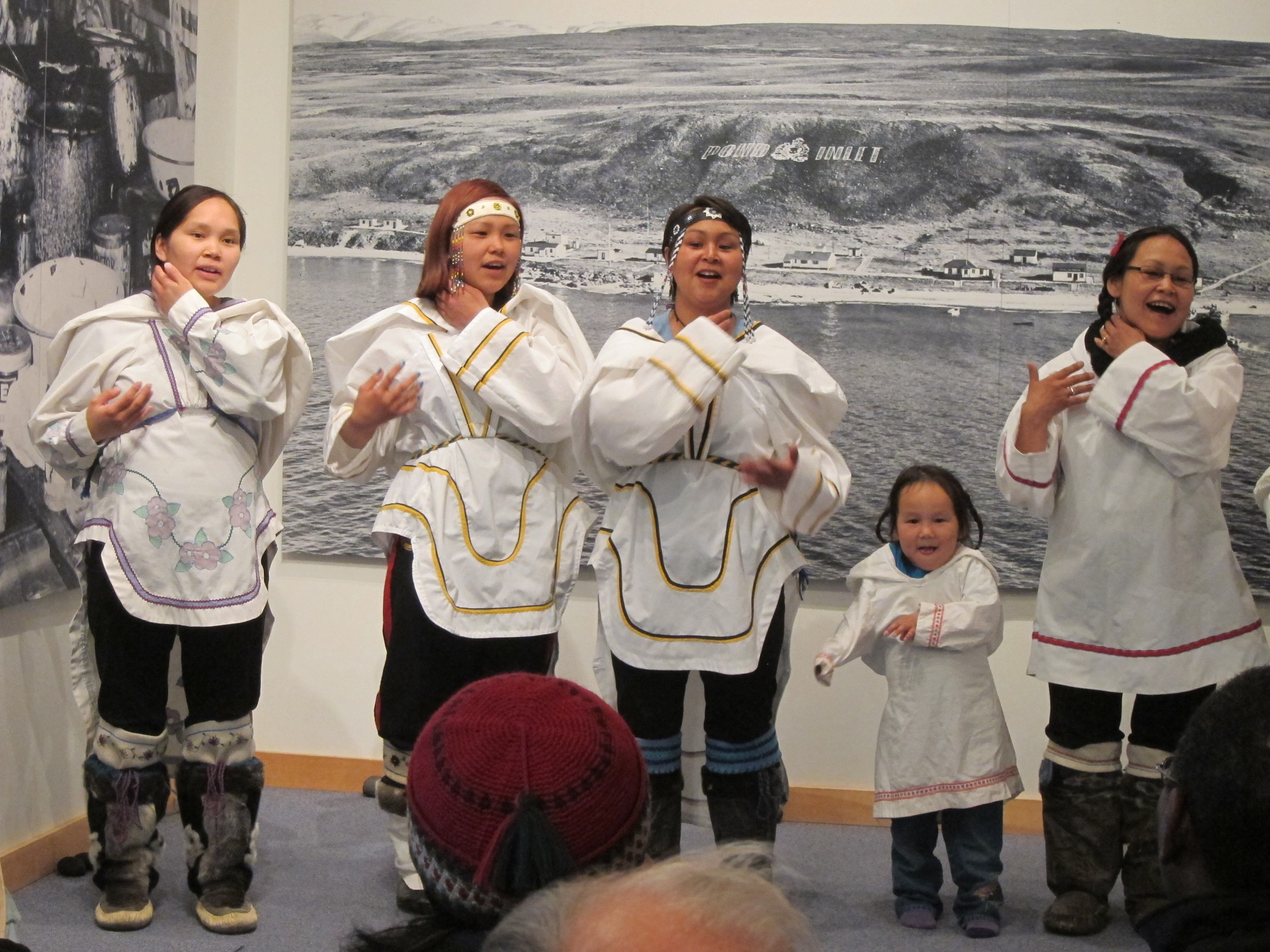
Stoffparkas einer Trachtengruppe in der Form traditioneller Seehundparkas (Pond Inlet, Nunavut, Nordkanada, 2011)

## Pelzrobbe (Seebär, Bärenrobbe)

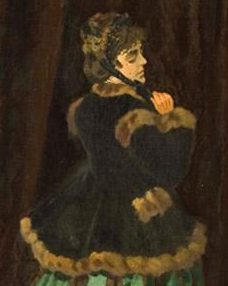
„Camille“. Kurzmantel aus Sealskin, wahrscheinlich mit Zobel verbrämt (Claude Monet, 1866)
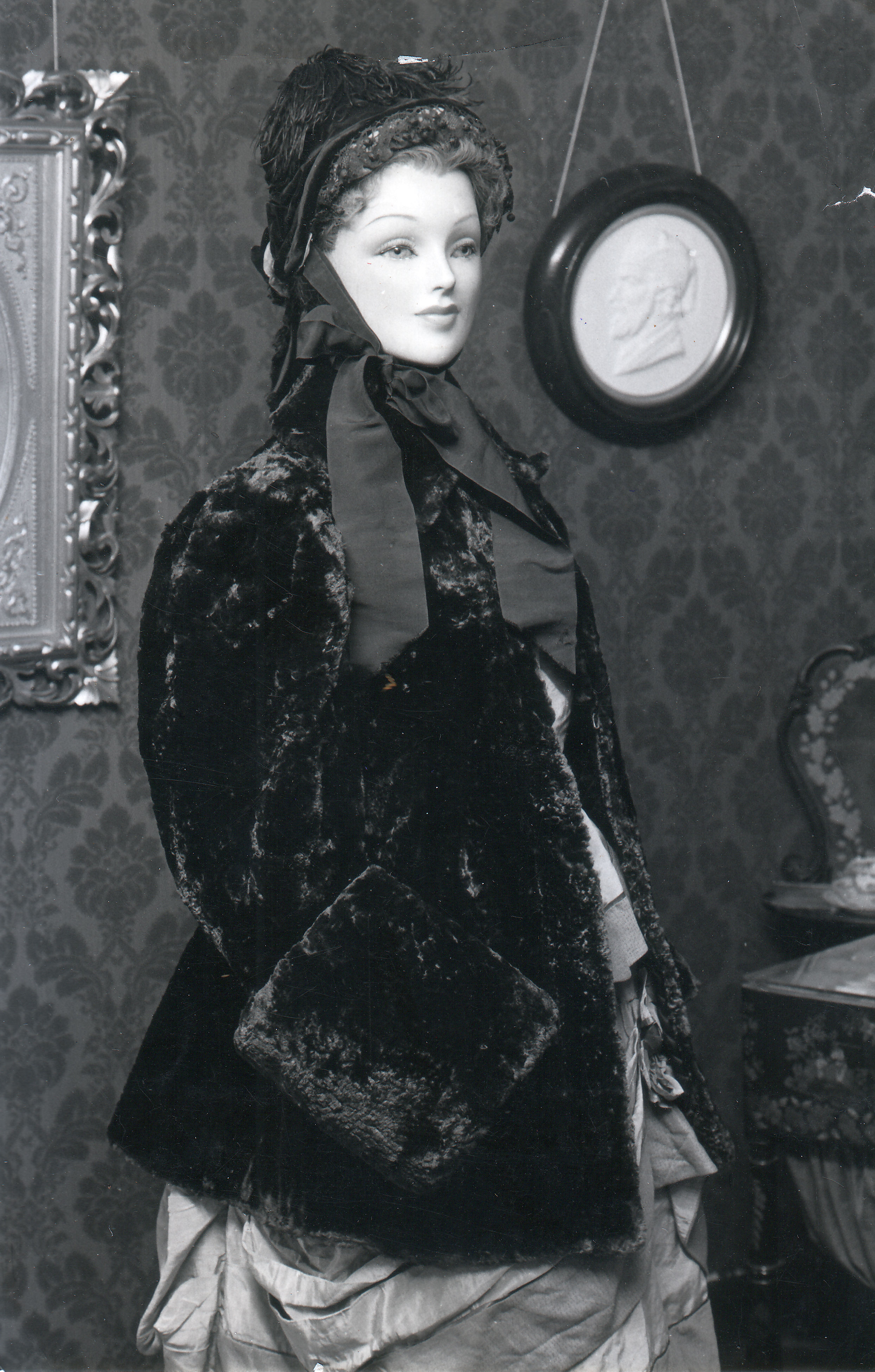
Sealskinjacke und -muff (1870) (Worthing Museum, England)

Die Unterwolle der Seal- oder Sealskinfelle, anfangs und für lange Zeit ein Hauptartikel der modernen Pelzmode, ist kupferfarbig. Nach dem Ausrupfen des harten Oberhaars bleibt die weiche Unterwolle, der haltbare Pelz ist als Sealskin oder Furseal im Handel, das relativ schwere Fell spielte jedoch in den letzten Jahrzehnten in Deutschland keine Rolle mehr. Am Anfang wurde das Fell nur entgrannt, eine Pelzveredlungsart die in China schon sehr lange bekannt war. 1796 schaffte dies auch der Engländer Thomas Chapman, was den Preis für Sealfelle schlagartig in die Höhe trieb. Chapman selbst konnte von seiner vorangegangenen sechsmonatigen Versuchsarbeit nicht profitieren, bevor er damit auf den Markt kam, wurde es bereits kopiert, auch scheiterte sein Versuch bei einer Anhörung vor einem Ausschuss des Oberhauses eine Entschädigung zu erwirken. Am 12. April 1881 wurde das Patent für eine Enthaarungsmaschine der in den USA lebenden Brüder Gustave (* 1841 in Wien; † 5. Juni 1914) und Ferdinand (* 1856; † 11. Januar 1905) Cimiotti eingetragen. Die Firma Cimiotti Brothers wurde 1914 aufgelöst, als Cimiotti Unhairing Company (Cimiotti-Enthaarungs-Gesellschaft) bestand sie jedoch noch nach dem Tod des letzten Bruders weiter.

### Mähnenrobbe
Zu Pelzzwecken werden nur die Felle junger Tiere einiger Arten mit dichter Unterwolle der zu den Seelöwen gehörenden Mähnenrobbe verarbeitet. Die Barthaare der Seelöwen wurden insbesondere in China als Zahnstocher verwendet.
Für den Pelzhandel von Bedeutung ist nur die Mähnenrobbe, die an den Küsten Südamerikas lebt. Das etwa 60 bis 80 cm große Fell der Jungtiere kommt als Rockseal in den Welthandel.
Die Behaarung ist sehr kurz, seidig, dunkel- bis mittelbraun und mehr oder weniger stark moiriert. 1935, in einer Zeit in der Fohlenfelle langsam knapper wurden, waren Rocksealfelle mit ihrem fohlenähnlichen Moirémuster ein „willkommener Ersatz“ als Jacken- und Mantelmaterial.
1920 bis 1930 erreichte der jährliche Anfall zeitweilig bis zu 200.000 Felle. 1988 bezifferte man den Jahresanfall mit etwa 5.000 bis 10.000.
Ein Katalog, etwa aus dem Jahr 1930, preist Herren-Gehpelze mit einem dunkelbraunen Besatz aus „entsprechend präparierten Robbenfellen“ unter der Bezeichnung „Otterette“ an, ein Ersatz für kanadisches Otterfell, den man „auf den ersten Blick nicht von edlem Pelzwerk unterscheiden kann“.
Die Felle der jungen Seelöwen aus Alaska (Stellerscher Seelöwe) sind ähnlich, nur das Haar ist länger. Sie waren meist als „Otter-Seal“ im Handel, sind jetzt jedoch streng geschützt (mit „Sealotter“ bezeichnete man dagegen entgrannte Otterfelle, wie überhaupt in der Hauptzeit der Sealmode fast alle gerupften und geschorenen Pelzarten den Zusatz „Seal“ vorangestellt bekamen). 1842 gelang erstmals die Färbung in ein dem gerupften Fischotter ähnliches Braun (daher der französische Name „Loutre“), eine Farbe die den Preis für Sealfelle schlagartig in die Höhe trieb und die nach und nach zu einem Schwarzbraun entwickelt wurde und ein Grundtyp der Rauchwarenfärberei wurde.

## Seehunde oder Hundsrobben

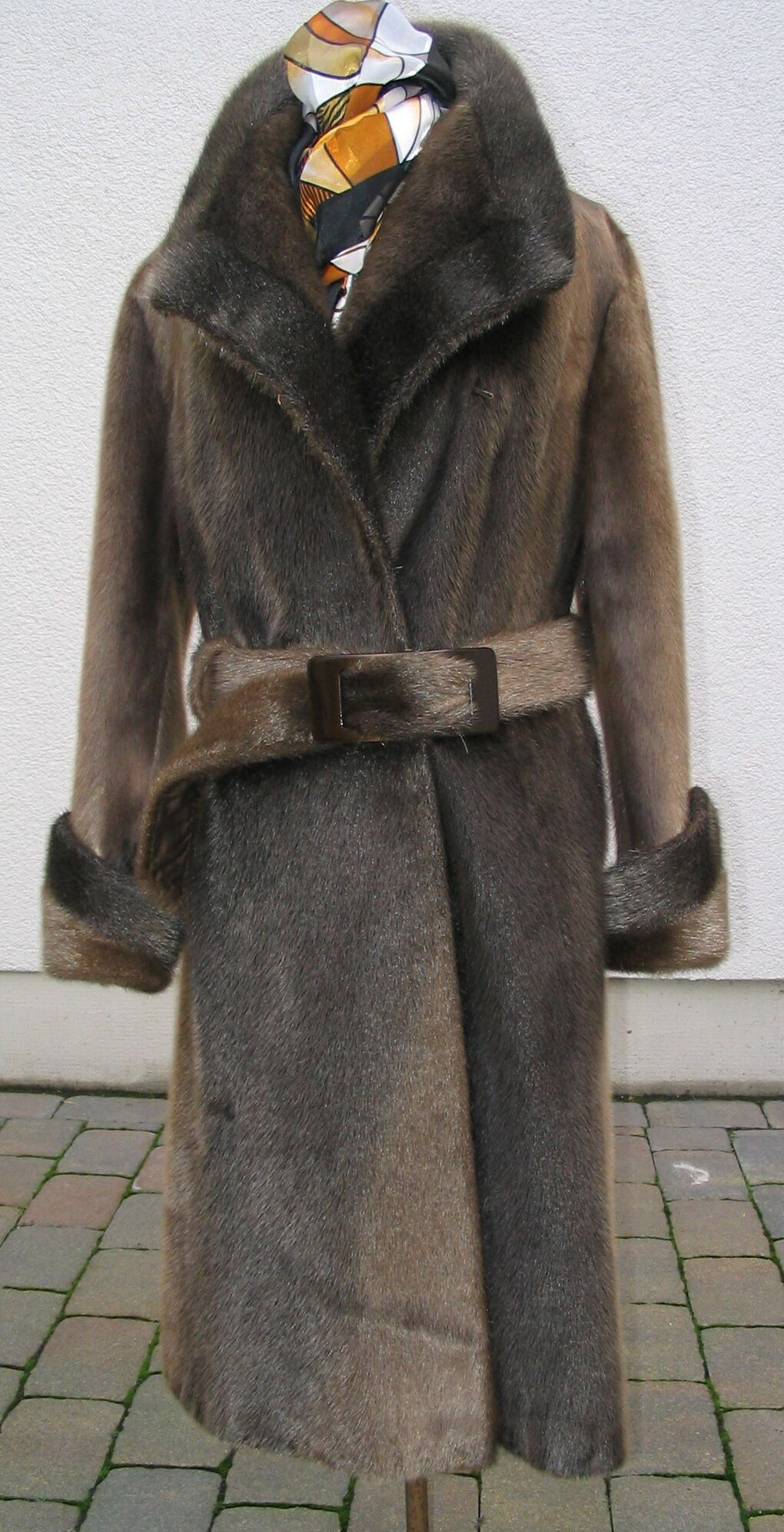
Blueback-Mantel gefärbt, 1975

### Klappmütze
Der Name Klappmütze kommt vom auf dem Kopf der Tiere befindlichen Hautsack, der bei Gefahr aufgeblasen wird. Die Klappmütze lebt auf dem Treibeisgürtel des Nordatlantiks.
Bis Ende des ersten Lebensjahrs färbt sich das graue Fell blaugräulich, die Seiten weißlich. Das Fell ist dann dicht und recht langhaarig und wurde als Blueback (auch Blaurücken, Blaumann) gehandelt.
Die Felle der alten Tiere sind silbergrau mit schwarzen Mustern (Tupfen). Ab dem Stadium, in dem das Fell als „Fleckgris“ bezeichnet wird (etwa nach dem sechsten Lebensmonat), sind die Felle so dickledrig, dass sie nur noch als Obermaterial für Schuhe zu verwenden sind.
Bei einer Einteilung der Pelztiere in die Haar-Feinheitsklassen seidig, fein, mittelfein, gröber und hart wird das Bluebackhaar, wie das Haar der Seehundarten allgemein, als gröber eingestuft.
Eine Besonderheit berichtet der Artikel Krönung britischer Monarchen:

„Verschiedene Teilnehmer der Zeremonie tragen besondere Amtstrachten, Uniformen oder Roben. Die Robe eines Peers besteht aus einem purpurnen samtigen Mantel und einem Umhang aus Hermelin. Streifen aus Seehundfell auf dem Umhang zeigen den Rang des Peers an. Ein Herzog trägt vier Streifen, ein Marquess dreieinhalb, ein Earl drei, ein Viscount zweieinhalb und ein Baron oder Lord of Parliament zwei. Königliche Herzöge tragen sechs Hermelinstreifen, Hermelin auf der Vorderseite des Umhangs und eine lange Schleppe. Die Ränge der weiblichen Peers werden nicht durch Streifen aus Seehundfell angezeigt, sondern durch die Länge der Schleppe und die Breite der Hermelinborte an deren Ende.“

Die Einheimischen machten aus Bluebackfellen früher Kajakbezüge, Zelte und Kamiksohlen. Im Jahr 1861 wird erwähnt, dass die Leipziger Firma G. Gaudig & Blum Bluebackfelle nach Russland exportierte, wo sie zur Verbrämung von Schafspelzen dienten. Ein anderer Teil wurde zu Husarenmützen verarbeitet. Die spätere Verwendung geschah hauptsächlich für Jacken und Mäntel, Felle älterer Tiere für Schuhe und Sitzmöbel. 1911 heißt es, dass Bluebacks nur selten naturell verarbeitet werden, „viel aber schwarz und braun gefärbt, und dann zu Knabenmützen sowie auch zu den Tschakos der Husaren etc. Der augenblickliche Wert der Blaumänner ist etwa 20 bis 30 Mk. per Stück“.

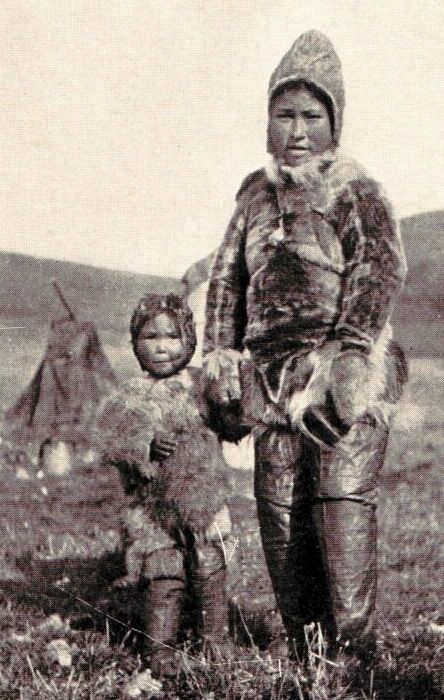
Kleidung aus „Grönländer“-Seehund der Eskimo (vor 1900)
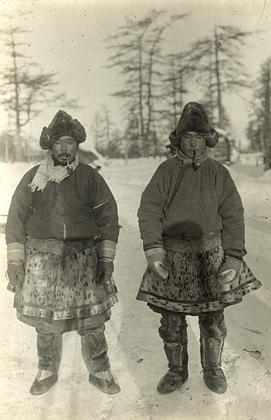
Traditioneller Rock aus „Isländer“-Seehund der Niwchen
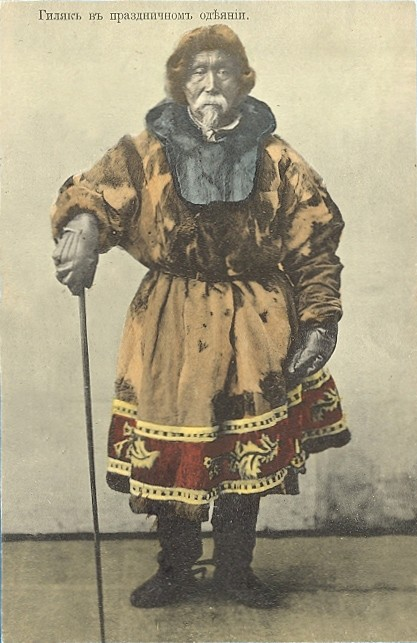
Sattelrobben-Männerkleid der Niwchen (vor 1917)

### Eismeer-Ringelrobbe

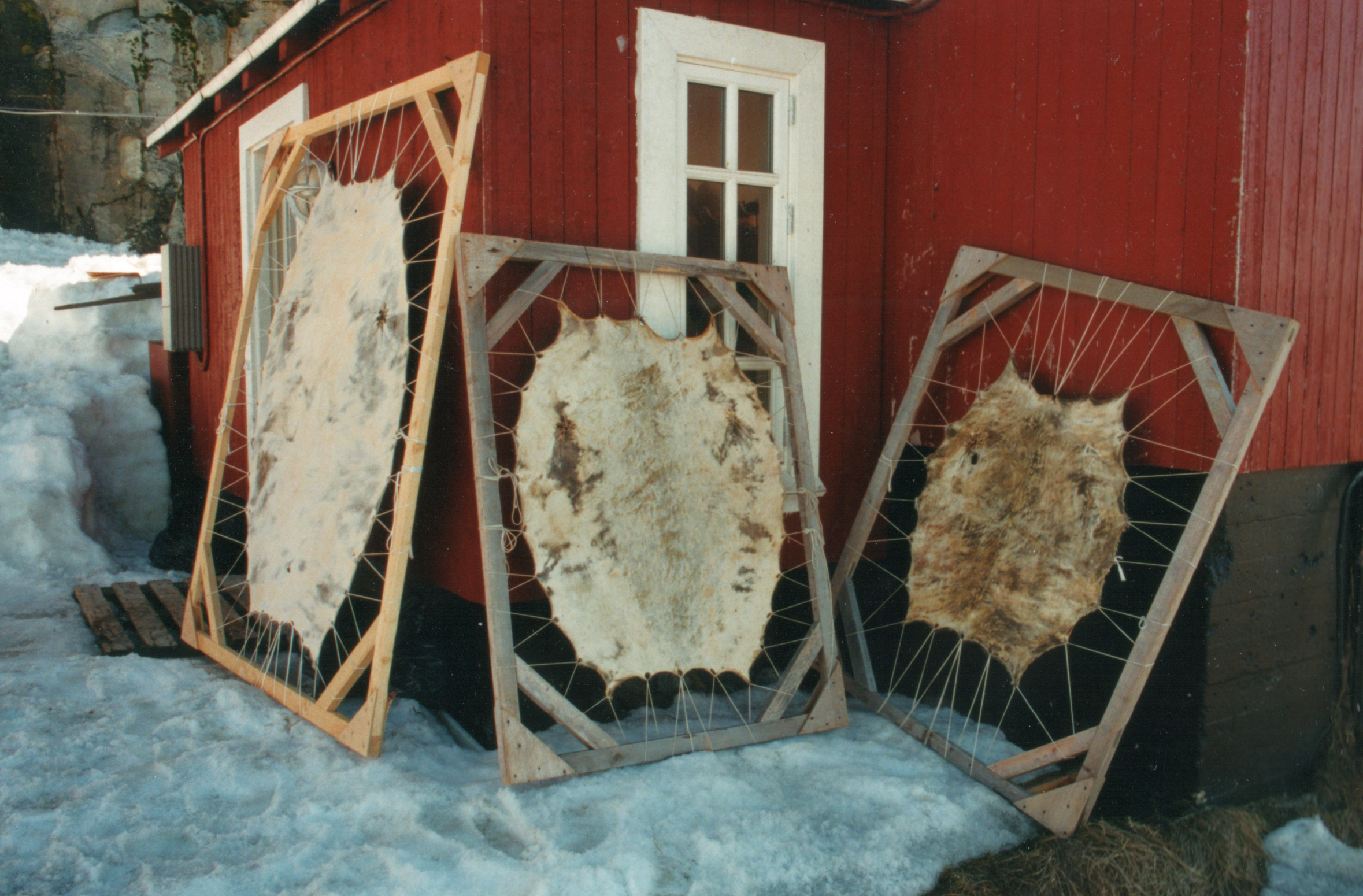
Zum Trocknen gespannte Seehundfelle (Grönland, 1999)

Das Haarkleid der Eismeer-Ringelrobbe ist dunkel, oft bräunlicher als das der Sattelrobbe mit charakteristischen weißlichen Ringen. Die leicht gefleckte Bauchseite ist heller.
Unabhängig von ihrer Herkunft sind die Felle als „Grönländer“ im Handel. Die weißgelblichen Felle der Jungtiere werden, wie auch die Jungtierfelle der Sattelrobbe und der Kegelrobbe, als Whitecoats gehandelt. Das weißgelbe ungemusterte Fell hat wenig mit der herkömmlichen Vorstellung vom Aussehen eines Seehundfells gemeinsam, es ähnelt eher einem glatthaarigen Lammfell.
Whitecoatfelle eignen sich wegen des dicken Haares nicht zur Verarbeitung zu Jacken oder Mänteln, sie wurden in den 1970er Jahren auch in Deutschland als preisgünstiger Besatzartikel verwendet, zumeist gefärbt. 1903 wird erwähnt, dass sie sich „wegen ihrer silberglänzenden Färbung besonders für Kinderpaletots und Kindergarnituren“ eignen. Auffällig ist die große Dehnbarkeit des Leders im feuchten Zustand. Das Haar neigt bei unsachgemäßer Behandlung zum Verwirbeln.
Der Haltbarkeitskoeffizient für Seehunde mit Grannen beträgt 40 bis 50 Prozent, von Bluebacks 50 bis 60 Prozent. Bei der Einteilung der Pelztiere in die Haar-Feinheitsklassen seidig, fein, mittelfein, gröber und hart wird das Bluebackhaar wie das der übrigen Seehundfellsorten als gröber eingestuft.
Einige Arten der Ringelrobbe haben sich dem Leben im Süßwasser angepasst, die Fellausbeute der Baikalrobbe, der Kaspischen Robbe, der Ladoga-Ringelrobbe und der Saimaa-Ringelrobbe war immer nur gering; heute stehen die Tiere teilweise unter Schutz; die Baikalrobbe und die Kaspische Robbe werden kontrolliert bejagt. Sie sind kleiner als der Arten des offenen Meeres, die Farbe variiert von schwarz zu grau mit weniger deutlichen Ringen auf der Körperseite.

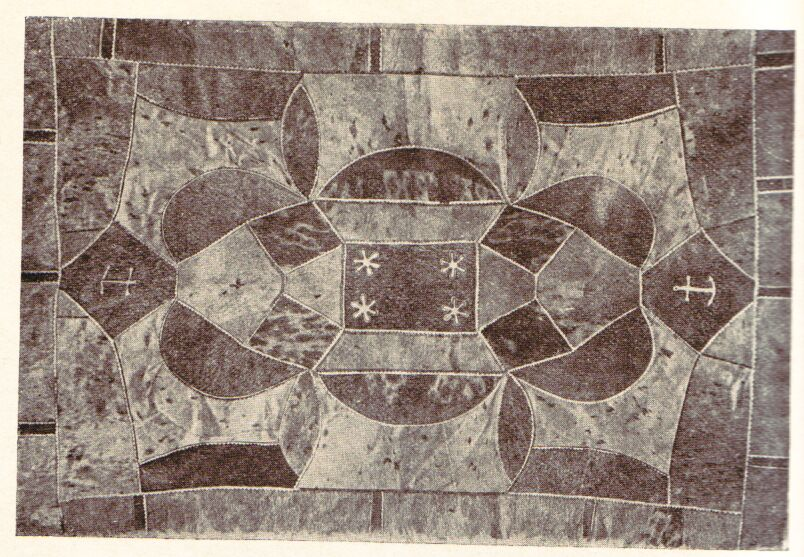
Decke aus Seehundstücken Eskimoarbeit (vor 1906)
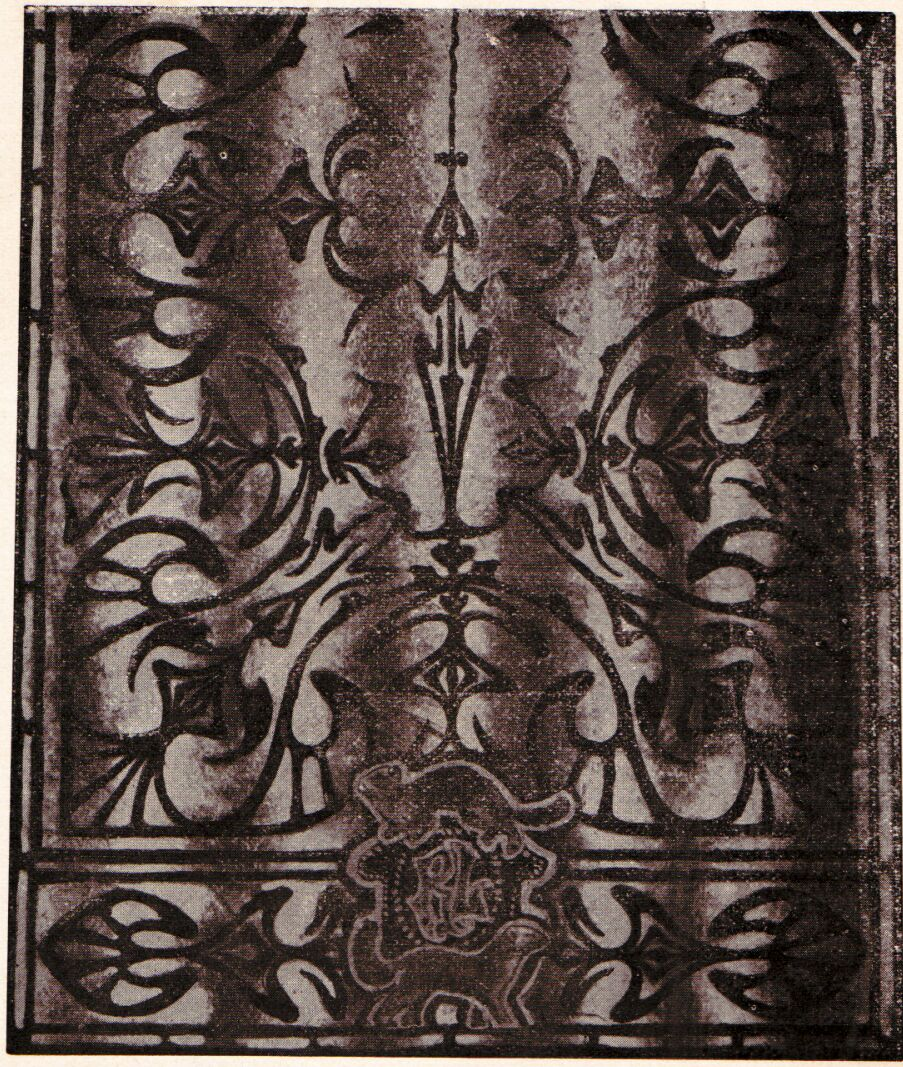
Teil eines Seehund-Teppichs eines Kürschner-Ausstellungskastens auf der Weltausstellung in Paris (1900)
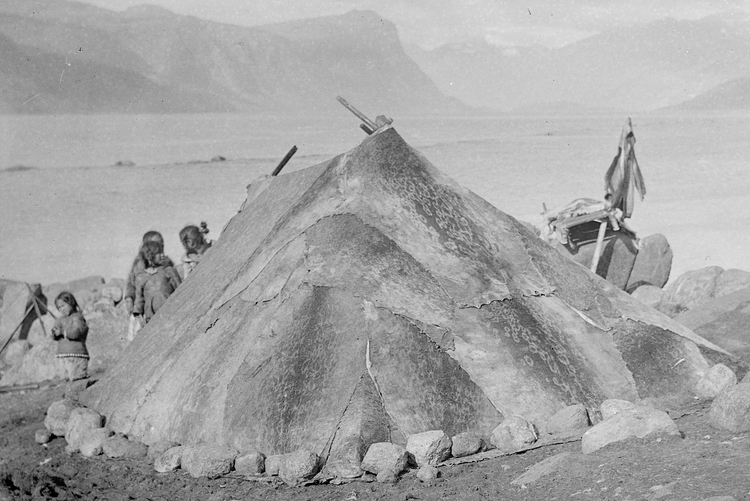
„Tupik“ (Zelt) aus „Grönländer“ Seehundfellen (vor 1924)
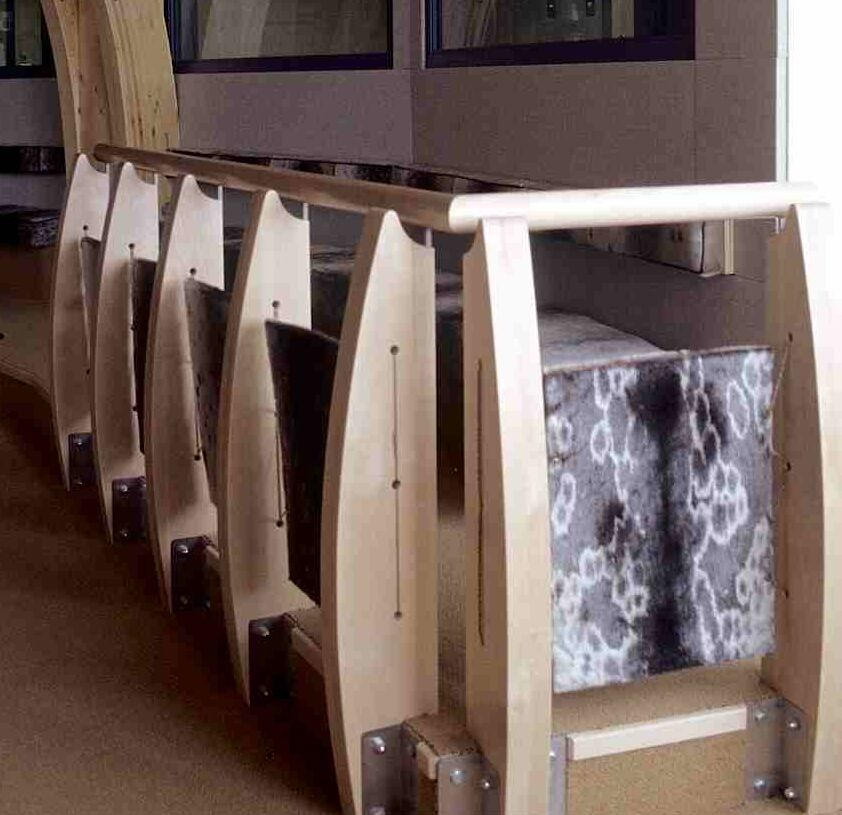
Sitze aus „Grönländer“ Seehundfell. (Iqaluit (Nunavut, Kanada, 1999))

### Bartrobbe, auch Riemenrobbe

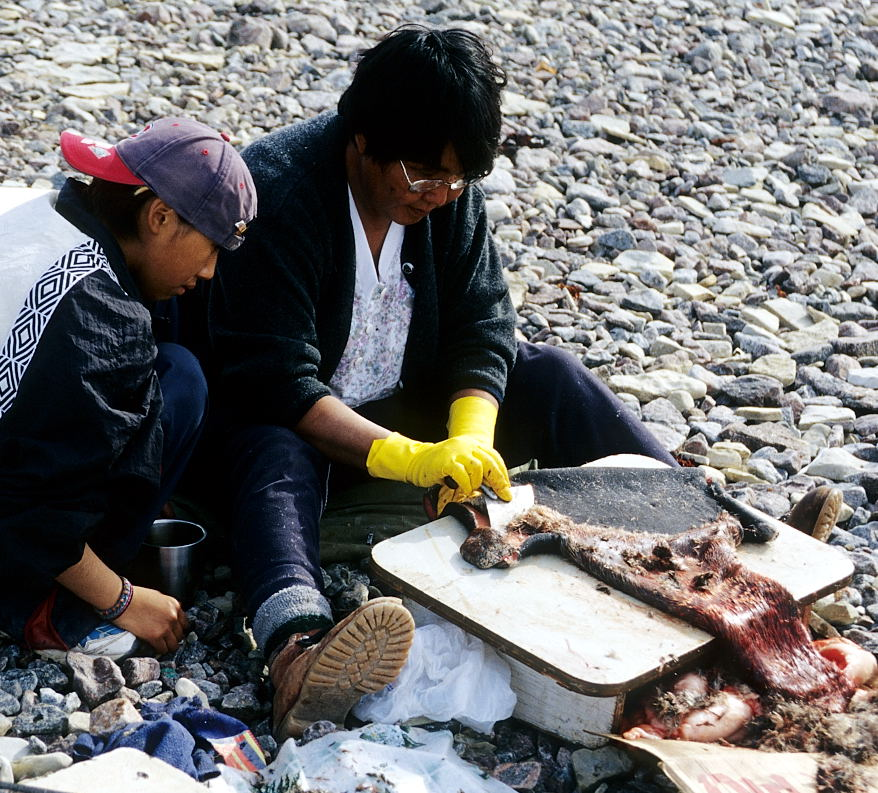
Ein Inuk bereitet ein Bartrobbenfell für Bekleidungszwecke zu (Baffin Island nahe Foxe Basin, Nunavut, Canada, 2002)
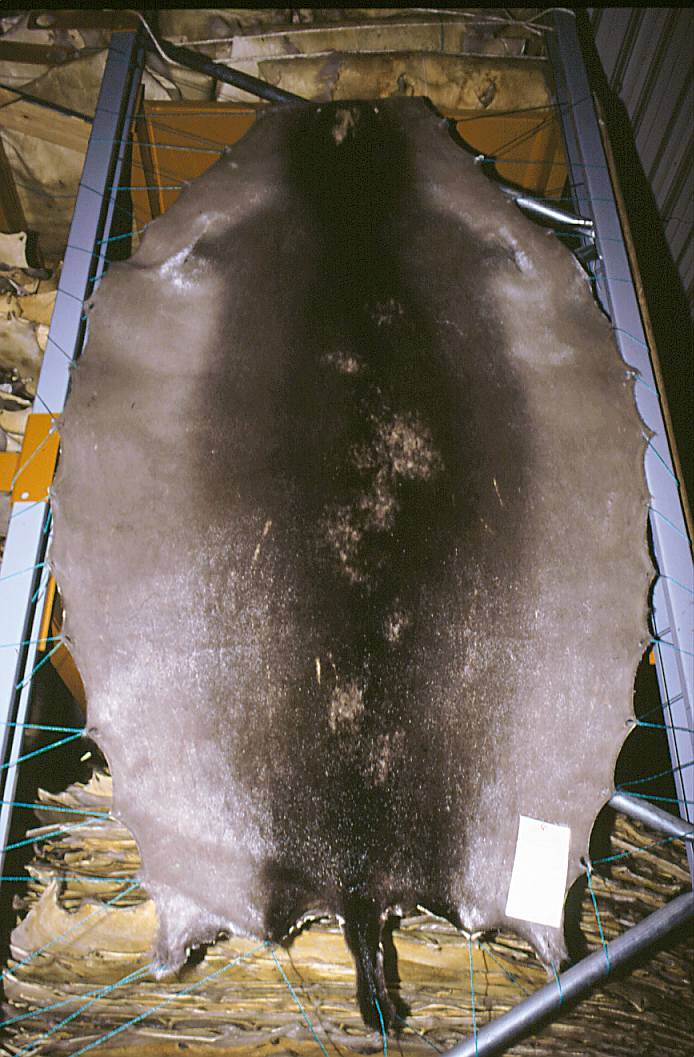
Gespanntes Bartrobbenfell am Lagerregal der grönländischen Vermarktungsgesellschaft für Seehundfelle (Qaqortoq, Grönland 2008)
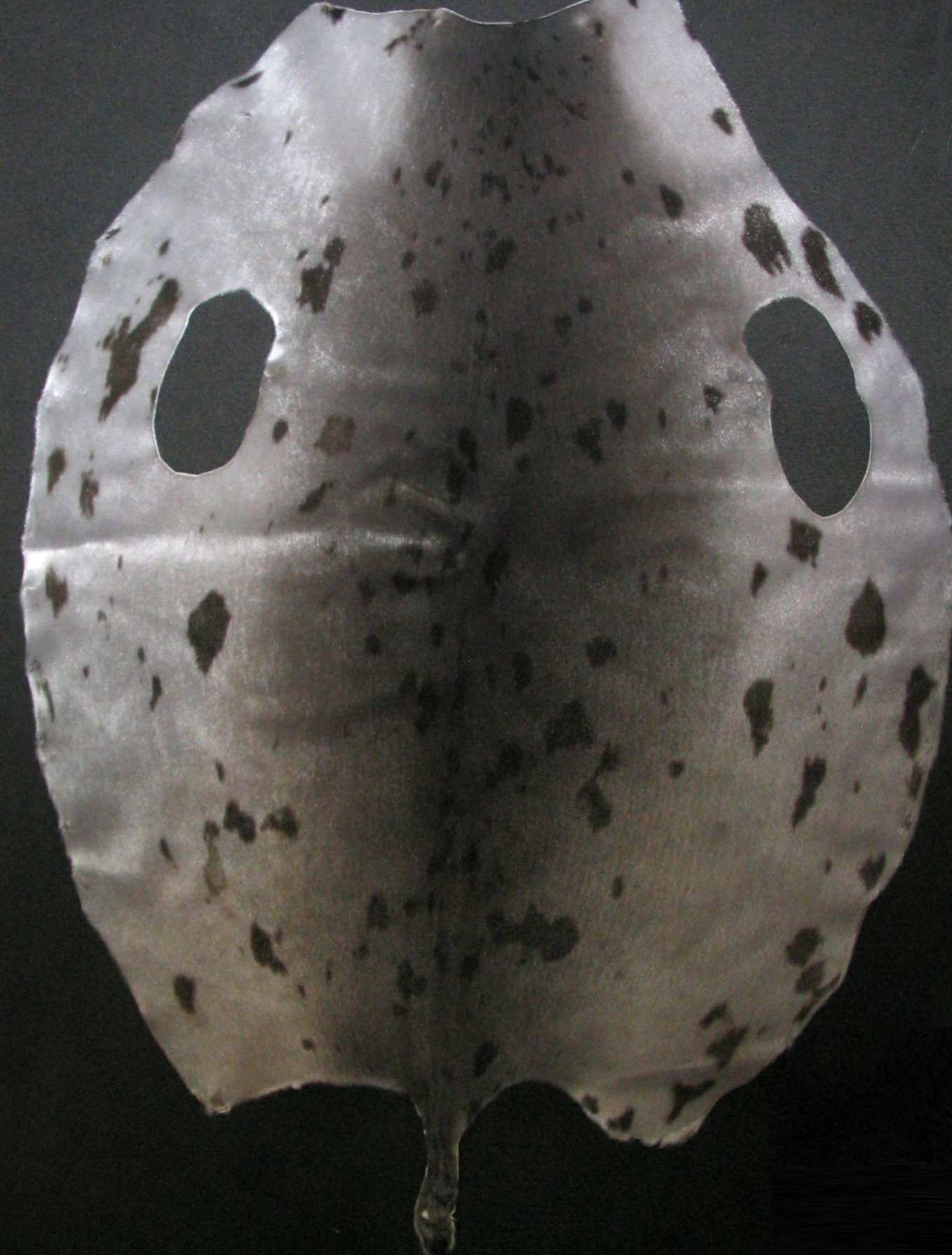
„Neufundländer“ Seehundfell (Beater)

Bartrobbenfelle wurden in der Rauchwarenwirtschaft kaum genutzt. Sie sind laut Franke/Kroll nicht wasserdicht und werden deshalb auch von den Eskimos nicht für Kajakbezüge verwendet. Eine Schrift der „Grönländischen Selbstverwaltung“ schreibt hingegen von einer Verwendung für „Sommerzelte, früher auch Kajaken, Frauenboote und insbesondere Kamiksohlen… Eine tüchtige Fängerfrau konnte eine Bartrobbenhaut in 2-3 dünne Folien aufspalten“ „Kamik“ sind die farbenfrohen, zur Nationaltracht der Grönländer gehörenden Stiefel. Hauptsächlich wurden die Felle jedoch in Streifen geschnitten, um Schlittenriemen, Hundeleinen, Hundepeitschen, Fangleinen u. a. daraus zu fertigen, daher der Name Riemenrobbe. Um aus einem Fell einen einzigen, langen Riemen zu erhalten, wurden diese Felle, ohne sie auf der Bauchseite aufzuschneiden, rund abgezogen. Zu Beginn der Industrialisierung wurden auch in erheblichem Ausmaß Maschinentreibriemen daraus gearbeitet. Die Felle waren als „Square Flipper“ im Handel.
In Grönland wurden 1988 jährlich höchstens 1000 Stück gefangen.

### Grönländer Seehund, Sattelrobbe, Grönlandrobbe oder Grönländischer Seehund

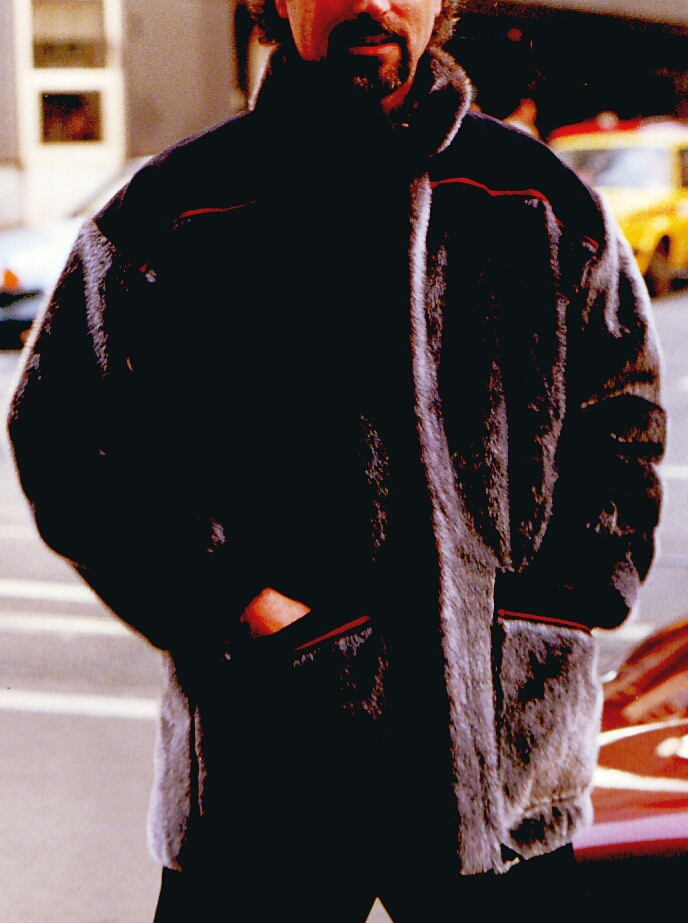
Grönländer Seehundjacke der dänischen Olympiamannschaft, Albertville 1992

Die Grönland- oder Sattelrobbe lebt um die Treibeisfelder der Arktis. Das Fell ist zäher, widerstandsfähiger und wasserdichter als das der Klappmütze und der Ringelrobbe und wurde deshalb von den Eskimos bevorzugt als Bezug für Kajaks und für wasserdichte Seekleidung genutzt.
Das Fell ist im Rücken grau bis gelblich, die Seiten sind silbergrau gefärbt. Das charakteristische Kennzeichen ist das dunkle Band, das sich auf beiden Fellseiten erstreckt. Vorn auf dem Rücken vereinen sich die beiden Streifen, so dass eine sattelartige Zeichnung entsteht, die dem Tier den Namen „Sattelrobbe“ oder „Saddler“ gab, in angelsächsischen Ländern erkennt man auch die Form einer Harfe und nennt sie „Harpseal“.
Bis eine Woche nach der Geburt sind die Felle gelblichweiß (Lanugohaar) und werden als Whitecoats gehandelt (EU-Einfuhrverbot, s. u.). Sie sind qualitativ geringer als die Jungtierfelle der Sattelrobbe und der Kegelrobbe, die ebenfalls als Whitecoat gehandelt wurden. Die Übergangsfelle, die haarlässig sind, bezeichnet man als Puller oder Overgang, Felle von drei bis acht Wochen alten Tieren als Beater (silbergrau mit kleinen dunklen Flecken). Der Begriff Beater wird ausschließlich im Rohfellhandel benutzt, in der Kürschnerei heißt das Fell „Neufundländer“, was aber nicht unbedingt die Herkunftsbezeichnung sein muss. Felle von zwei bis drei Jahre alten Tieren werden Bedlamer oder Middlings genannt, Felle erwachsener Tiere Harpseal.
Um 1900 betrieben vor allem Lübeck und Hamburg Handel mit grönländischen Seehundfellen, Bremen bezog über Honolulu Pelzwerk von den Eskimos. Bis etwa Ende 2000 gab es in Hamburg noch einen auf Seehundfelle spezialisierten Rauchwarenhändler.
Zum Schutz der Sattelrobben hat Kanada besondere Gesetze erlassen. Russland hat am 18. März 2009 für das Weiße Meer die Jagd auf unter ein Jahr alte Harpseals untersagt. Als Begründung wurde der signifikante Rückgang der Population, verursacht durch die globale Klimaveränderung und die damit verbundene Eisschmelze sowie einige Überjagung, genannt.
Durch die Anti-Robbenkampagnen, die sich ursprünglich nur gegen den Fang der Jungrobben bei Neufundland richtete, ging der Durchschnittspreis für grönländische, ausgewachsene Robbenfelle von
1964 = 166,76 Dänische Kronen (1. Auktion, 17.569 Felle), 146,73 D. Kr. (2. Auktion, 21.316 Felle)
1966 = 115,49 D. Kr. (1. Auktion 25.365 Felle) auf (Beginn der Kampagne) 56,62 D. Kr. (2. Auktion, 25.493 Felle) zurück; erreichte
1976 den Preis von 225,46 D. Kr. (1. Auktion, 22.279 Felle), 200,68 D. Kr. (2. Auktion, 24.874 Felle); fiel bei der nächsten Kampagne
1977 auf 123,80 D. Kr. (1. Auktion 19.357 Felle), 63,60 D. Kr. (2. Auktion 15.265 Felle); stieg auf
1980 = 144,12 Dkr. (1. Auktion, 34.179 Felle), 173,76 D. Kr. (2. Auktion 31.331 Felle) und fiel bei einer weiteren Kampagne
1982 bis auf 93,66 D. Kr. (1. Auktion 20.147 Felle), 83,14 Dänische Kronen (2. Auktion 19.048 Felle). (Auktionen von KGH -Königlicher Grönland Handel)
Die Felle werden üblicherweise zu 25 oder 50 Stück gebündelt. Ein Fell wiegt durchschnittlich ein halbes Kilo, so dass eine wesentlich größere Menge schwierig zu handhaben wäre.

### Kegelrobbe

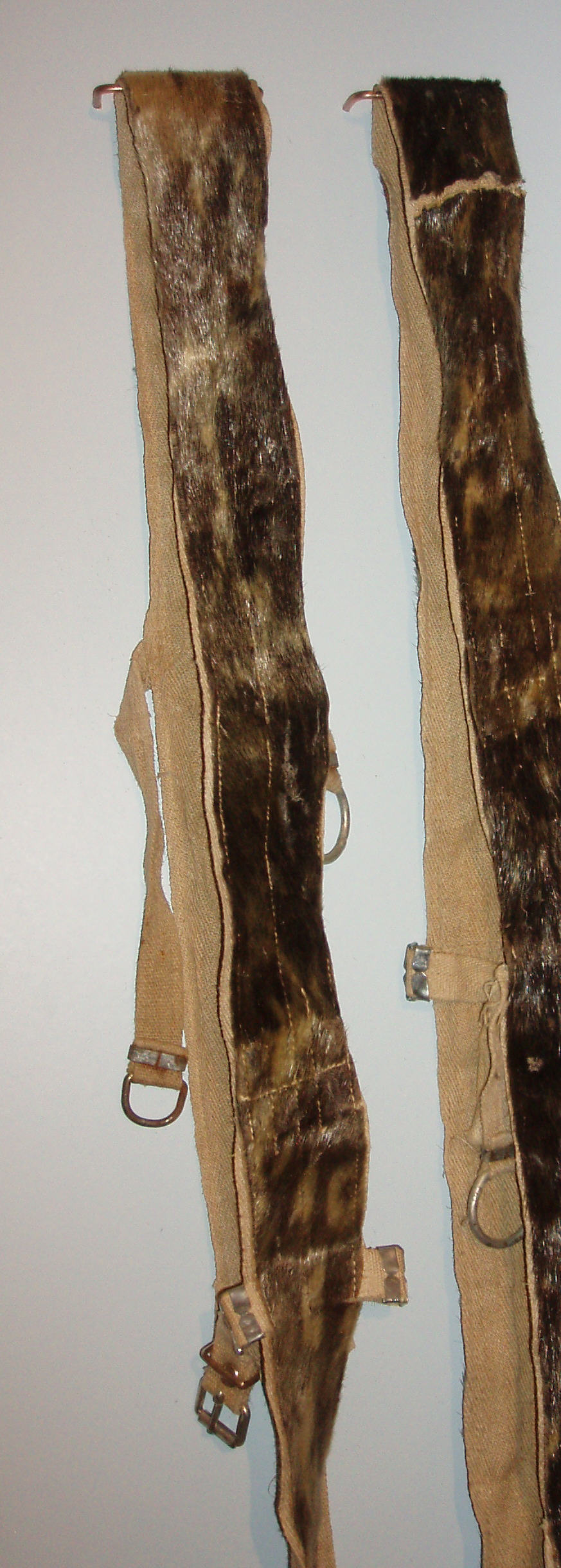
Steigfelle für Skier
(um 1925)

Die Kegelrobbe lebt hauptsächlich im in Teilen des West- und Ostatlantiks, sie war früher in der gesamten Ostsee verbreitet.
Das graue Fell hat unregelmäßige ovale bis rundliche Flecken und hellere Seiten. Die Männchen sind auf dunkelgrauem Grund unregelmäßig oval bis rundlich hell gefleckt, die Weibchen dagegen haben dunkelgraue Flecken auf silbergrauem Grund. Die weißgelben Felle der Neugeborenen waren ebenfalls als Whitecoats im Handel (s. o., Sattelrobbe und Ringelrobbe).

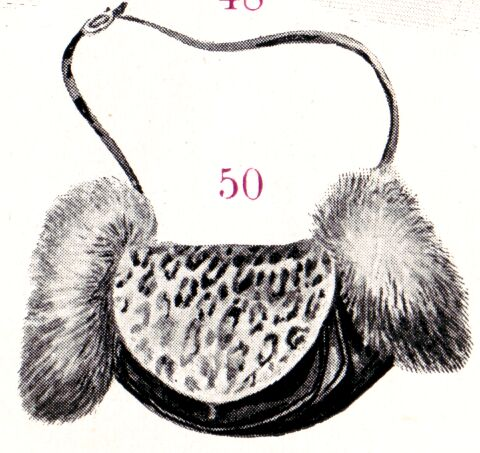
Jagdmuff aus Seehundfell und Marder (Zeichnung, 1903)
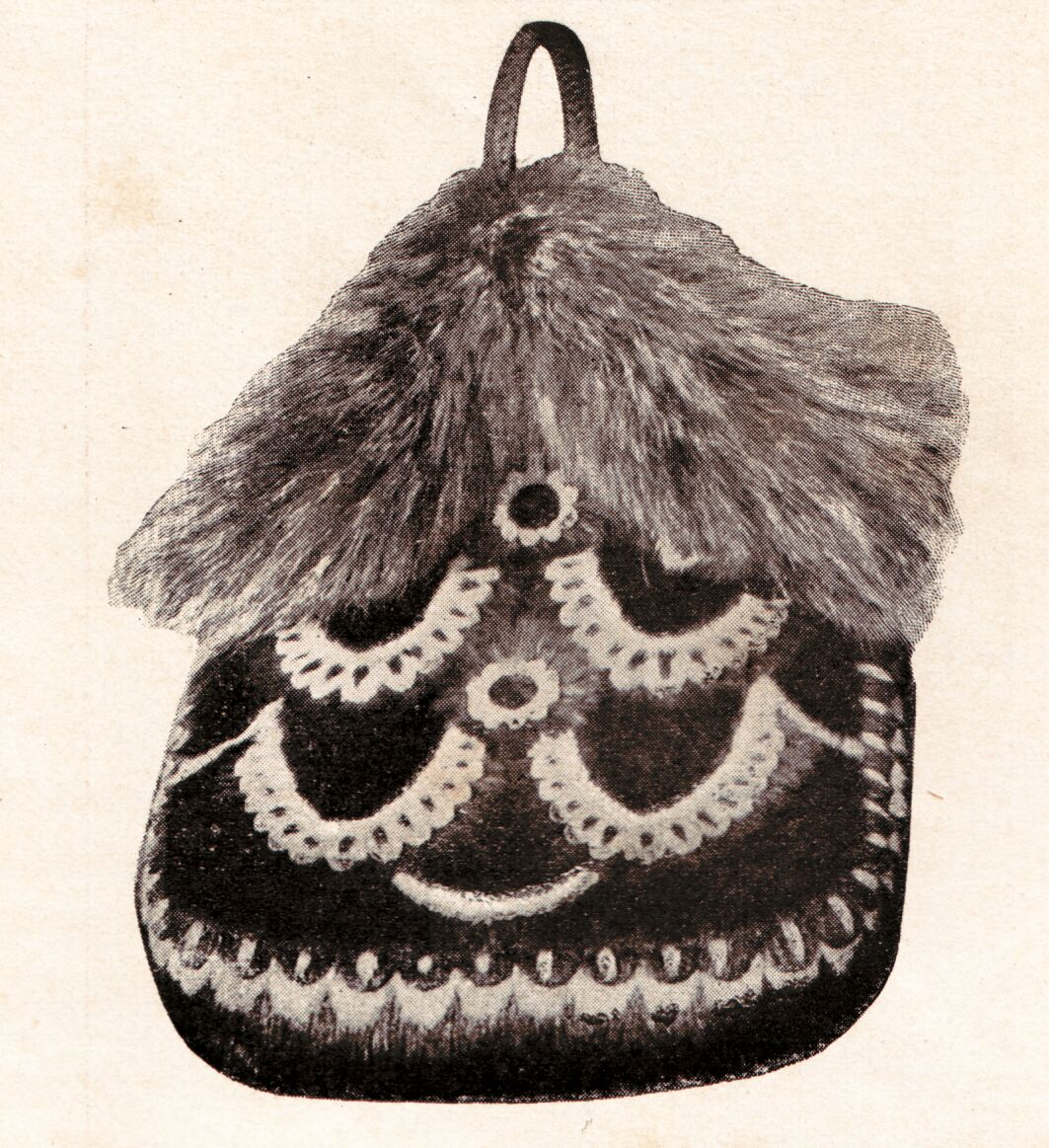
Fußsack aus schwarzem und naturellem Seehund und Kanin (1903)

Kegelrobben waren für Robbenjäger immer von geringem kommerziellen Interesse, wurden aber von Fischern wegen ihrer angeblichen Konkurrenz gejagt. Inzwischen sind sie in den meisten Ländern geschützt.

### Gemeiner Seehund, „Isländer“

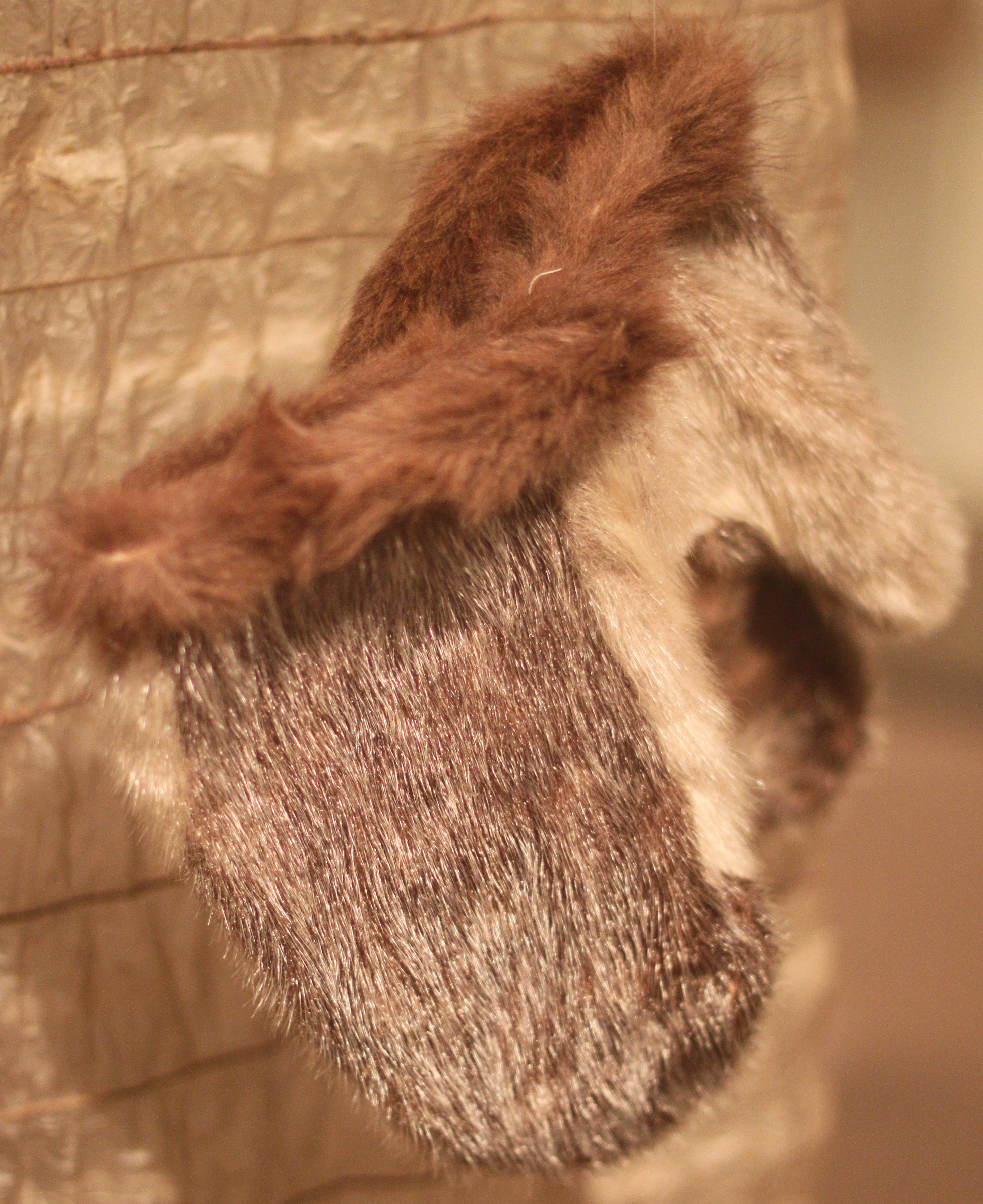
Stark gealterte Seehundfell-Handschuhe (Verbrämung aus anderer Fellart), Nordamerika
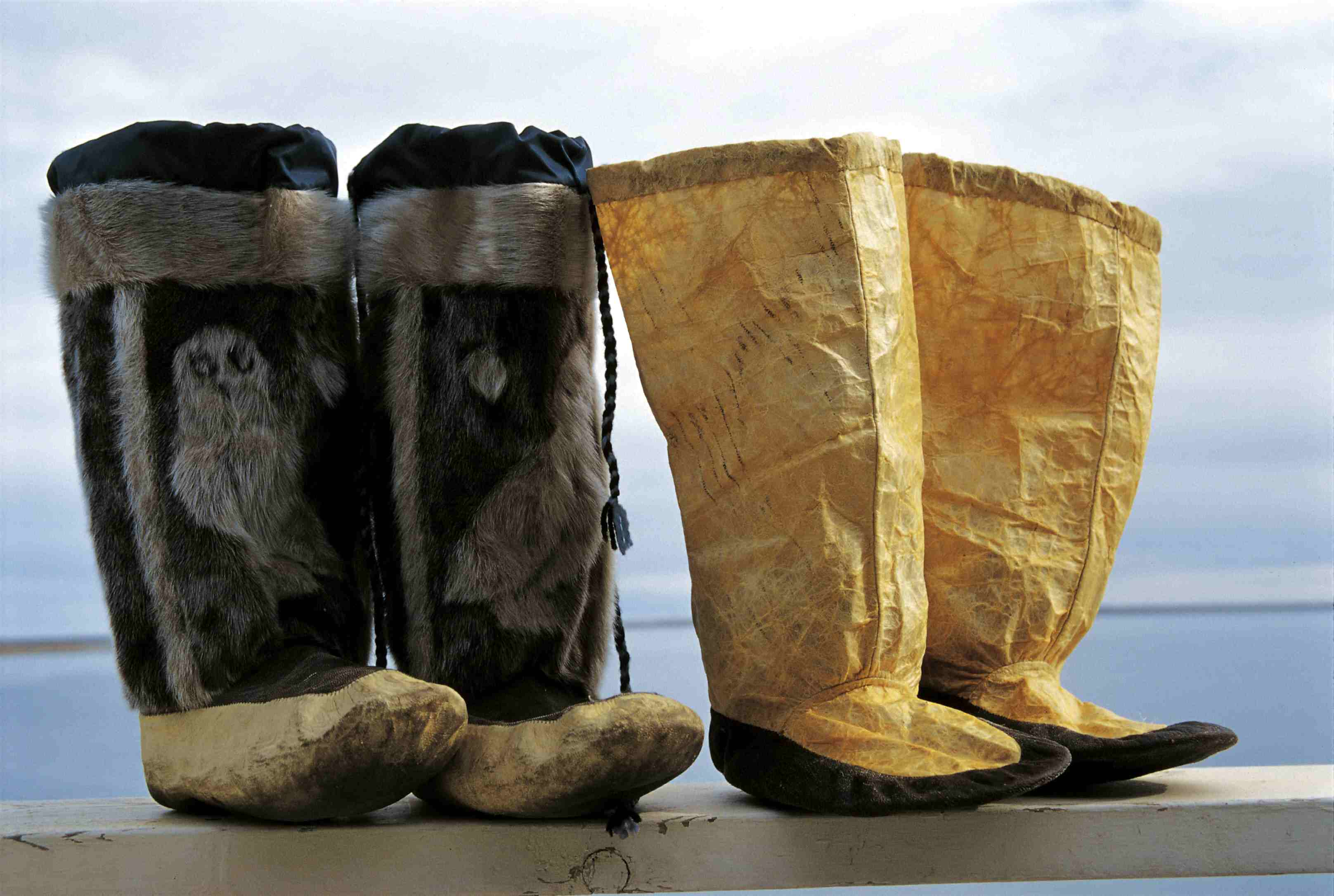
Inuit-Stiefel aus Seehundfell und Seehundleder (2002)
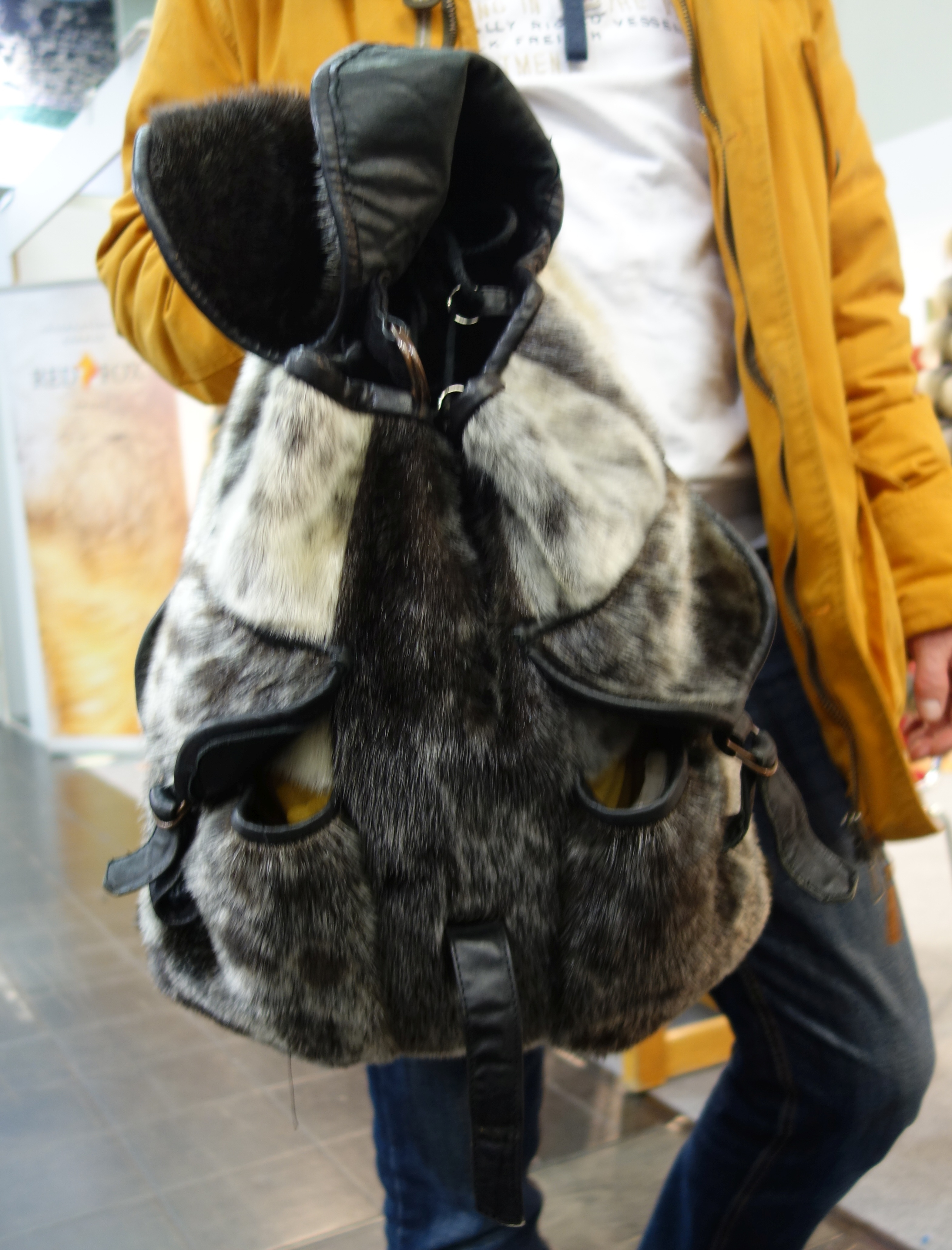
Rucksack aus Isländer Seehund (2018)

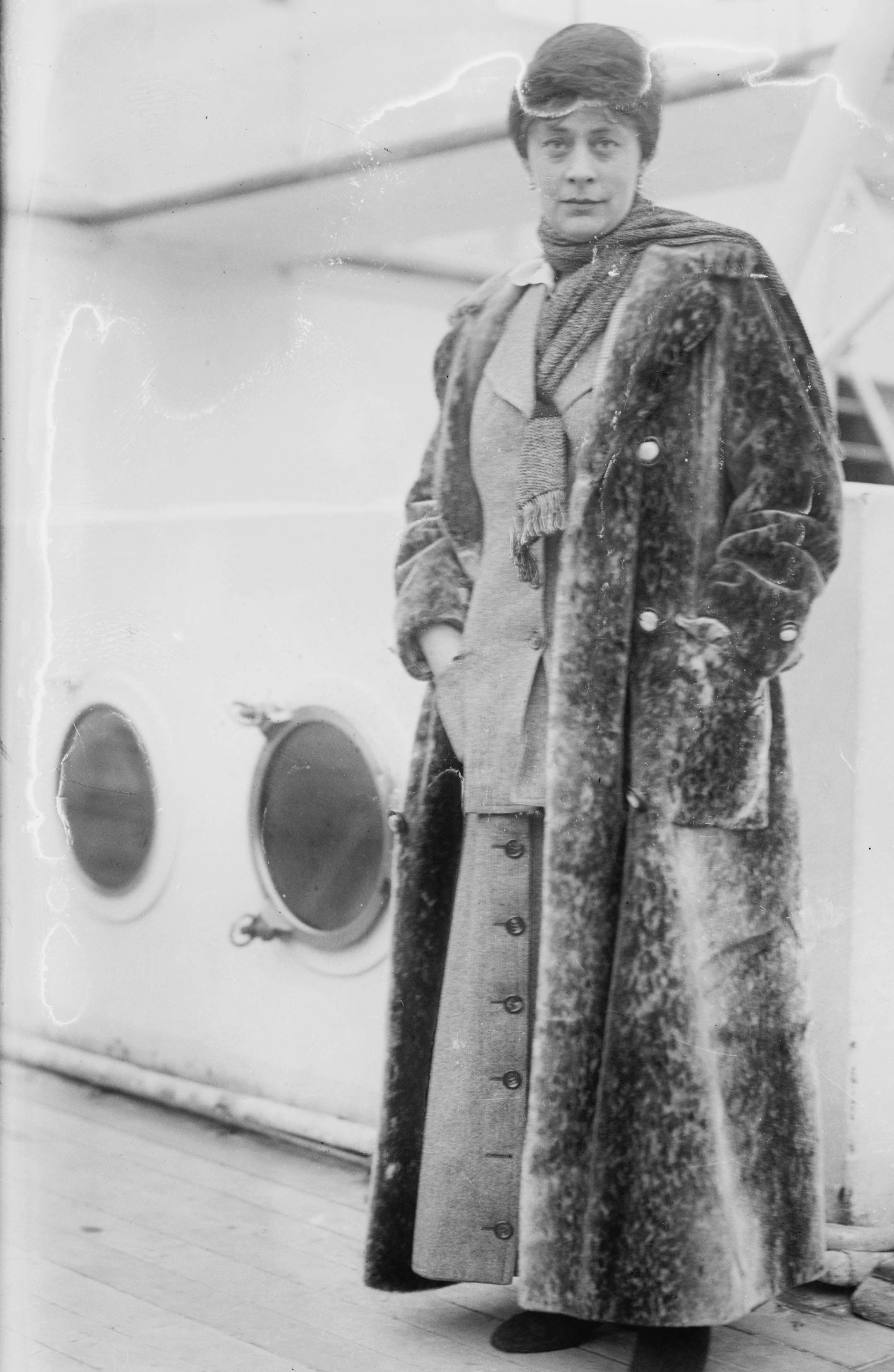
Die dänische Schauspielerin Betty Nansen im Mantel aus Isländer Seehund (1915)

Vom Gemeinen Seehund, der über weite Gebiete verstreut lebt, werden die Felle der Jungtiere (etwa 80 bis 85 cm lang) als „Seehund“, im Großhandel auch als „Isländer“, gehandelt. Das seidige, silberblaue, mehr oder weniger granitfarbig gefleckte Haarkleid gehört wohl zu den schönsten aller Robben. Seit Jahrtausenden wird von den Küstenbewohnern der Seehund zur Ernährung, zum Ölgewinn und zur Kleidung gejagt.
Das Fell älterer Tiere variiert in der Färbung von graugelb bis mehr oder weniger hell- oder dunkelolivbraun. Auch die Flecken sind unterschiedlich, so dass das Fell mitunter dreifarbig wirkt. Es ist inzwischen gelungen, das sehr schwere Leder durch Falzen und Schleifen dünner und damit leichter zu machen. Ein großer Teil der Felle, besonders von älteren Tieren, wurde der Lederverarbeitung zugeführt oder von den Eskimos verbraucht.
Es kommen wahrscheinlich auch Felle anderer Hundsrobbenarten in den Handel, diese werden dann unter dem Fellnamen, d. h. mit den anderen im Haarkleid entsprechenden Fellen, zusammensortiert.
Bereits 1988 heißt es: „Der augenblickliche Weltanfall von Fellen dieser Art ist durch Schutzbestimmungen und durch die Anti-Robben-Kampagnen extrem niedrig. Es wird geschätzt, dass höchstens noch 60.000 Felle durch Grönland und Norwegen an die Märkte kommen. Die letzte Auktion in Grönland 1985 bot 20.000 Ringelrobben und 5.000 Sattelrobben an. Seehundfang und Verarbeitung werden staatlich subventioniert.“ Der dänische Staat versuchte seitdem kontinuierlich, die zur Unterstützung der Inuit aufgekauften Seehundfelle zu vermarkten. 1992 lief die dänische Olympiamannschaft zur Olympiade im französischen Albertville in Seehundjacken ins Stadion ein. Die für 2013/14 von der dänischen Designerin Benedikte Utzon für Great Greenland gestaltete Seehundkollektion durfte jedoch erst einmal wegen des inzwischen verhängten Importverbots nicht in der Europäischen Union vertrieben werden. Nach Angaben der Hersteller soll sie der Welt zeigen, „dass Seehund in Mode und alles andere als geschlagen ist“.
Die Rohfelle werden aufgeschnitten angeliefert; zum Teil gesalzen, scraped (ohne Fett und Fleischreste); gewaschen, um Tranflecken zu entfernen, die sonst zum Vergilben des Haars führen. Nicht zeitgerecht gesalzene Seehundfelle, die durch die Schimmelpilze eine rötliche Färbung der Fleischseite aufweisen, wurden als „pinky“ bezeichnet.
Die Grönländer stellten aus den Isländer Seehundfellen Festgewänder her. Die Verarbeitung erfolgte zuletzt in Skandinavien zu Konfektion, in Mitteleuropa (vor allem Österreich und Bundesrepublik) zu Schuhzwecken. Früher auch zu Tornisterdeckeln und Taschen, 1820 erwähnt ein Naturkundebuch die Nutzung zu „völlig wasserdichten Beschlägen zu Koffern und dergleichen“ (daher auch „Kofferseehund“), zu Mützen, auch Herrenmützen („Schiffchen“); heute noch gelegentlich zu Geldbörsen und Ähnlichem. Die Verwendung als Geldbörse hat jedoch ihre Tücken. Mit den Haarspitzen nach unten in die Hosentasche gesteckt, arbeiten sie sich unweigerlich wieder aus der Tasche heraus.
Über einen eventuellen Fellanfall der im Süßwasser des kanadischen Petit-Lac-des-Loups-Marins-Sees lebenden Unterart des Ungava-Seehunds (Phoca vitulina mellonae) war 1988 nichts bekannt.

#### Bandrobbe
Auch neugeborene Bandrobben haben, wie die jungen Sattelrobben, ein weißes Haarkleid. Erwachsene Tiere sind schokoladenbraun mit weißen oder gelblichweißen Streifen um Nacken, Hinterkörper und Vordergliedmaßen. Die Felle aus der UdSSR werden als „Krylatka“ angeboten.
Inwieweit die Felle noch gehandelt werden, konnte 1988 nicht festgestellt werden. Laut IUCN gab es letztmals 1994 in Russisch Fernost eine größere kommerzielle Ernte von Bandrobben.

### Walross

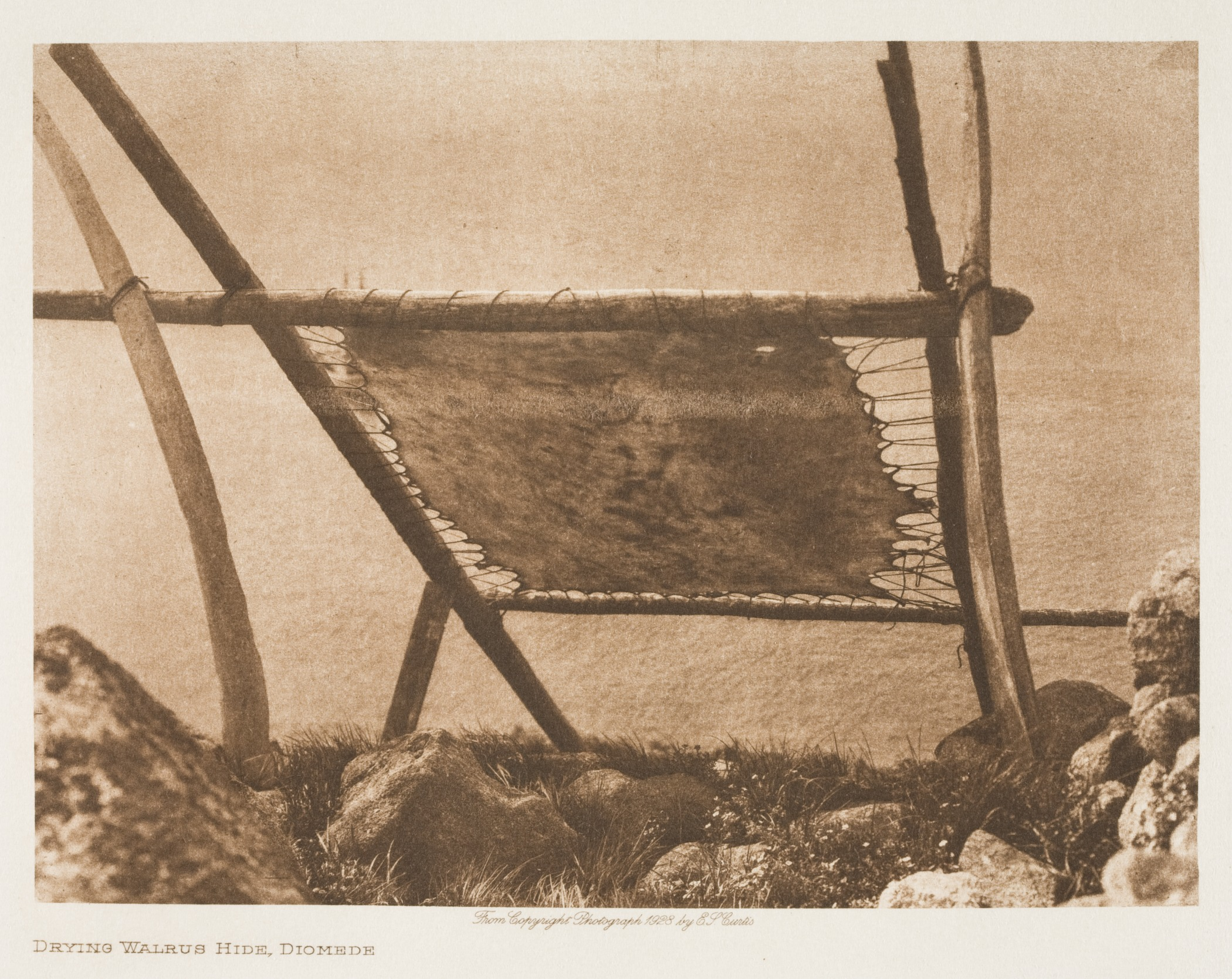
Zum Trocknen aufgespanntes Walrossfell

Der Körper des lebenden Walrosses wirkt aus der Entfernung kahl, ist aber in Wahrheit von einem etwa einen Zentimeter kurzen, stoppeligen Haarkleid bedeckt, das mit zunehmendem Alter dünner wird.
Die Felle kommen normalerweise nicht in den Handel, sie werden lediglich von den Eskimos für den Eigenbedarf gejagt. Das dicke Leder wurde jedoch früher in der Metallindustrie zum Polieren von Maschinenteilen von Lokomotiven gebraucht, indem der dazu benötigte Schmirgel auf das Walrossleder aufgeleimt wurde. Überhaupt nutzten es Silberschmiede und Feintäschner zum Polieren feiner Metalloberflächen, wozu es wegen seines dichten Korns besonders geeignet sein soll. Im nördlichen Norwegen und in Nordrussland nahm man es zur Herstellung von Zugtier-Geschirren, auch wurde es für Treibriemen verwendet.
Im Jahr 1958 veröffentlichte eine Rauchwarenpublikation eine Notiz, dass eine New Yorker Kürschnerfirma im Jahr zuvor in Norwegen Felle für etwa 500 Mäntel eingekauft hatte: „Die Felle sehen silbergrau und silberweiß aus. Daraus gearbeitete Mäntel sollen so weich und geschmeidig sein wie solche aus Otterfellen und besonders leicht im Tragen sein.“

## Verarbeitung

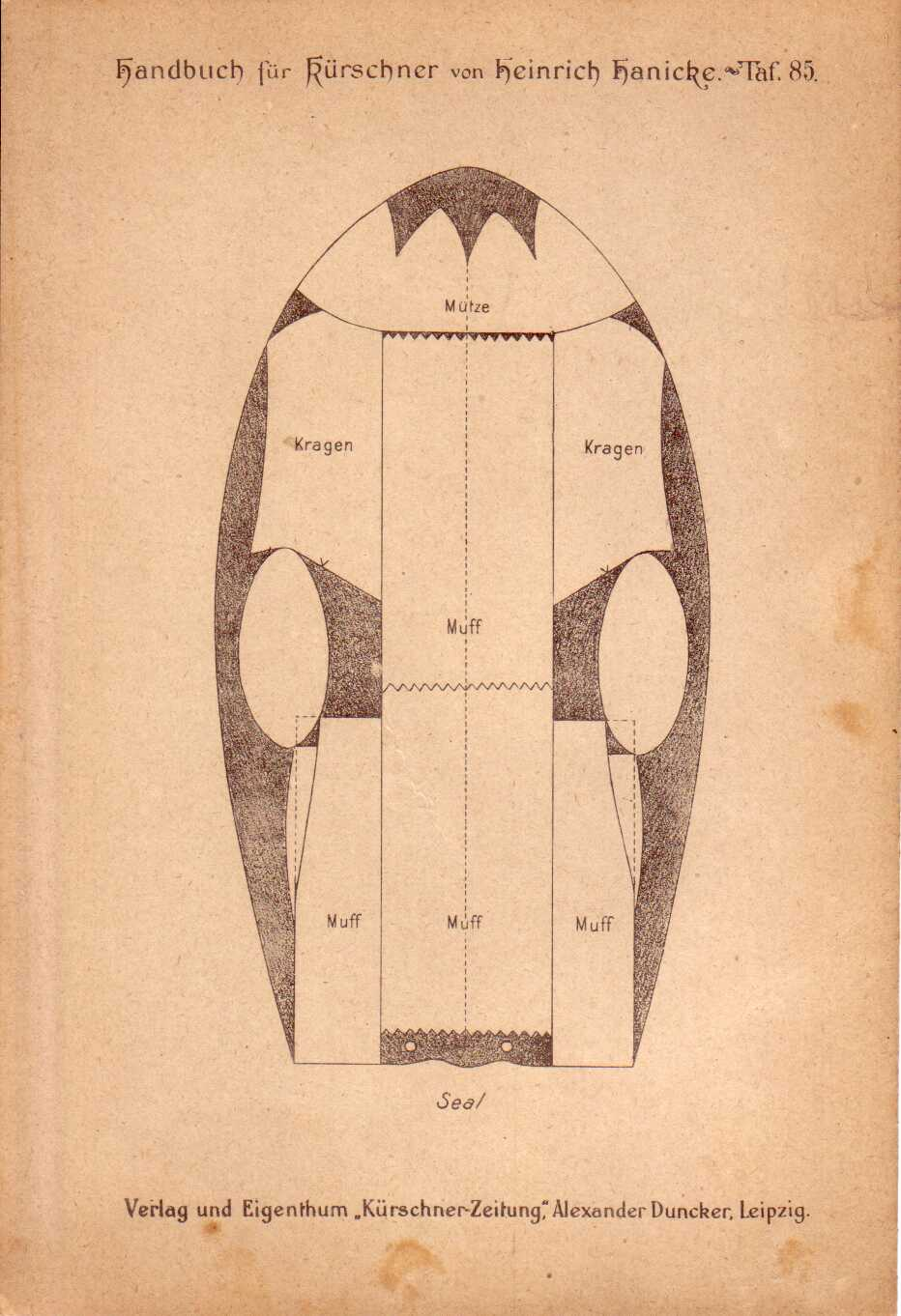
Die Abbildung zeigt, „in welcher Weise von einem mittleren Fell 3 Muffen 1 Kragen und 1 Mütze ungefähr zu gewinnen sind.“
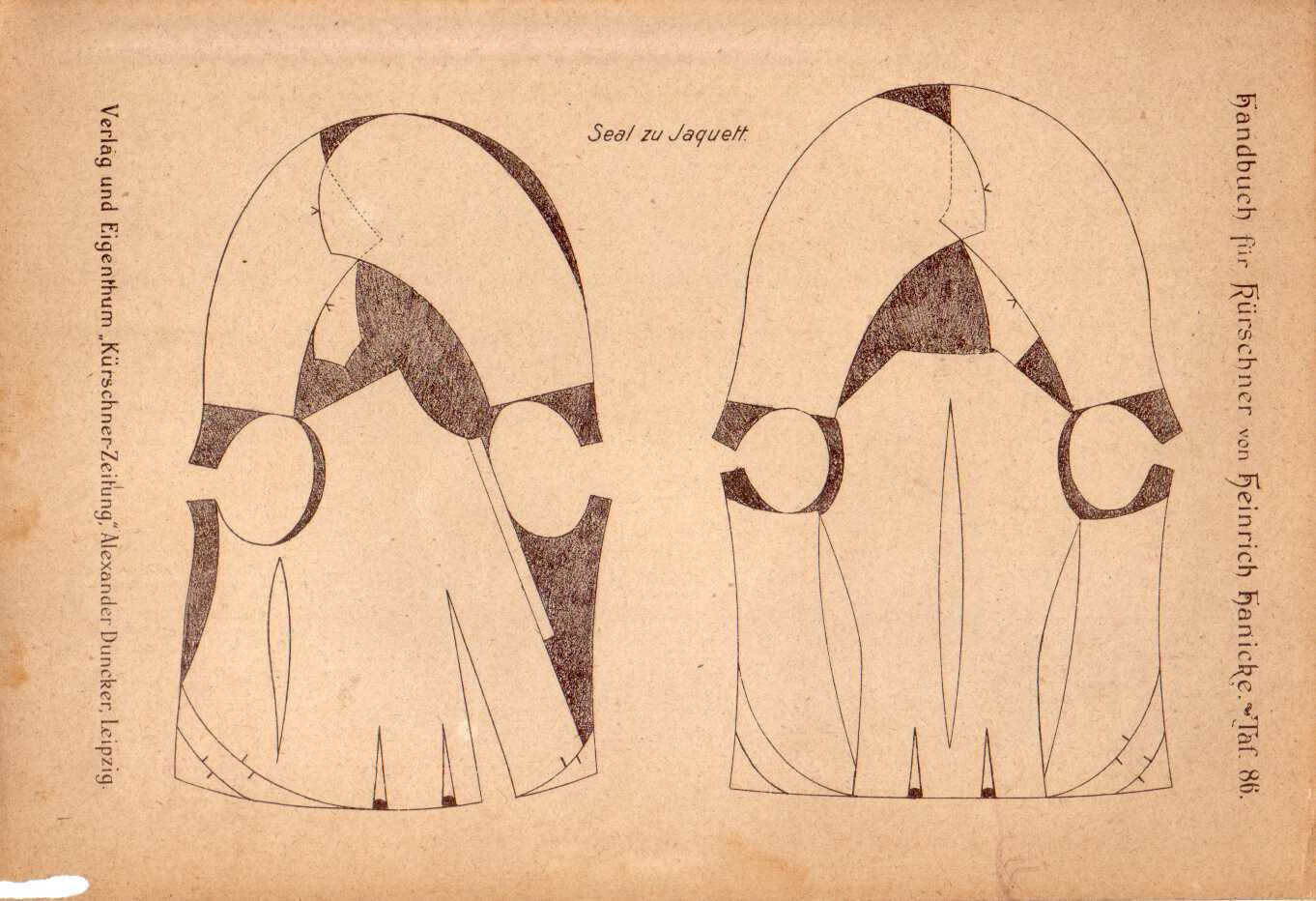
„Tafel 86 veranschaulicht, wie größere Sachen geschnitten werden…“ (1895)

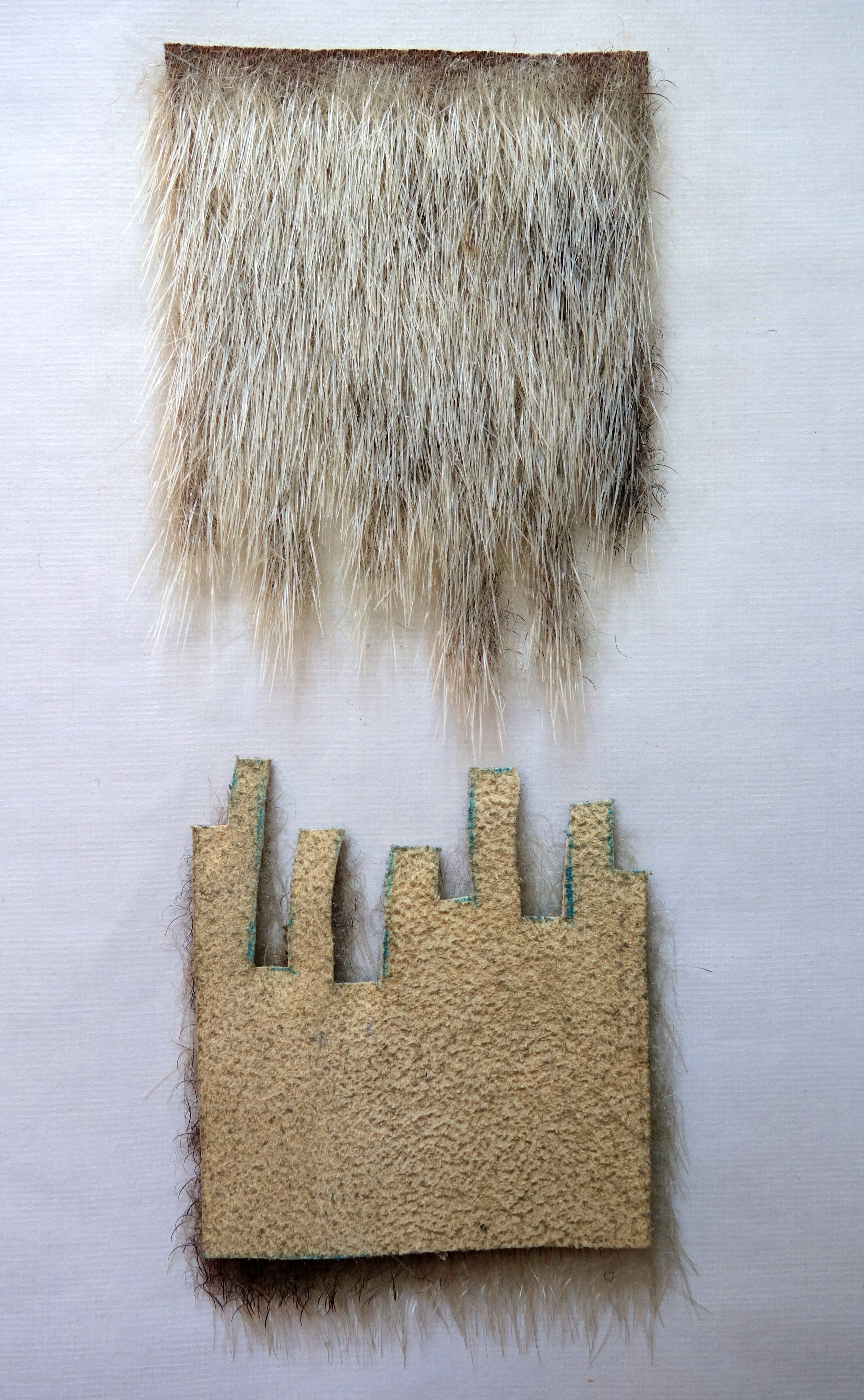
Verbinden von zwei Seehundfellen durch eine Zahnnaht

Charakteristisch für die Robbenfelle ist die ovale Form mit den beiden Flossenlöchern. Die Haarstruktur bewirkt bei der Fellverarbeitung eine starke Nahtmarkierung, insbesondere bei den Haarseehunden. Daher lassen sich abfallende Fellteile, wie die Bauchpartien hinter den Flossenlöchern und die Pumpfteile (= kürschnerisch für das hintere Fellende) nur schwierig mitverwenden, es verbleibt bei der Verarbeitung zu Bekleidung meist ein erheblicher Rest, der dann möglichst wieder für Kleinteile (Tierfiguren, Fußsäcke, Vorleger usw.) verwendet wird. Bei der traditionellen Kleidung der Eskimos wird die Fellform weitgehend belassen, sie lässt sich sogar noch in deren Textilkleidung wiedererkennen, Stoffjacken und Mäntel enden oft vorn und hinten in einer frackartigen Rundung, insbesondere beim Frauenparka, dem Amauti.
Durch Spannen („Zwecken“) im feuchten Zustand werden die Felle vom Kürschner so weit möglich in die für die Jacken- oder Mantelverarbeitung benötigte Form gebracht. Zwischen den Flossenlöchern und im Pumpf werden die Felle in die Breite gezweckt. Hat das zu arbeitende Teil eine große, der Fellform zuwiderlaufende, untere Weite, können die Ecken durch Ansetzen der abfallenden Seiten ergänzt werden. Dazu eignen sich besonders die neben den Flossenlöchern befindlichen Fellpartien; die Fellkanten der Flossenlöcher sollten dazu nur sehr knapp berändert werden.
Reicht die Länge eines Fells nicht aus, müssen zwei Felle übereinandergesetzt werden. Dies geschieht entweder mit einer geraden Naht oder einem vom Designer gewählten Muster, in der Regel in Wellen- oder Zackenlinien. Beim Sealfell mit entferntem Oberhaar ist die Nahtmarkierung nicht ganz so auffällig und störend, hier werden gelegentlich die Fellseiten in einer kleinen „Sealzacke“ zur Verlängerung angenäht. Grundsätzlich gilt für alle Seehundarten, dass Nähte so weit wie möglich vermieden werden, da durch die Haarstruktur „unsichtbare“ Nähte kaum zu erzielen sind. – Sealskin wird wegen der schöneren Optik immer mit dem Haarschlag nach oben gearbeitet, also den Kopf nach unten.
Als in den 1970er Jahren auch in der Pelzmode vermehrt taillierte Mäntel verlangt wurden, stellte insbesondere das Bluebackfell ein besonderes Problem dar. Dort, wo die blaugraue Rückenzeichnung des Fells (der „Grotzen“) am breitesten ist, ist der Mantel mit seiner Taillierung am schmalsten, was einen hohen Fellverbrauch, erheblichen Abfall und ein unschönes Bild im fertigen Pelz ergibt. Der Kürschnermeister Ernst Diebel schlug deshalb vor, die Felle mit dem Haarschlag nach oben zu verarbeiten („gestürzte“ Verarbeitung). Die Felle werden dazu in der Höhe der Flossenlöcher geteilt und die Köpfe im Rumpf nach unten, und die Rumpfteile nach oben zusammengenäht. Da die dunkle Fellmitte an diesen Stellen gleich schmal ist, ergibt das einen harmonischen Farbübergang. Die gestürzte Verarbeitung für Seehund ist allerdings fachlich umstritten, da der Pelz im Laufe der Jahre wahrscheinlich dadurch schneller unansehnlich (ruppig) wirkt.
Im Jahr 1965 wurde der Fellverbrauch für eine für Mäntel aus Seehund- und Robbenfell für eine für einen Mantel ausreichende Felltafel angegeben (sogenanntes Mantel-„Body“), für ein
Blueback-Mantelbody = größere Felle 5 bis 6 Stück, kleinere 7 bis 8 Stück
Seal-Mantelbody = 6 bis 8 Stück
Seehund-Mantelbody
Grönländer (Ringseal) = 5 bis 6 Stück
Neufundländer (Harpseal) = 5 bis 6 Stück
Isländer (Rangerseal) = 7 bis 8 Stück.
Whitecoat-Mantelbody = 6 bis 10 Stück.
Zugrundegelegt wurde eine Tafel mit einer Länge von 112 Zentimetern und einer durchschnittlichen Breite von 150 Zentimetern und einem zusätzlichen Ärmelteil. Das entspricht etwa einem Fellmaterial für einen leicht ausgestellten Mantel der Konfektionsgröße 46 des Jahres 2014. Die Höchst- und Mindest-Fellzahlen können sich durch die unterschiedlichen Größen der Geschlechter der Tiere, die Altersstufen sowie deren Herkunft ergeben. Je nach Pelzart wirken sich die drei Faktoren unterschiedlich stark aus.
Um die 60er Jahre herum, als das sogenannte „Auslassen“ von Pelzen besonders in Mode war, ließ man sogar die dafür eigentlich ungeeigneten Seehundfelle aus, dabei entsteht ein mantellanges Fell mit einem bei Seehund durch die Nähte markanten Streifenmuster (auf dem letzten Bild in der Vergrößerung unten besonders gut zu erkennen). Nachfolgend die Dokumentation des Arbeitsprozesses eines in der Auslasstechnik gearbeiteten Meisterstücks in gestürzter Verarbeitung (Erwin Hugendick, Schwelm):

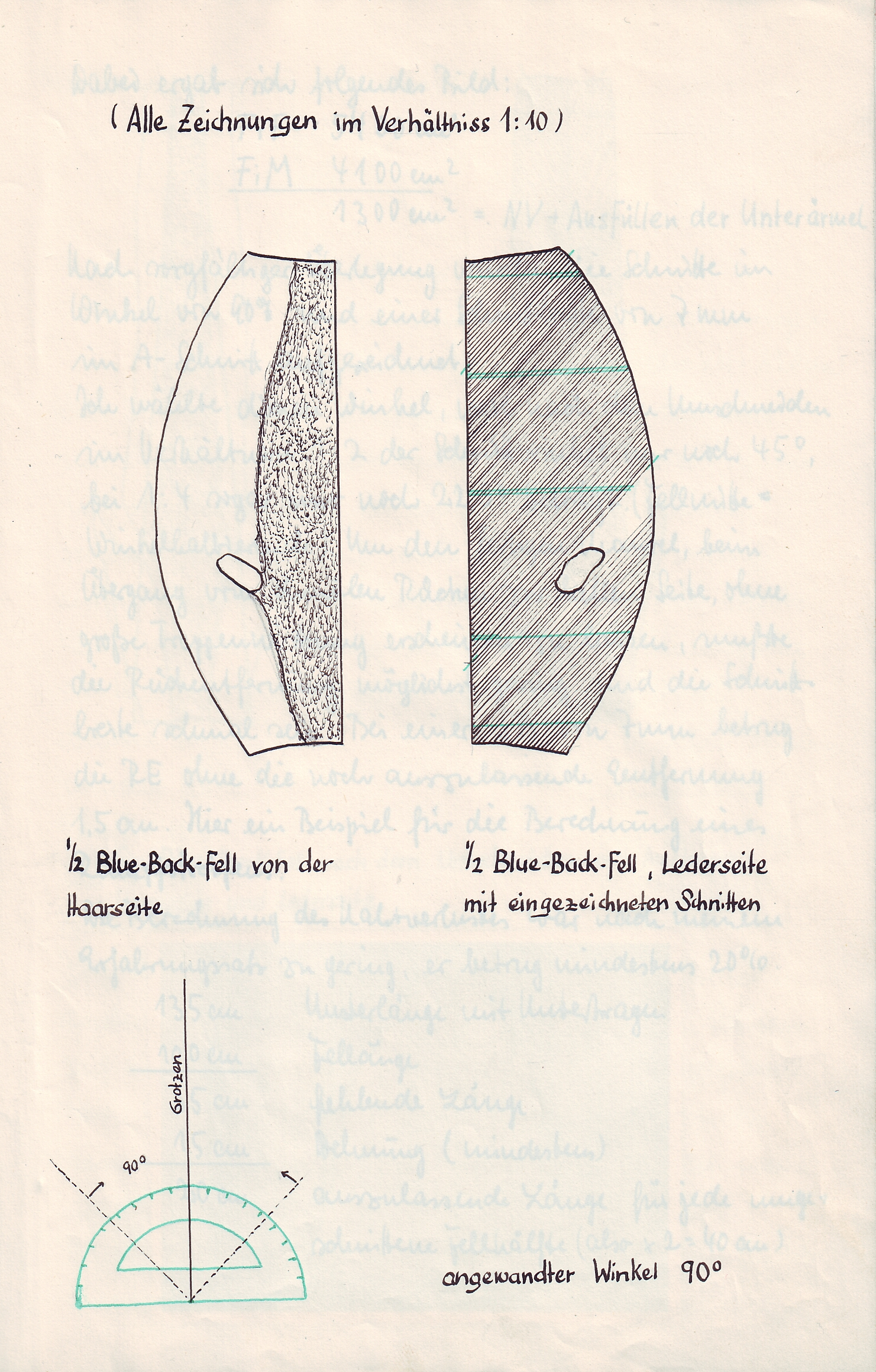
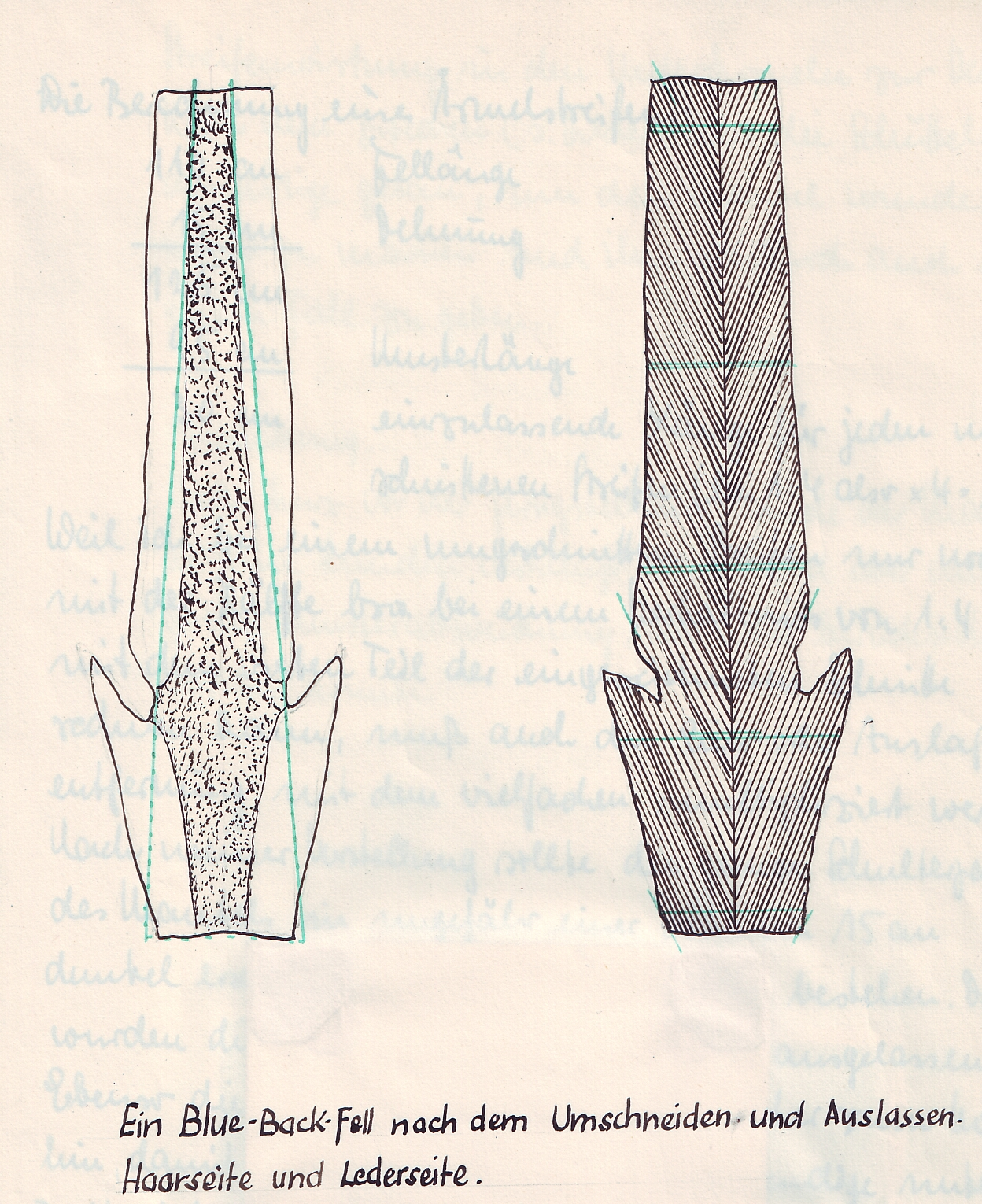
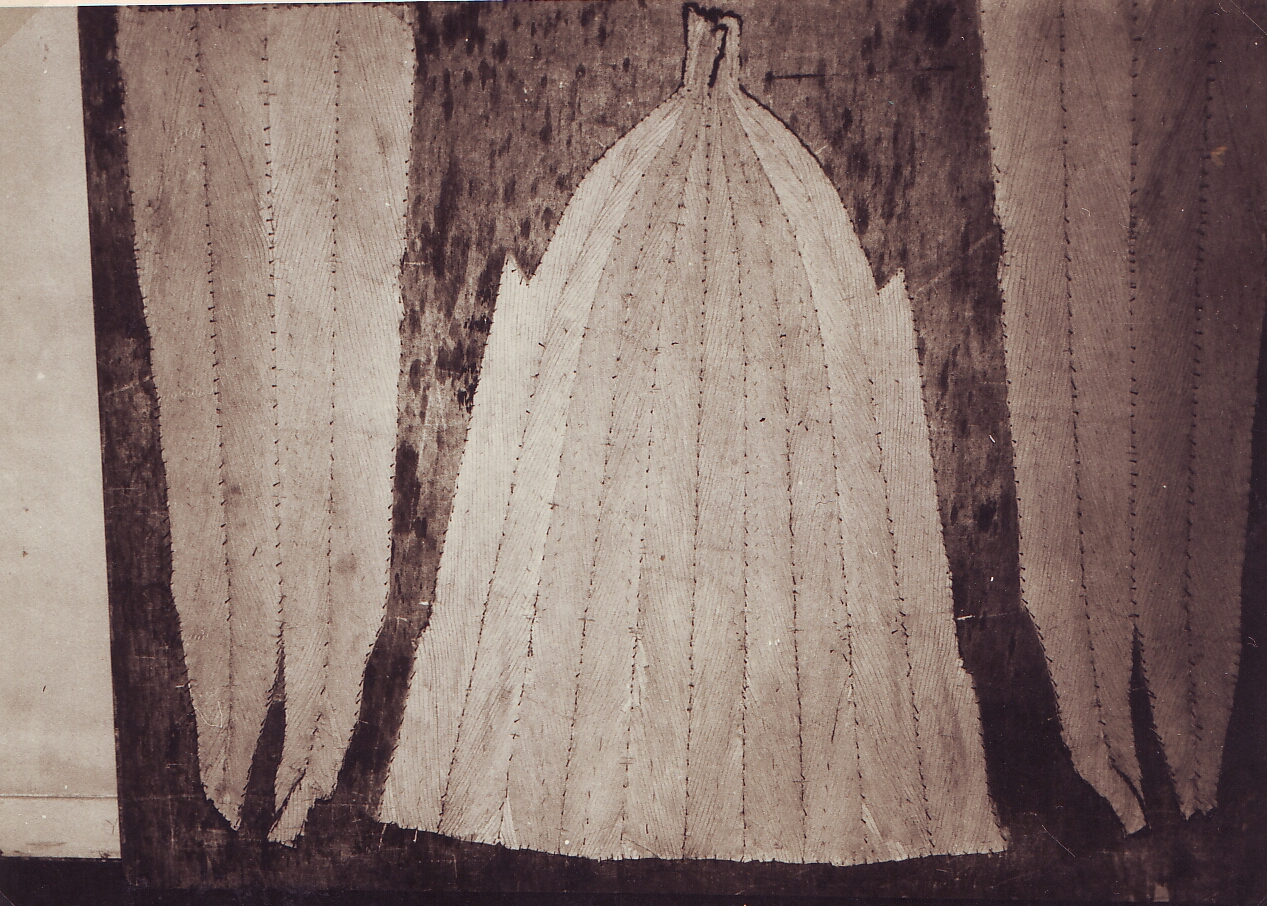
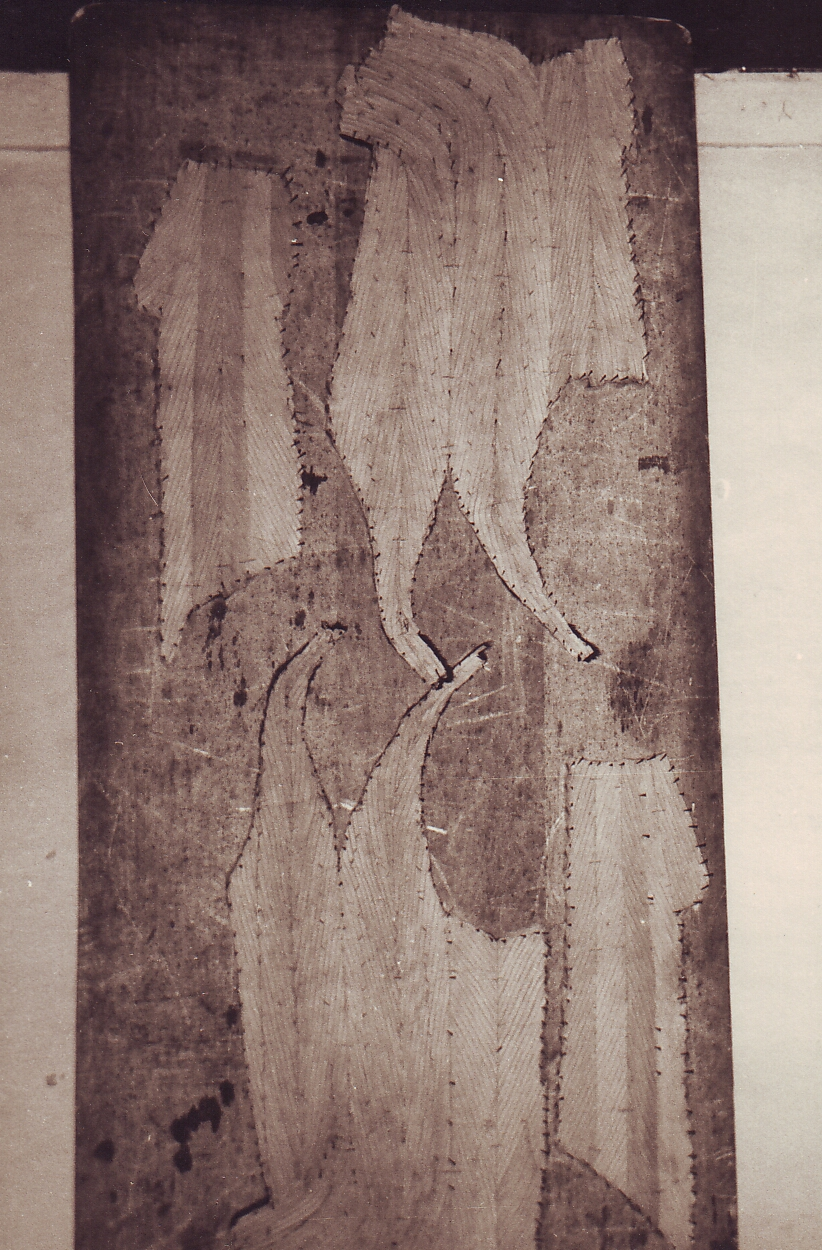
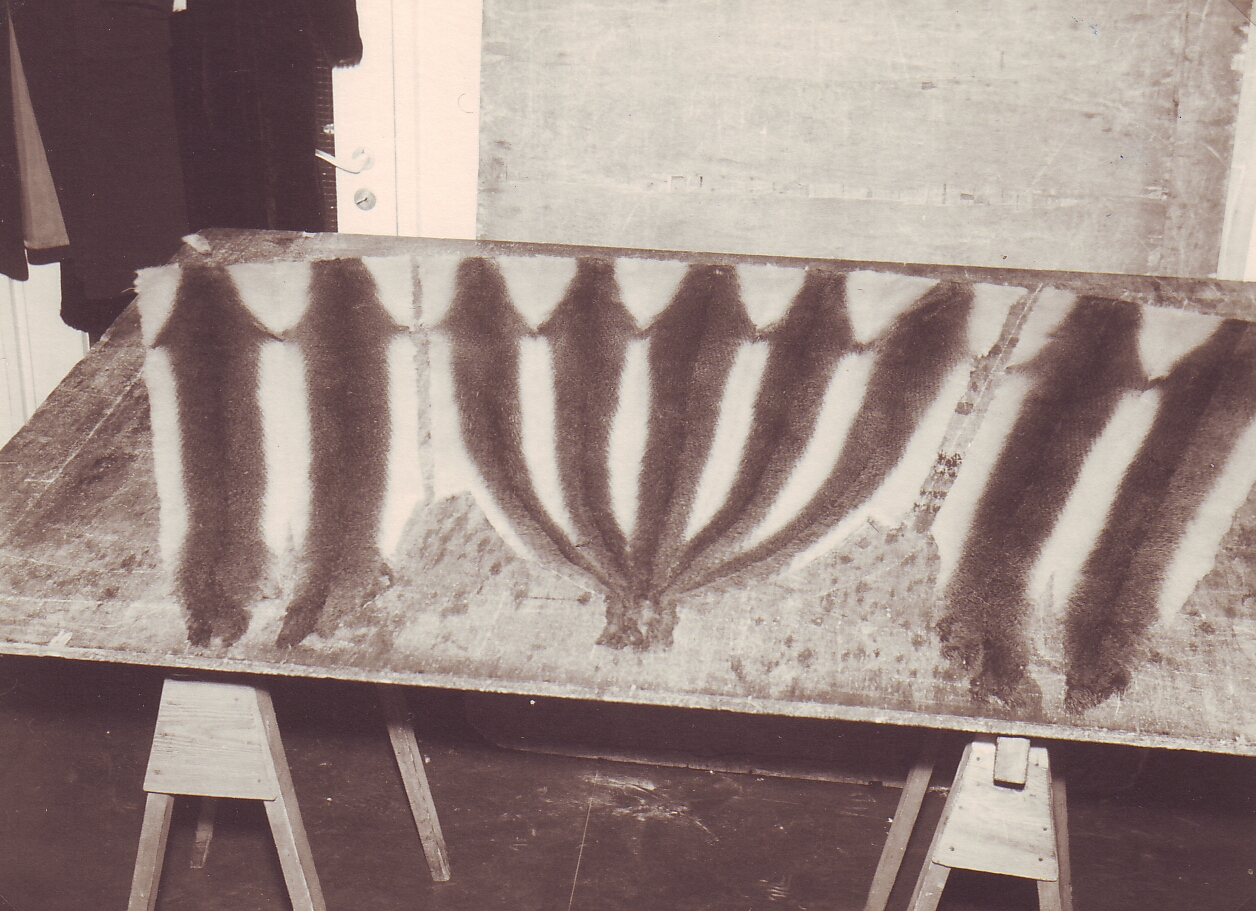
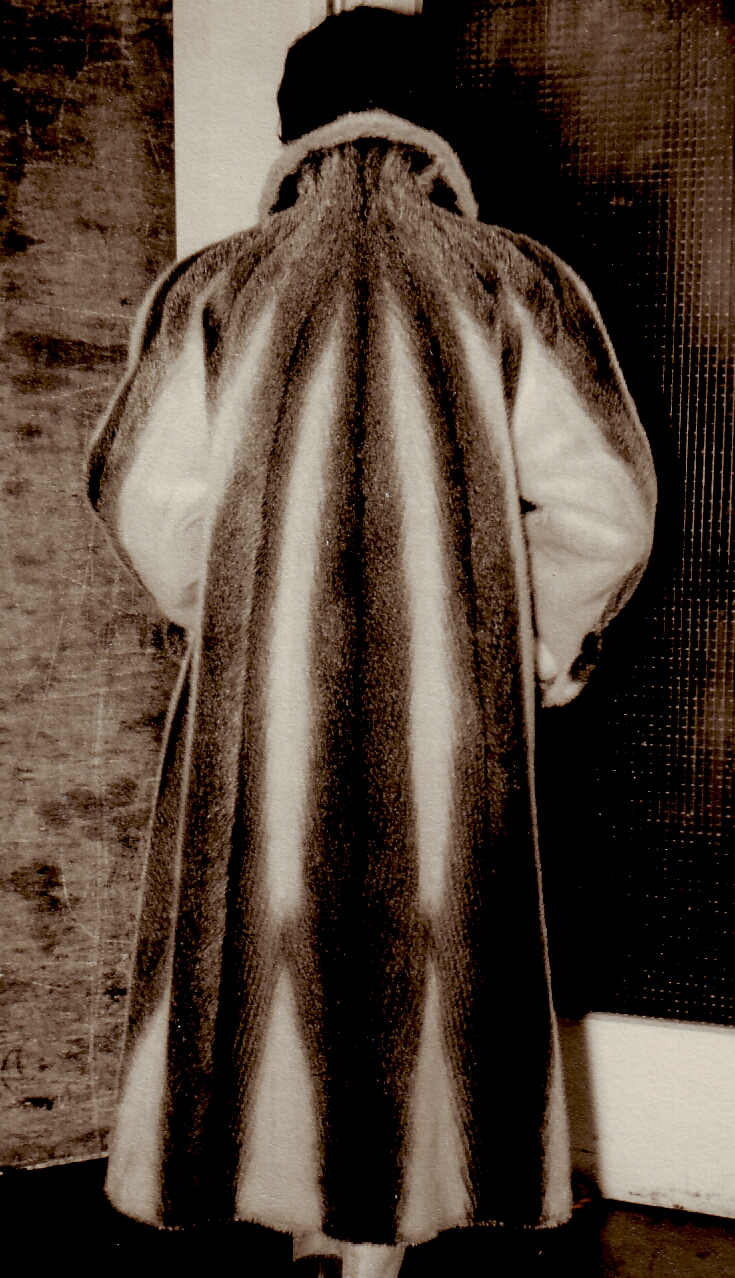

## Handelsbeschränkungen und -verbote

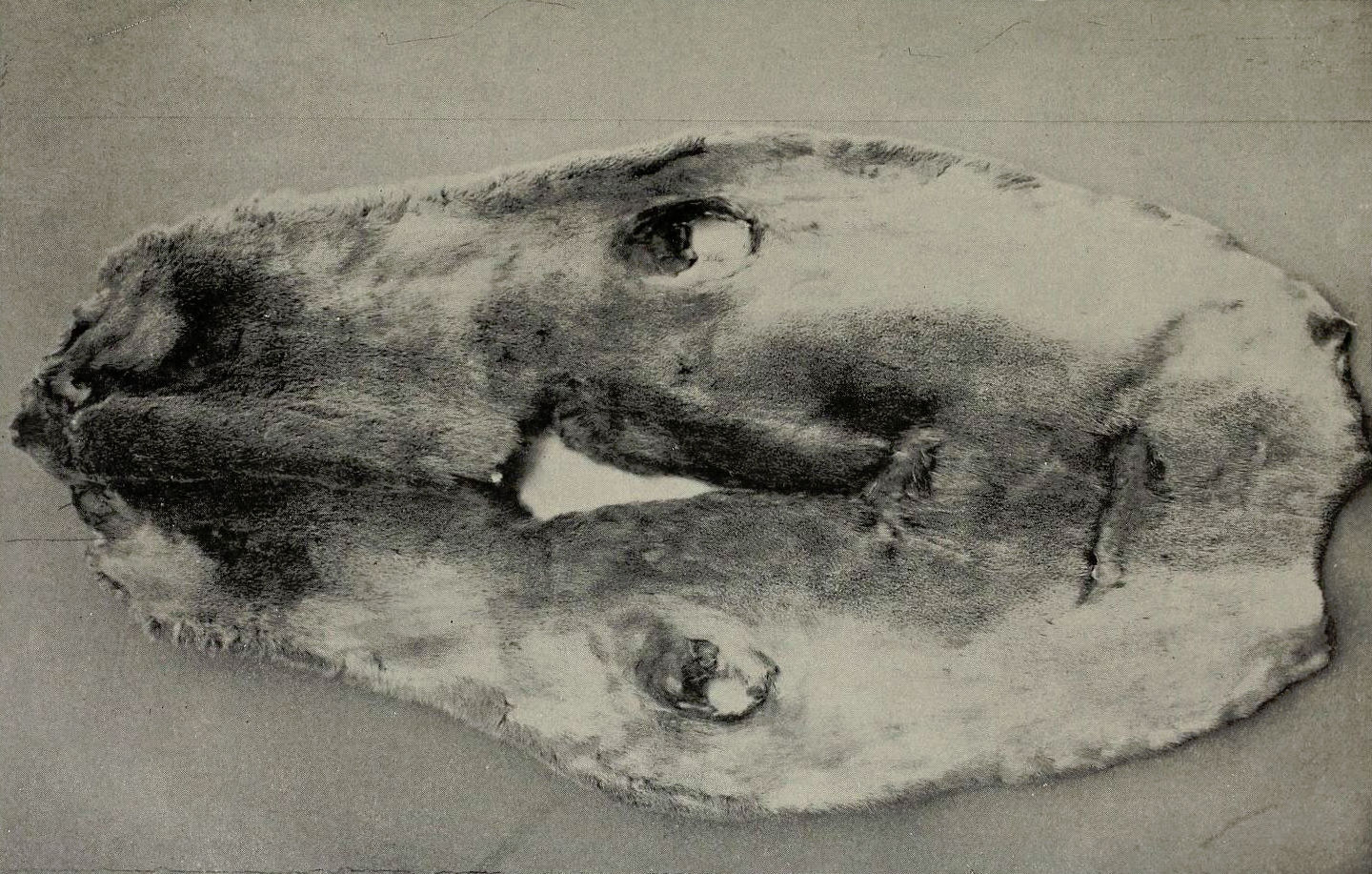
Ein durch Brandzeichen am Tier für den Handel entwertetes Pelzrobbenfell. Das Loch entstand beim Gerben an einer verbrannten Hautstelle (Aleuten, 1896)

(Siehe auch den Artikel Robbenjagd).
Die gewerbliche Einfuhr bestimmter, aus Jungtieren der Sattelrobbe (Whitecoat) oder der Mützenrobbe (Blueback) hergestellter Waren in das Gebiet der Europäischen Gemeinschaft wurde mit Richtlinie 83/129/EWG des Rates vom 28. März 1983 verboten; als Richtlinie galt das Verbot jedoch nicht unmittelbar.
In der EU gilt unmittelbar die Verordnung (EG) Nr. 1007/2009 des Europäischen Parlaments und des Rates vom 16. September 2009 mit einem Verbot des Inverkehrbringens von Robben (auch in Teilen, also auch von Fellen); das Inverkehrbringen definiert sie als Einfuhr in den gemeinsamen Markt, durch die ein entgeltliches Bereitstellen für Dritte erfolgt. Die Verordnung wurde begründet mit: „Die Jagd auf Robben hat bei auf Tierschutzfragen empfindlich reagierenden Bürgern und Regierungen Entrüstung hervorgerufen, da die am häufigsten praktizierten Methoden zum Töten und Häuten von Robben für diese Tiere mit Schmerzen, Qualen, Angst und anderen Formen von Leiden verbunden sind.“ Die Durchführung regelt in Deutschland das Tiererzeugnisse-Handels-Verbotsgesetz (TierErzHaVerbG) mit Eingriffsbefugnissen für Zoll und die Polizeibehörden und mit Bußgeldvorschriften.
Das Verbot sollte am 20. August 2010 in Kraft treten. Nachdem das Europäische Gericht das Inkrafttreten vorübergehend ausgesetzt hatte, wurde diese Entscheidung am 25. Oktober 2010 wieder zurückgenommen. Das Gericht begründete die Änderung seiner Auffassung auf die, von einer von den Eskimos und anderen Klägern initiierten, Klage damit, dass es keine Notwendigkeit für die Aussetzung sehe. Die von den Klägern vorgetragene Argumentation, dass dieses Verbot zu beträchtlichen Einkommenseinbußen der Eskimos und deren Gemeinden führen und die soziale Zerrüttung dieser Lebensgemeinschaften zur Folge habe, wies das Gericht als „allgemeine und abstrakte Annahme“ zurück. Die eingereichte Klage, die sogenannte „Application of Annulment“, bleibt davon unberührt. Norwegen sieht die Verordnung „im Widerspruch zu dem Regelwerk der Welthandelsorganisation WTO“. Nachdem Konsultationen mit der EU nicht zu einer einvernehmlichen Lösung geführt haben, hat Norwegen beschlossen zu beantragen, dass „ein WTO-Streitschlichtungspanel eine unabhängige Bewertung vornimmt.“ Kanada hat die Einsetzung des WTO-Streitschlichtungspanels am 11. Februar 2011 beantragt.
Ausnahmen vom Verbot macht Artikel 3 der Verordnung (EG) Nr. 1007/2009 für Felle oder Fellprodukte, die
- nachweislich aus einer von Inuit oder anderen indigenen Gemeinschaften traditionell, unter „gebührender Beachtung“ des Tierschutzes und zur nachhaltigen Existenzsicherung, aber nichtkommerziell betriebenen Robbenjagd stammen,
- von Reisenden gelegentlich zum persönlichen, nichtkommerziellen Gebrauch eingeführt werden oder,
- nach der ursprünglichen Fassung der Verordnung[41] aus der nachhaltigen Bewirtschaftung von Meeresressourcen stammen.[42]

Die Greenlandic Seal kommen von den Inuits aus Grönland und wurden von der Kopenhagener Auktionsgesellschaft Kopenhagen Fur versteigert. Sie sind die einzigen Sealtypen, die in der Europäischen Union gehandelt werden dürfen. Das 2025 in Auflösung befindliche Kopenhagen Fur hatte sich mit der Handelsorganisation Great Greenland vertraglich darauf verständigt, ab der Saison 2013/14 Greenlandic Seals zu versteigern.

## Handelsnamen in der Zusammenfassung

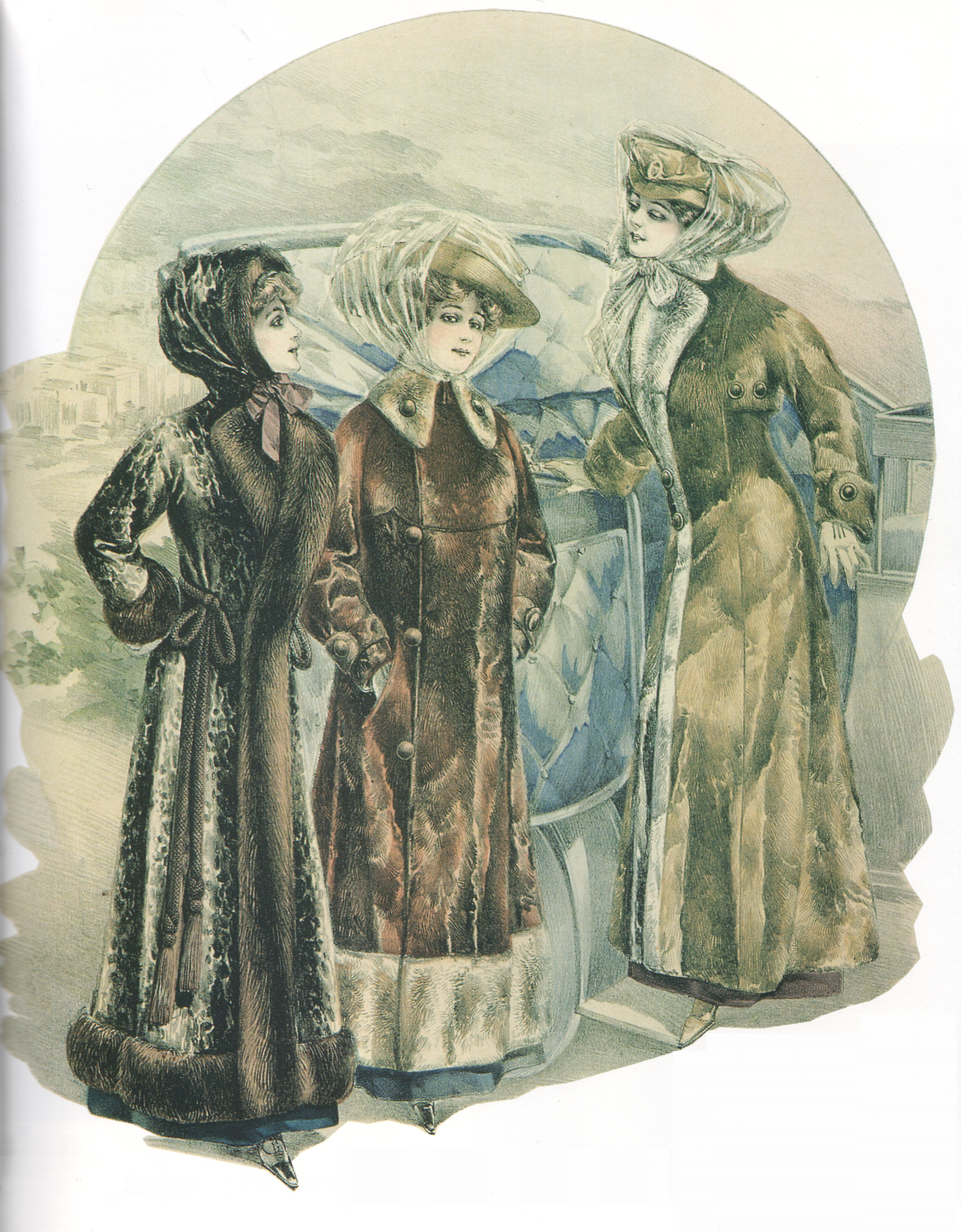
Links Isländer Seehund, Mitte und rechts Rockseal, jeweils mit anderen Fellarten verbrämt (Atelier Bachwitz, 1908–1910)

- Arktis- und Panther-Seal: Rangers von der Westküste Kanadas und Alaskas, ähnlich Isländer. Die Provenienz der Westküste mit heller, ringförmiger sehr enger Zeichnung („Panther-Seal“)[19][22]
- Beater: Felle von ungefähr drei bis acht Wochen alten Sattelrobben. Großhandelsname, in der Kürschnerei als „Neufundländer“ bezeichnet[19]
- Bedlamer, Midling: Bedlamer verstümmelt aus Bête de la mer, Fell zwei bis drei Jahre alter Sattelrobben[19]
- Blueback, Blaurücken: Jugendkleid der Klappmütze bis etwa Ende des ersten Lebensjahres[19]
- Fleckgris: Fell der Klappmütze nach dem Haarwechsel vom Blueback etwa im sechsten Monat[22]
- Furseal, Alaskaseal: Felle der nördlichen Pelzrobbe; die Felle der anderen Pelzrobben werden als Cape-Seal, Cape-Horn-Seal, Sealskin usw. gehandelt[19][19]
- Grey Seal, Grau Seal: Alttierfelle der Kegelrobbe[19]
- Grönländer: Felle der Ringelrobbe, teils auch des Gemeinen Seehunds (Common Seal)[19]
- Hair Seal: Allgemeine (englische) Bezeichnung für (Haar-)Seehunde[19]
- Hooded Seal: Klappmütze (Jungtier Blueback)[19]
- Isländer: Jungtierfelle des Gemeinen Seehunds (Common Seal)[19]
- Labradors: Rangers, die sich vorwiegend an der kanadischen Ostküste aufhalten (Labrador)[22]
- Lakoda Seal: Handelsbezeichnung für die bis 1983 von der Firma Fouke veredelten, tiefgeschorenen, ungerupften Sealfelle[19]
- Middling: Siehe Bedlamer
- Neufundländer: Nicht unbedingt gleichzeitig eine Herkunftsbezeichnung, siehe Beater
- Puller, Ragged Jack, Overgang: Haarlässige Übergangsfelle der Whitecoats[19]
- Ranger: Jungtierfelle des Gemeinen Kanadischen Seehunds[19]
- Ringelrobbe: Siehe Grönländer
- Rockseal: Jungtierfell des südamerikanischen Seelöwen (zoologisch Mähnenrobbe)[19]
- Saddler: Siehe Harpseal
- Seal, Sealskin: Siehe Furseal
- Shoal-Seal: Die an der deutschen Nordseeküste sowie an der holländischen Küste vorkommenden Ranger[22]
- Square Flipper: Fell der Bartrobbe, Blaurobbe[19]
- Whitecoat: Erstlingskleid der Sattelrobbe und der Kegelrobbe, teils auch der Ringelrobbe (bis ein/zwei Wochen nach der Geburt). (Russisch: belka, bjelka)[19]

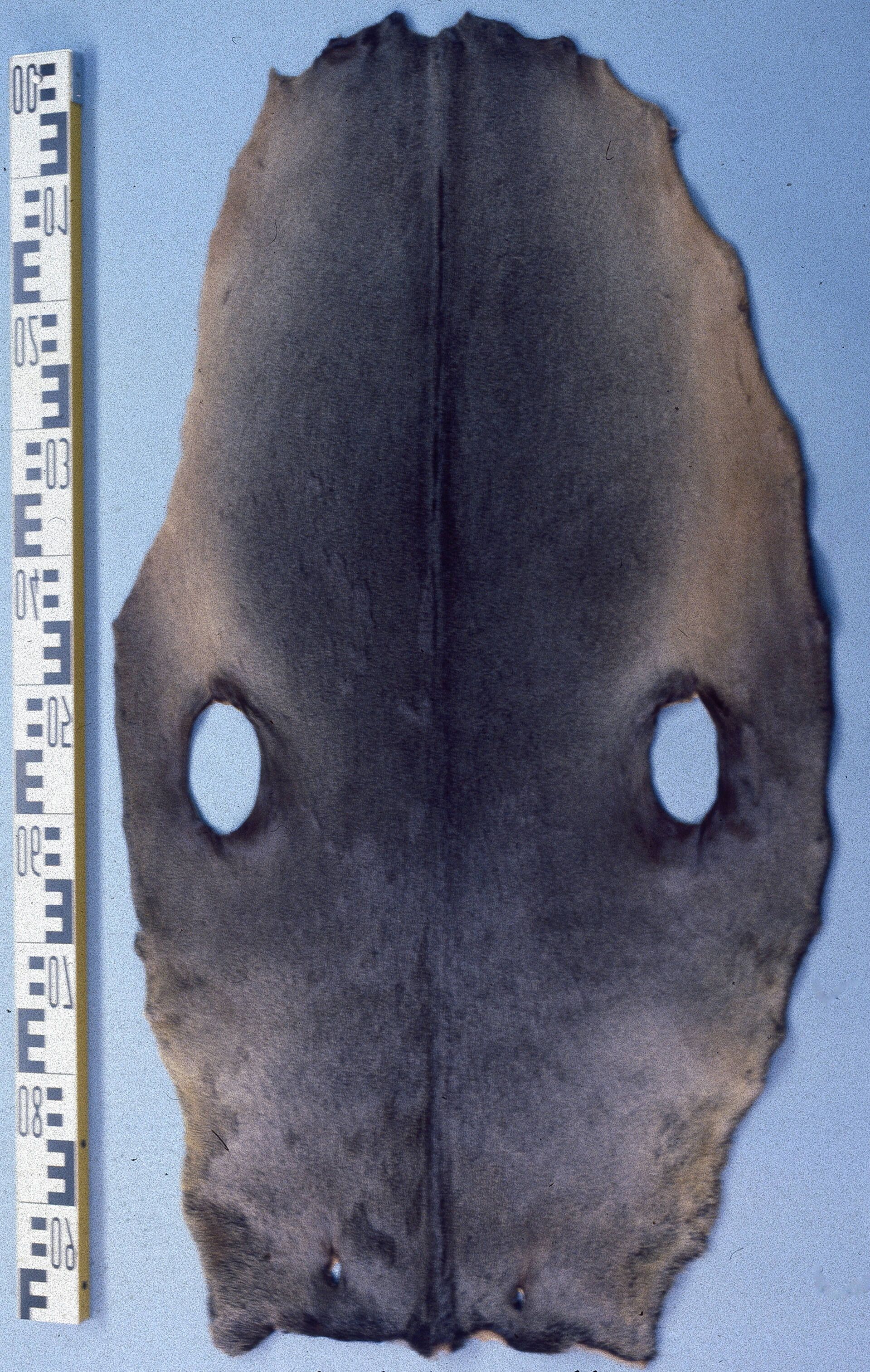
„Seal“, Südafrikanisches Seebärfell, von 1 bis 2 Jahre altem Tier
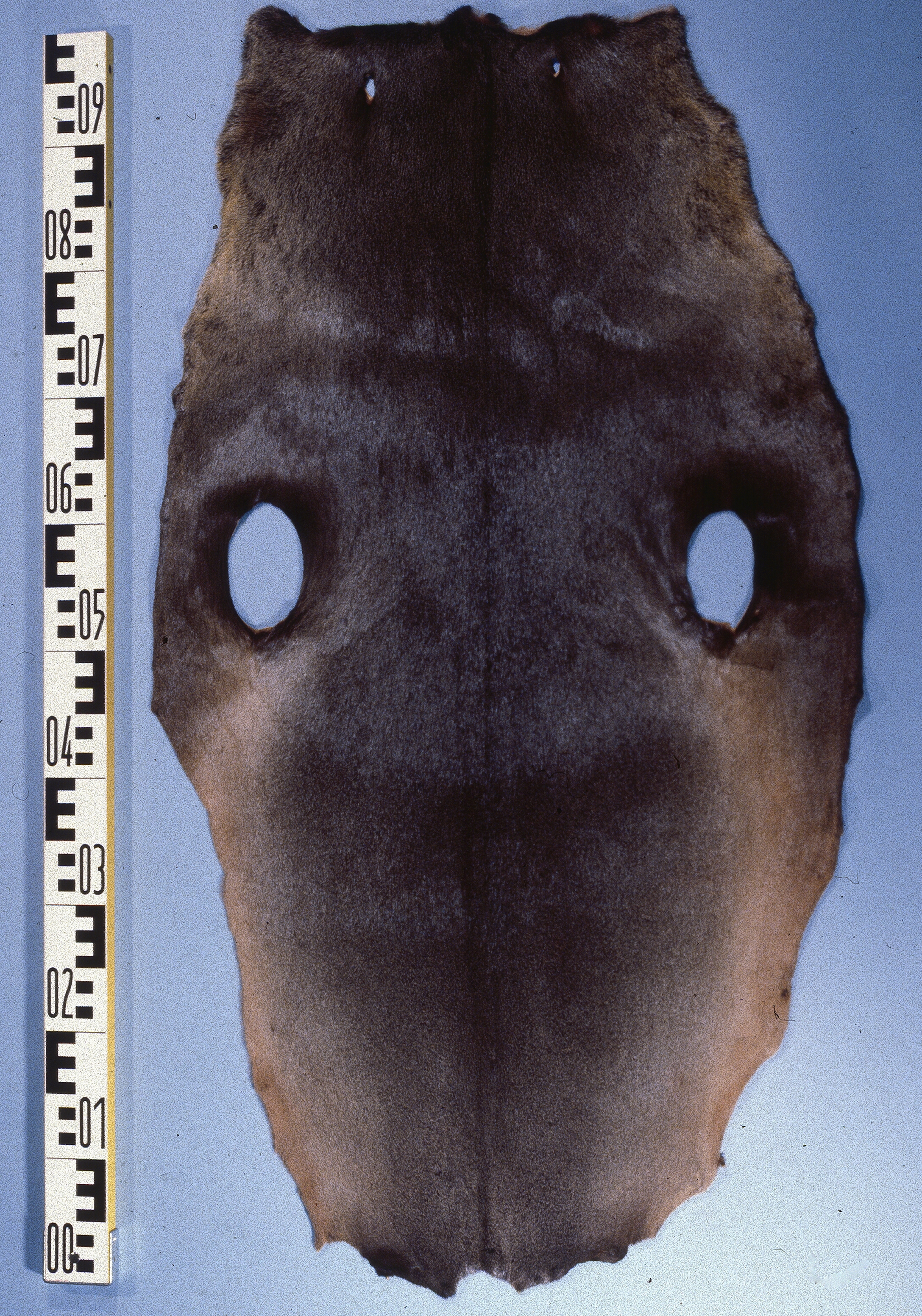
„Seal“, Südafrikanisches Seebärfell von 3 Jahre altem Tier
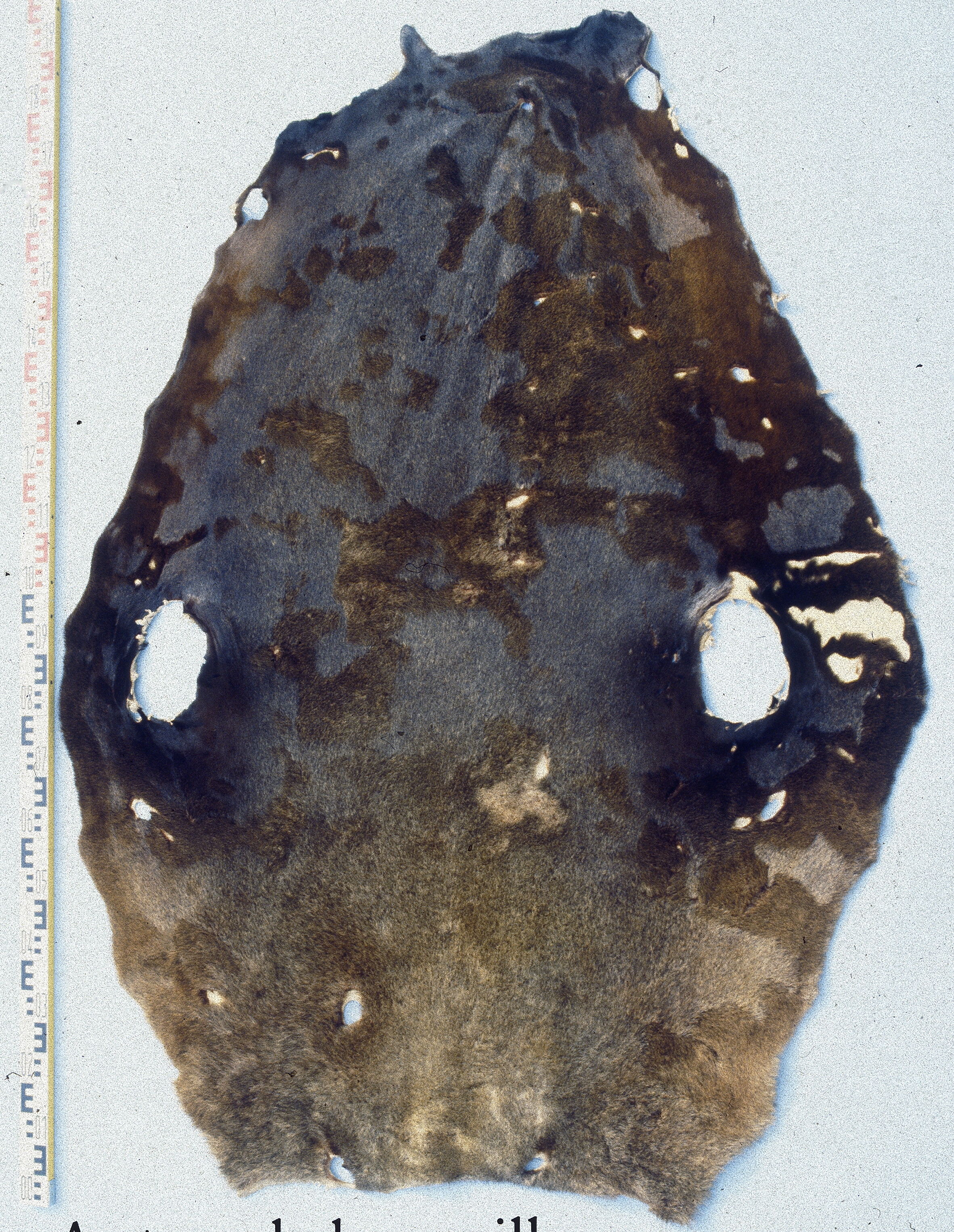
„Seal“, Südafrikanisches Seebärfell, männliches Alterskleid
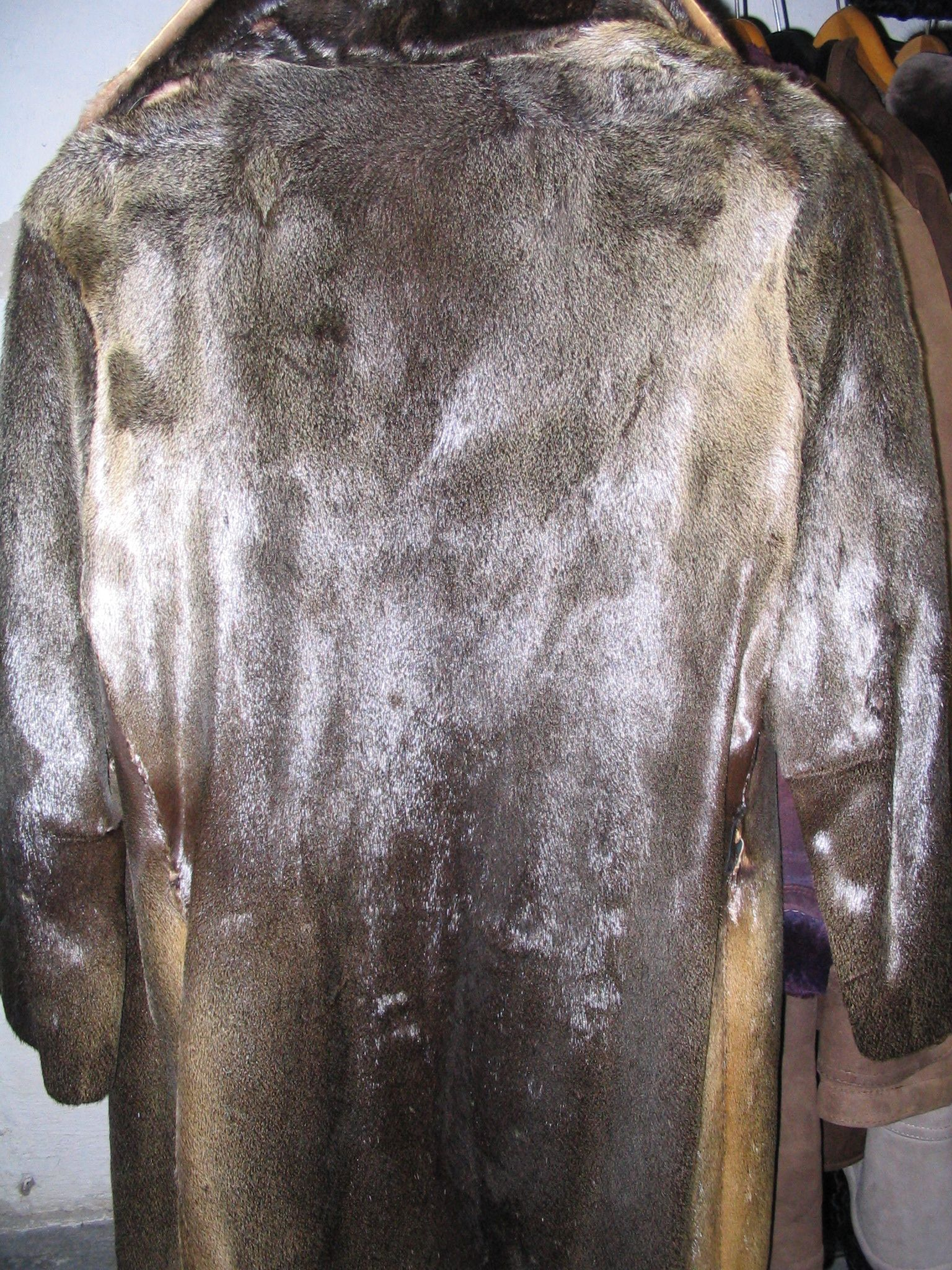
„Kapseal“, verarbeitet
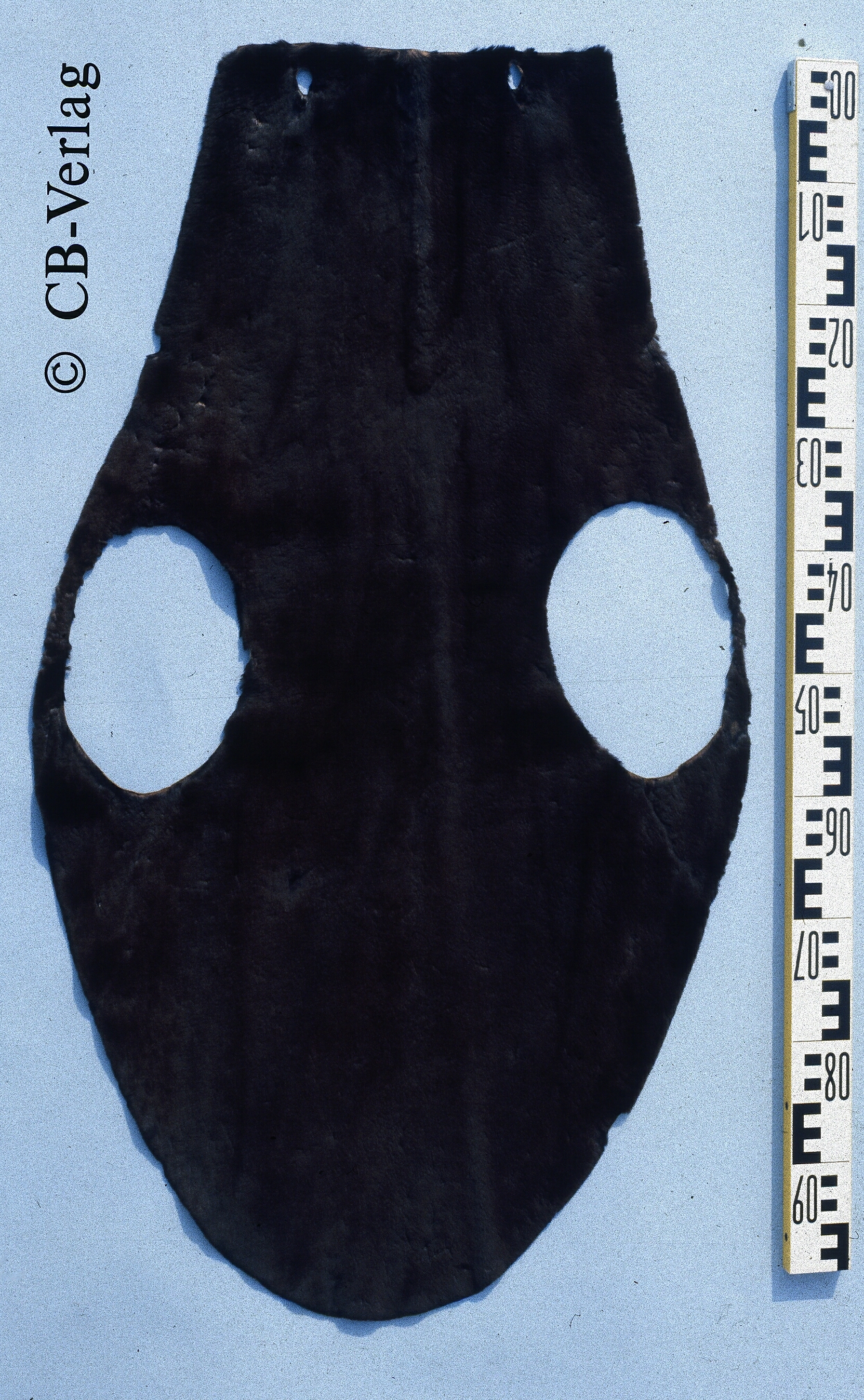
„Kapseal“, entgrannt
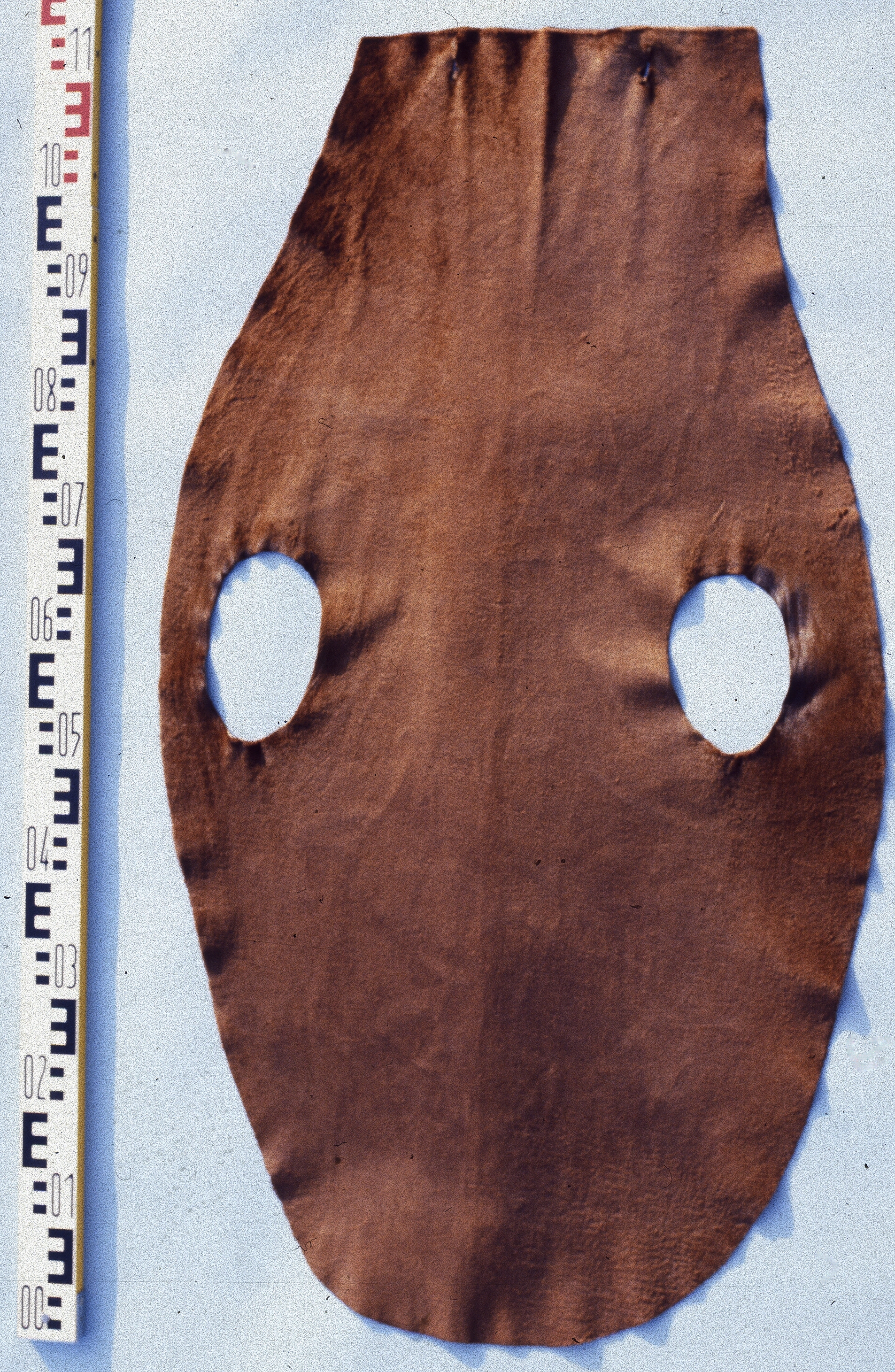
„Lakoda-Seal“ Südafrikanisches Seebärfell, geschoren und gefärbt
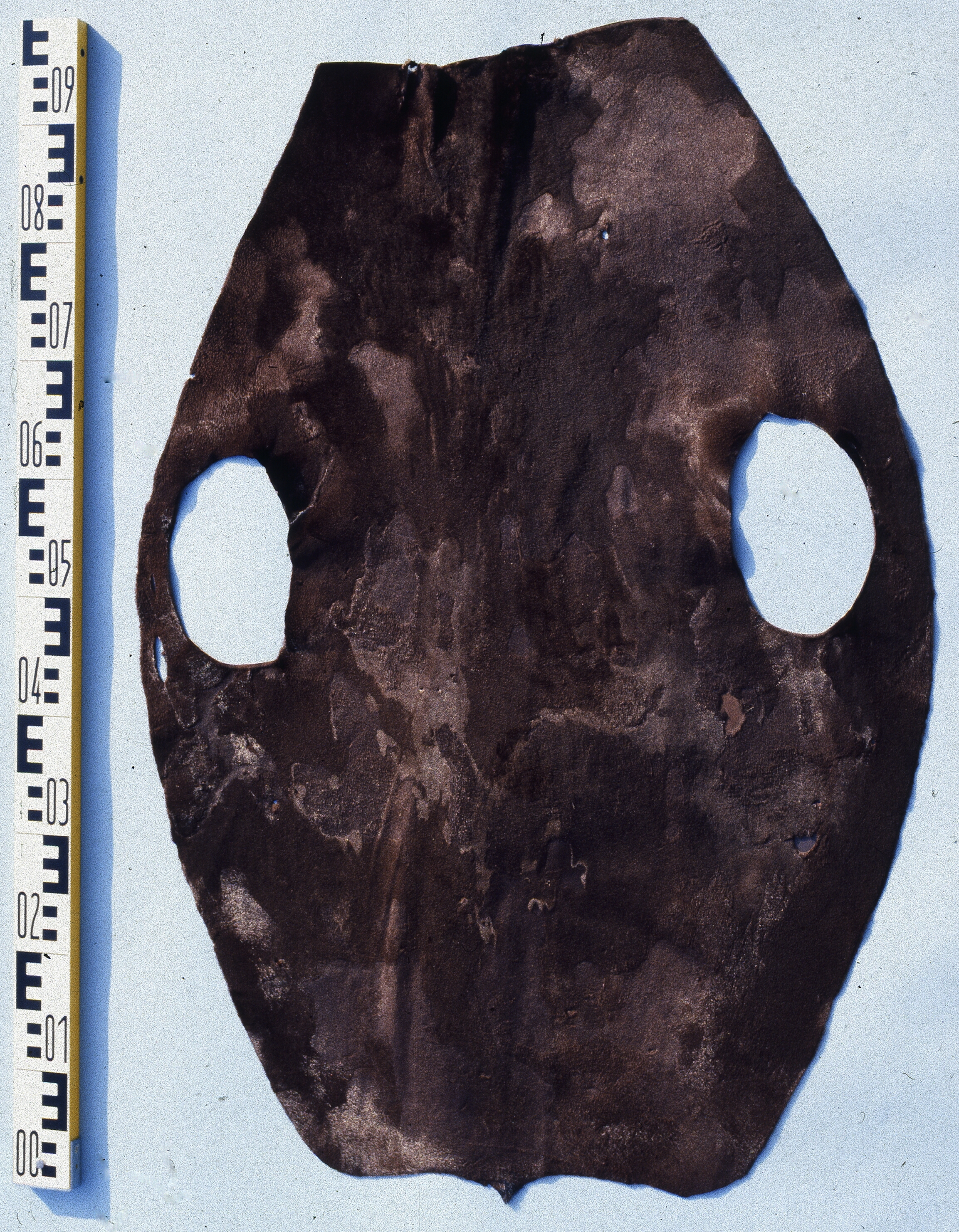
„La Kunene“, Südafrikanisches Seebärfell, geschoren und gefärbt
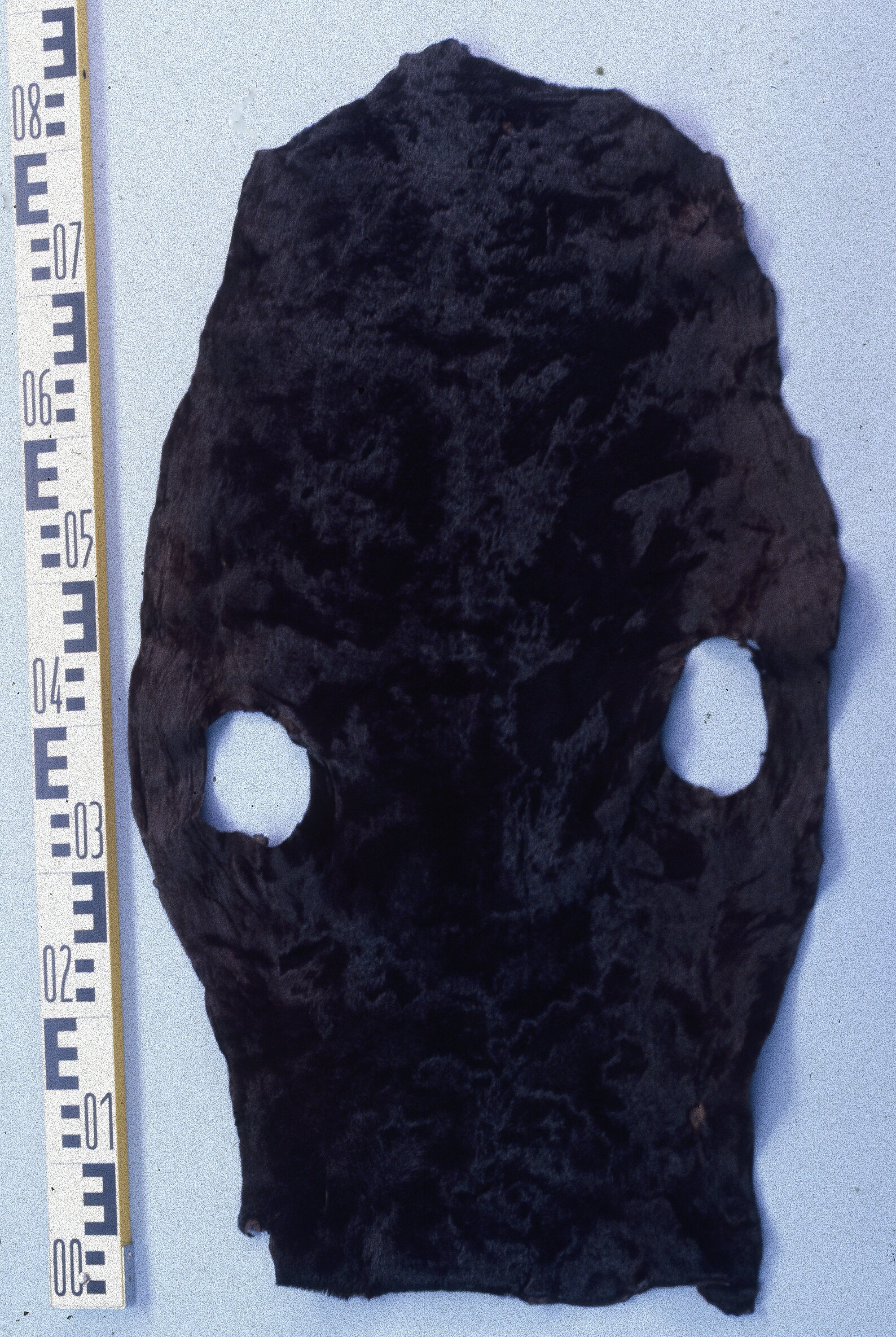
„Rockseal“, Mähnenrobbe im Jugendkleid, gefärbt
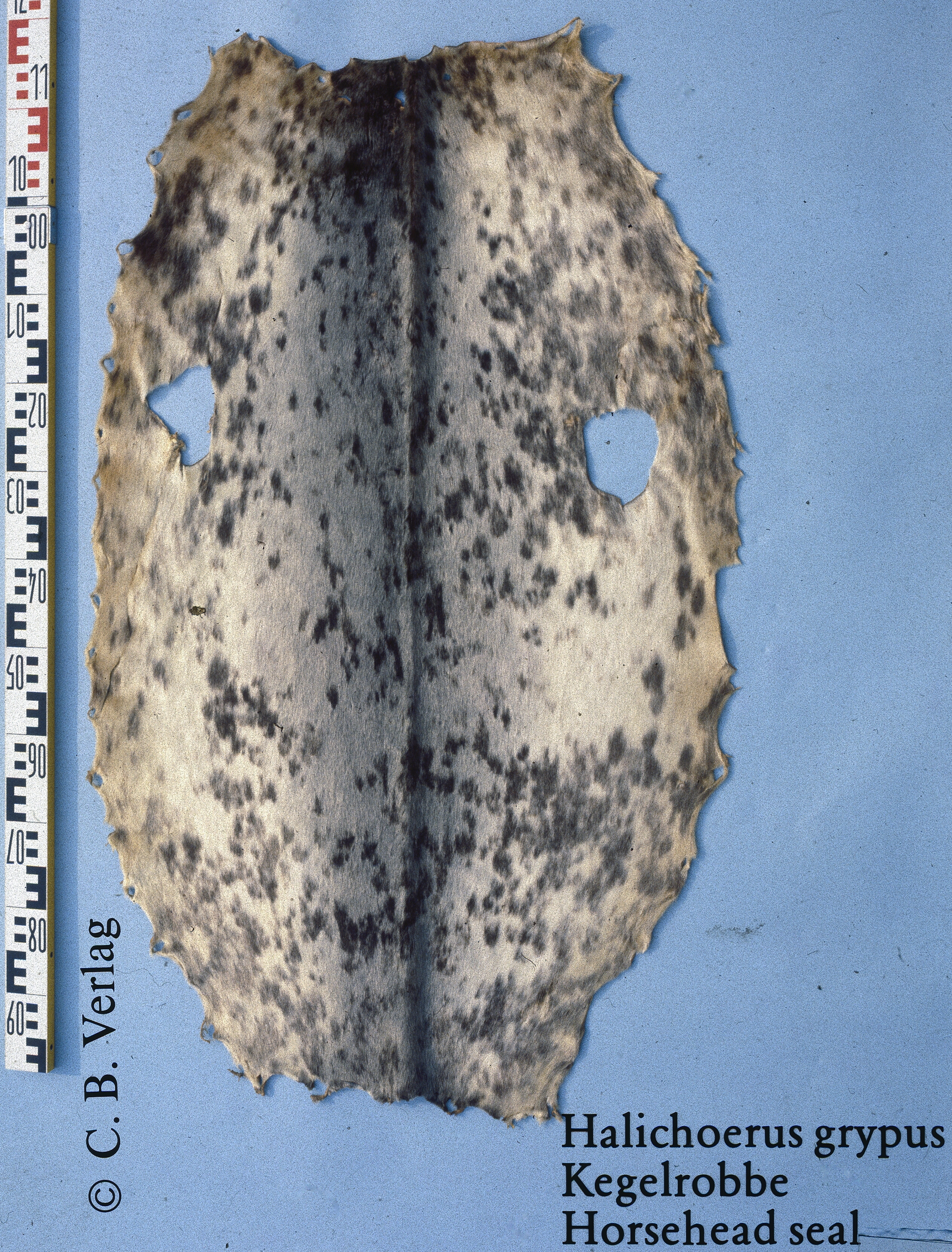
Kegelrobbe, Geburtskleid im Haarwechsel
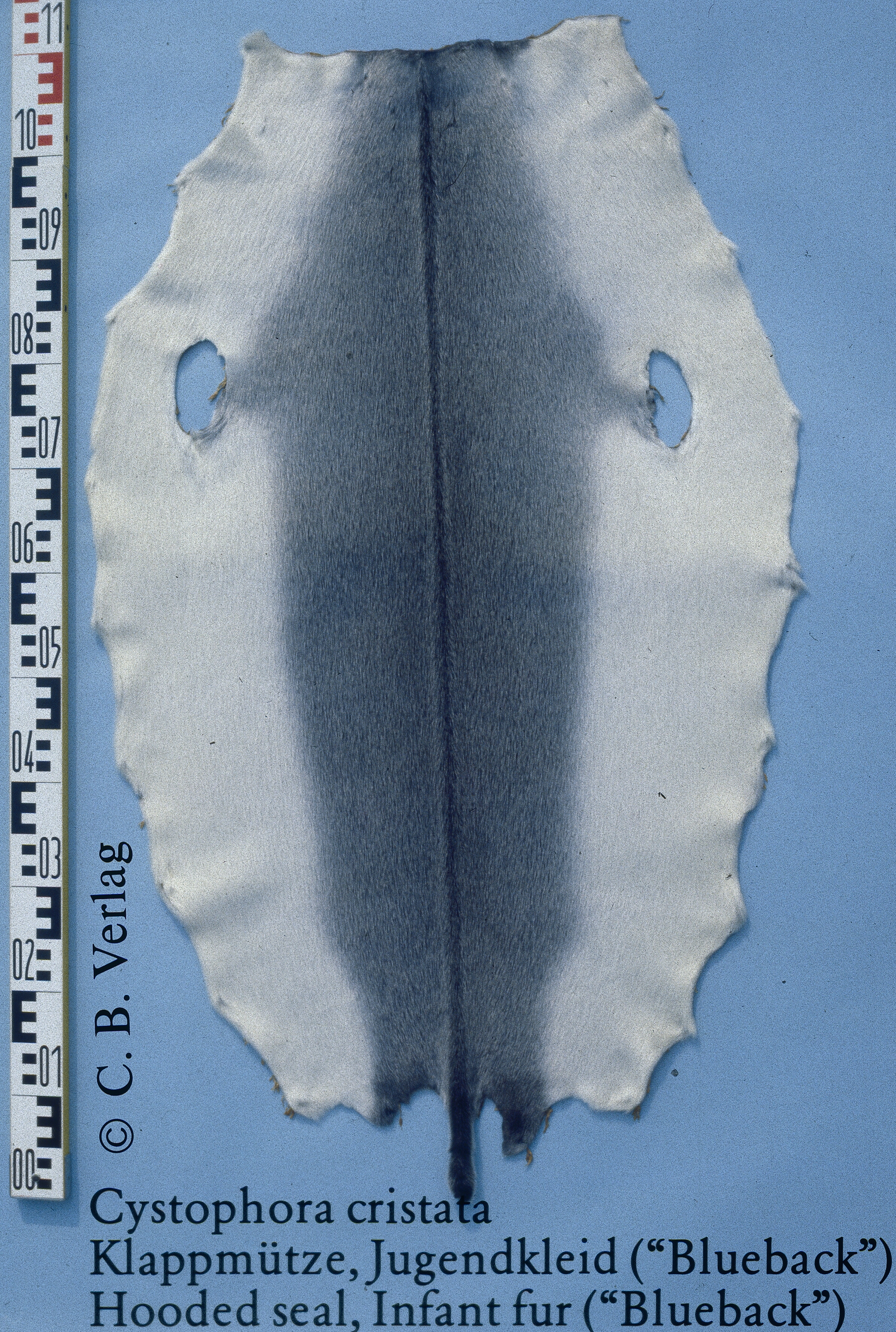
„Blueback“, Jugendkleid der Klappmütze
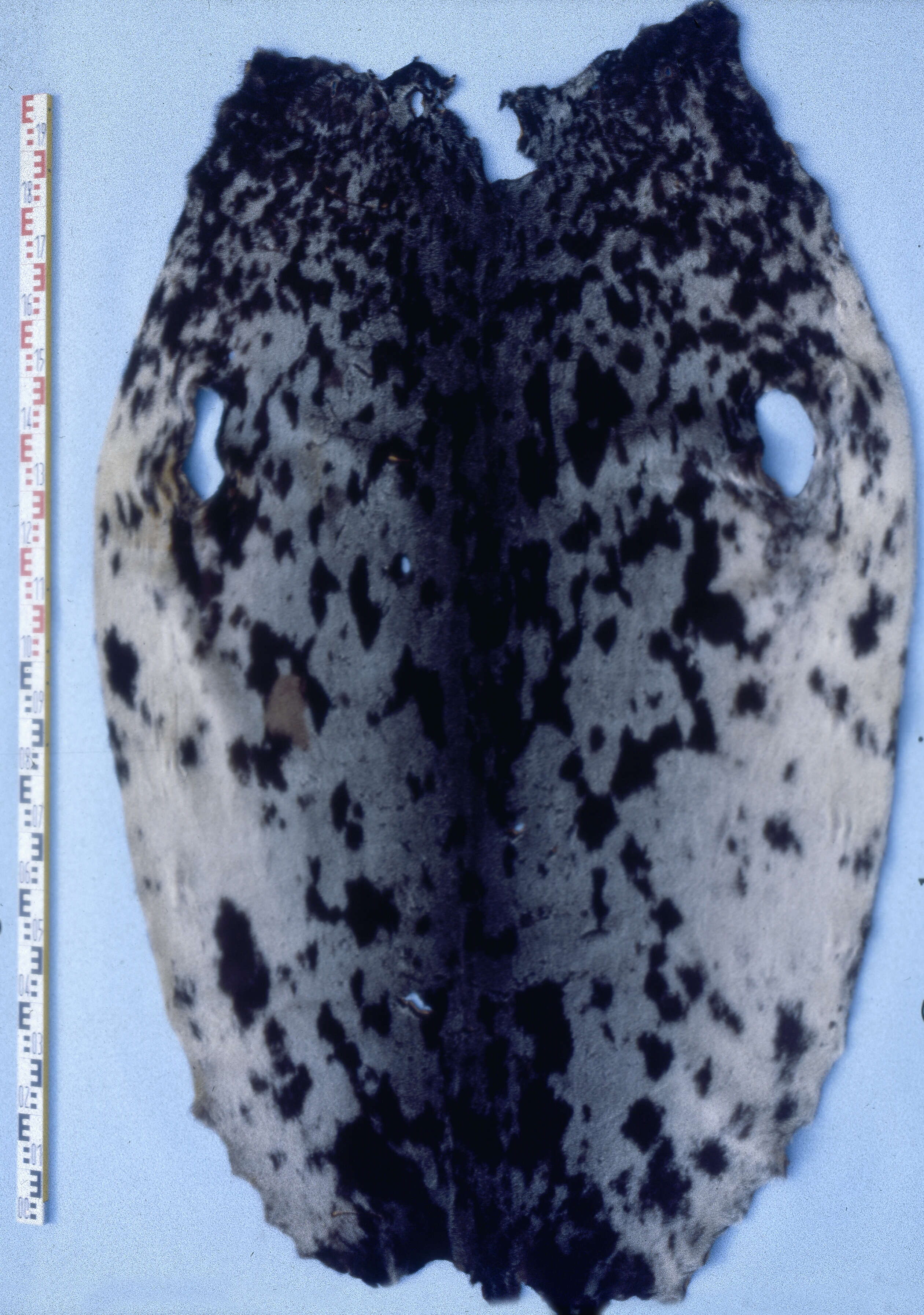
Klappmütze im Alterskleid
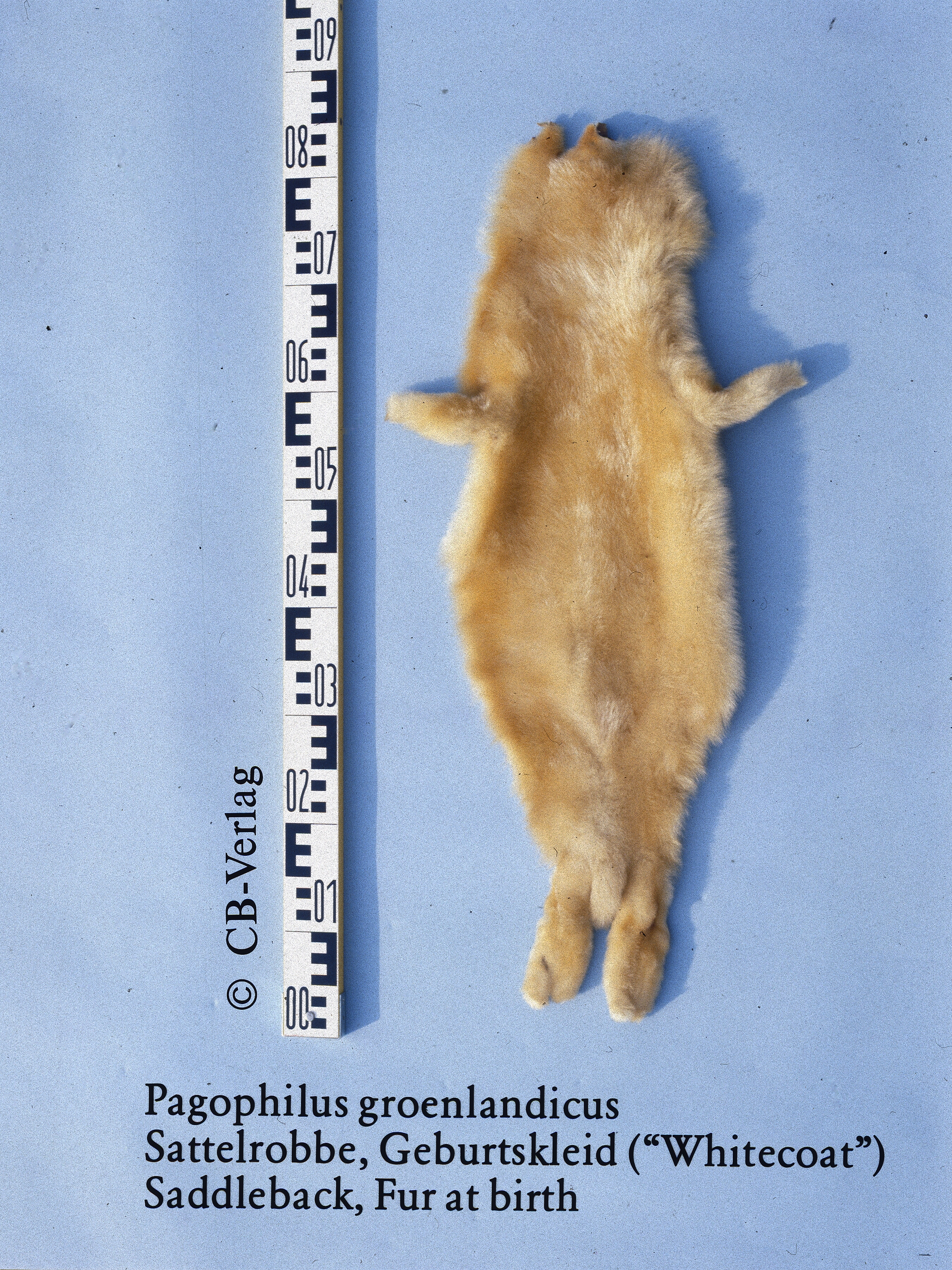
„Whitecoat“, Sattelrobbe im Geburtskleid
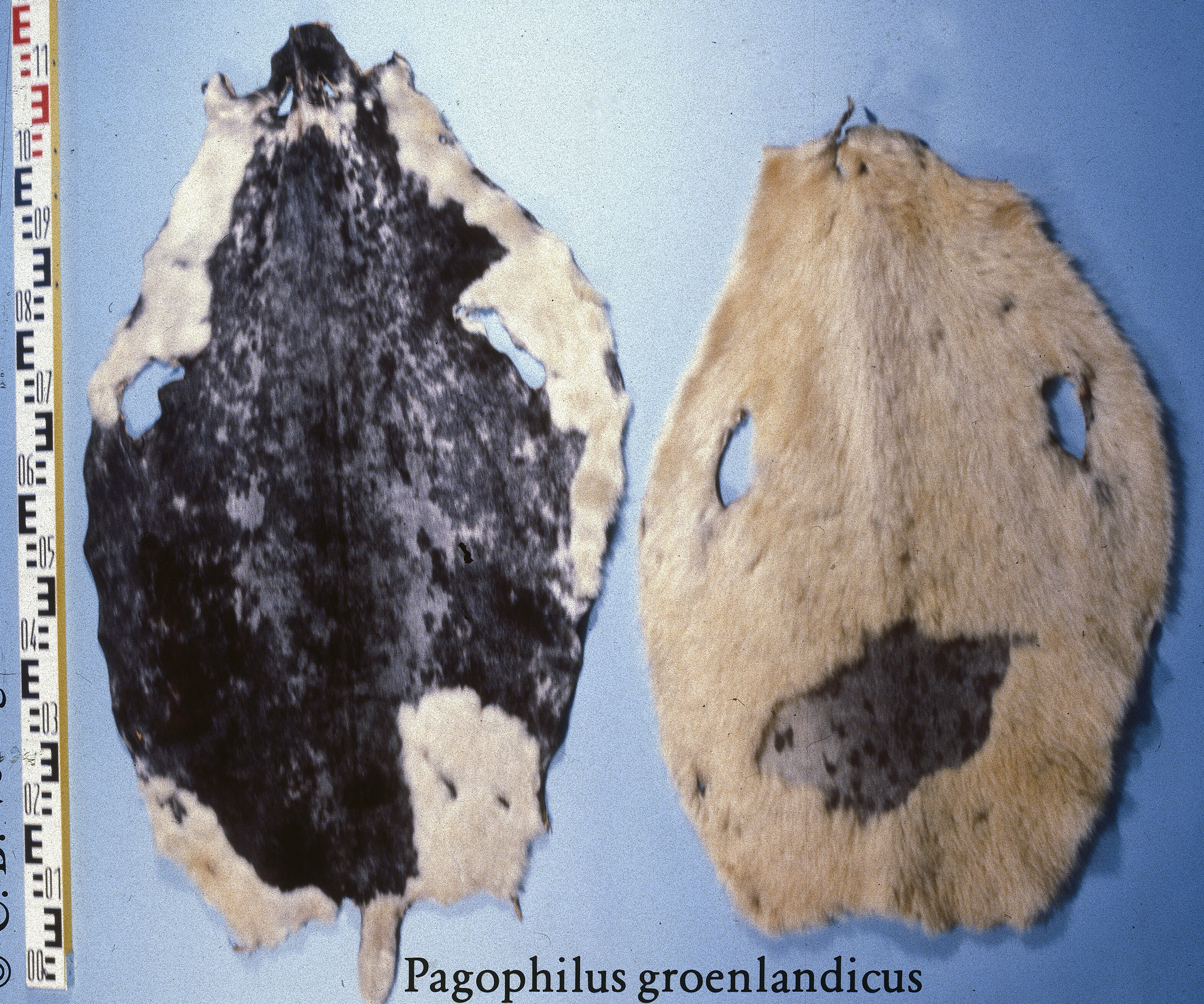
Sattelrobbe, Geburtskleid im Haarwechsel
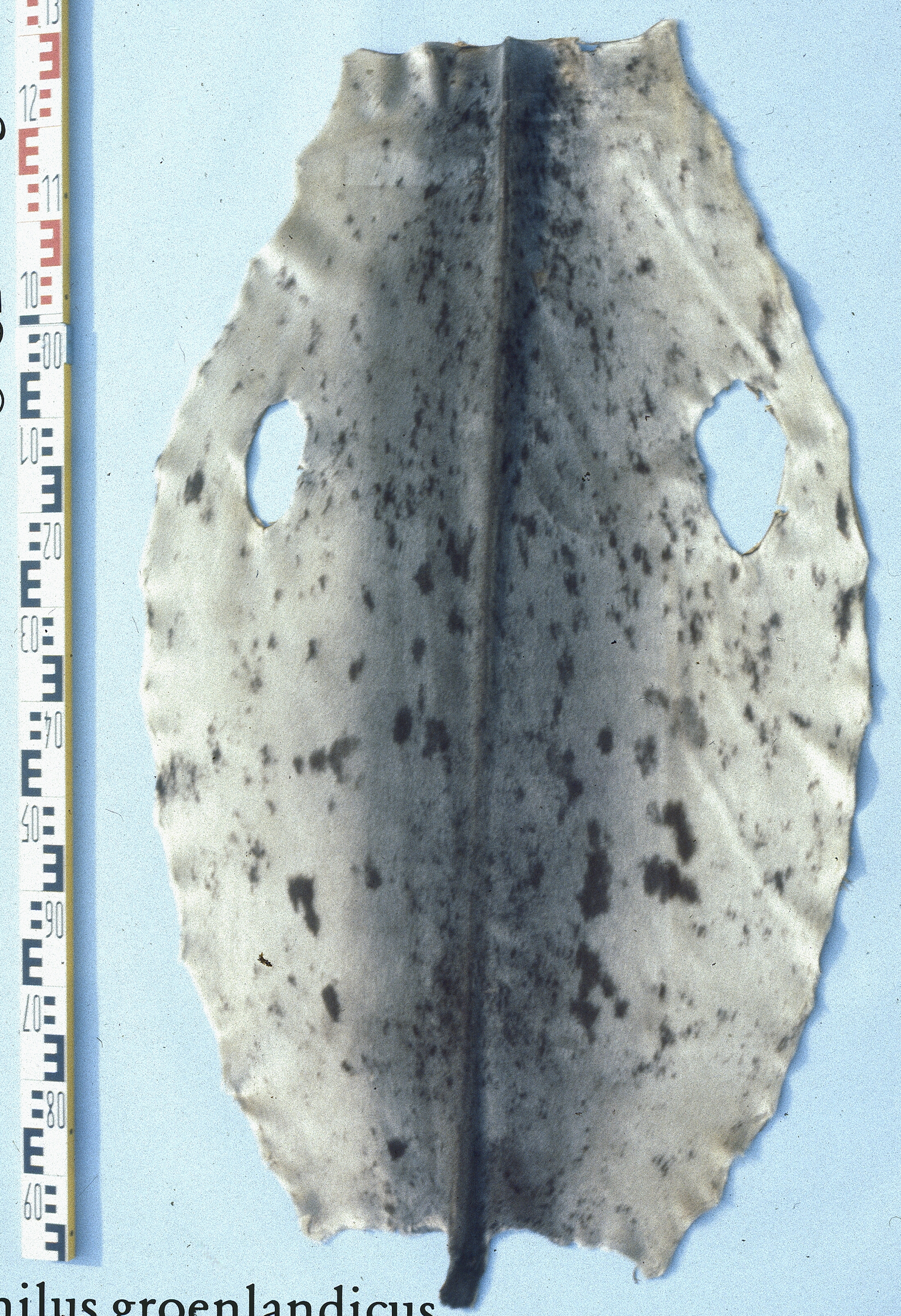
„Neufundländer“ Seehund, Sattelrobbe im Jugendkleid
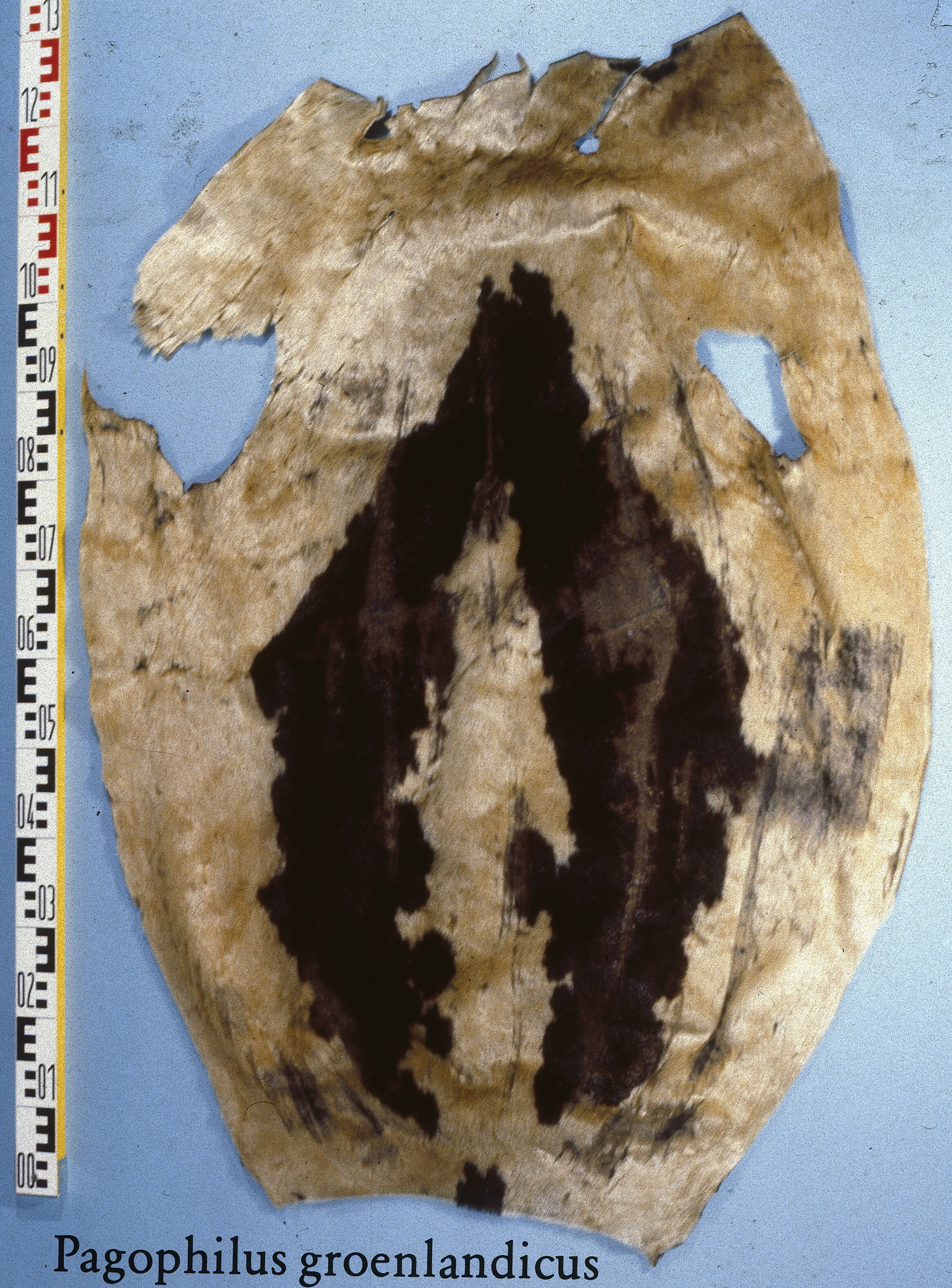
Sattelrobbe im Alterskleid (Harpseal)
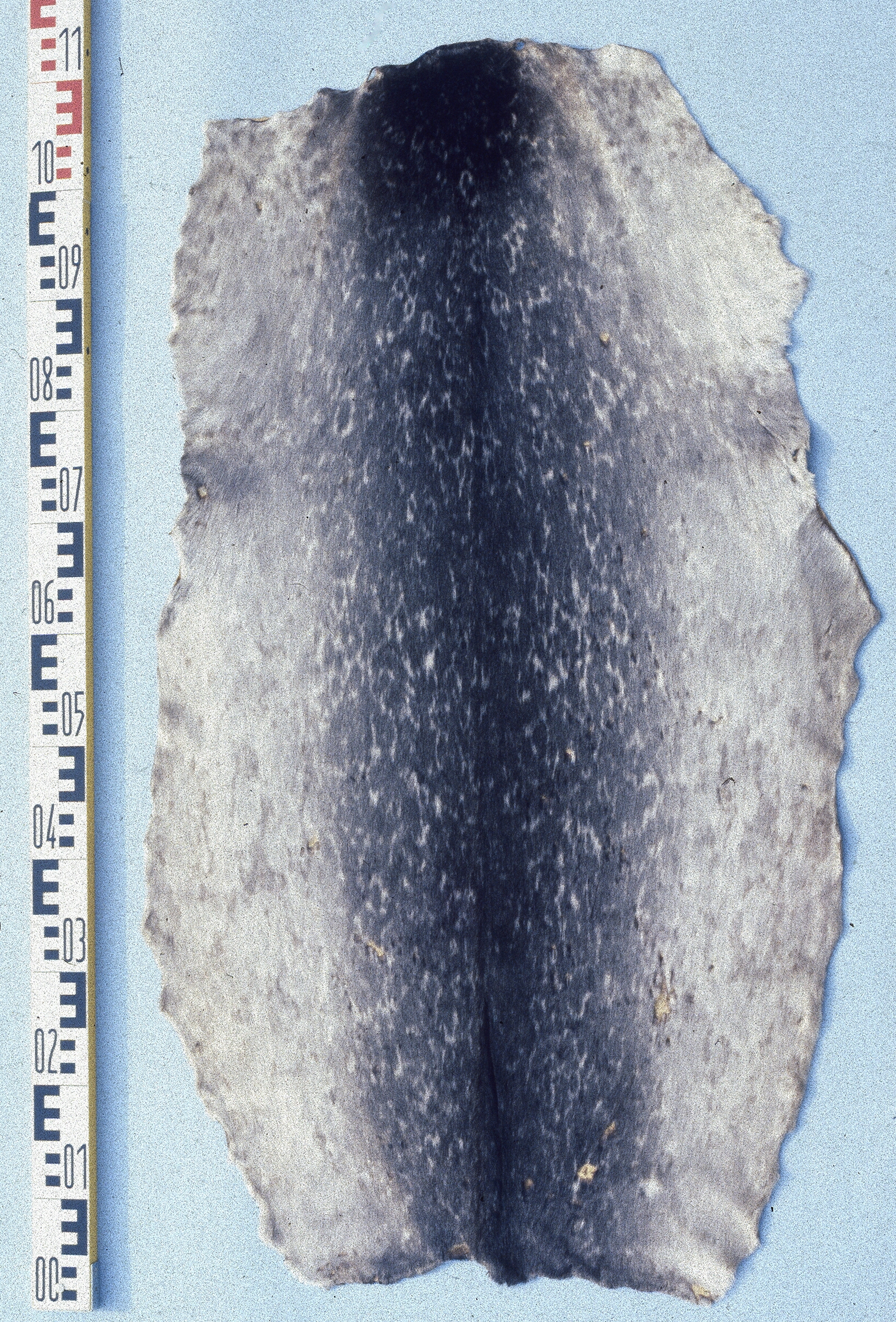
: „Isländer“ Seehundfell
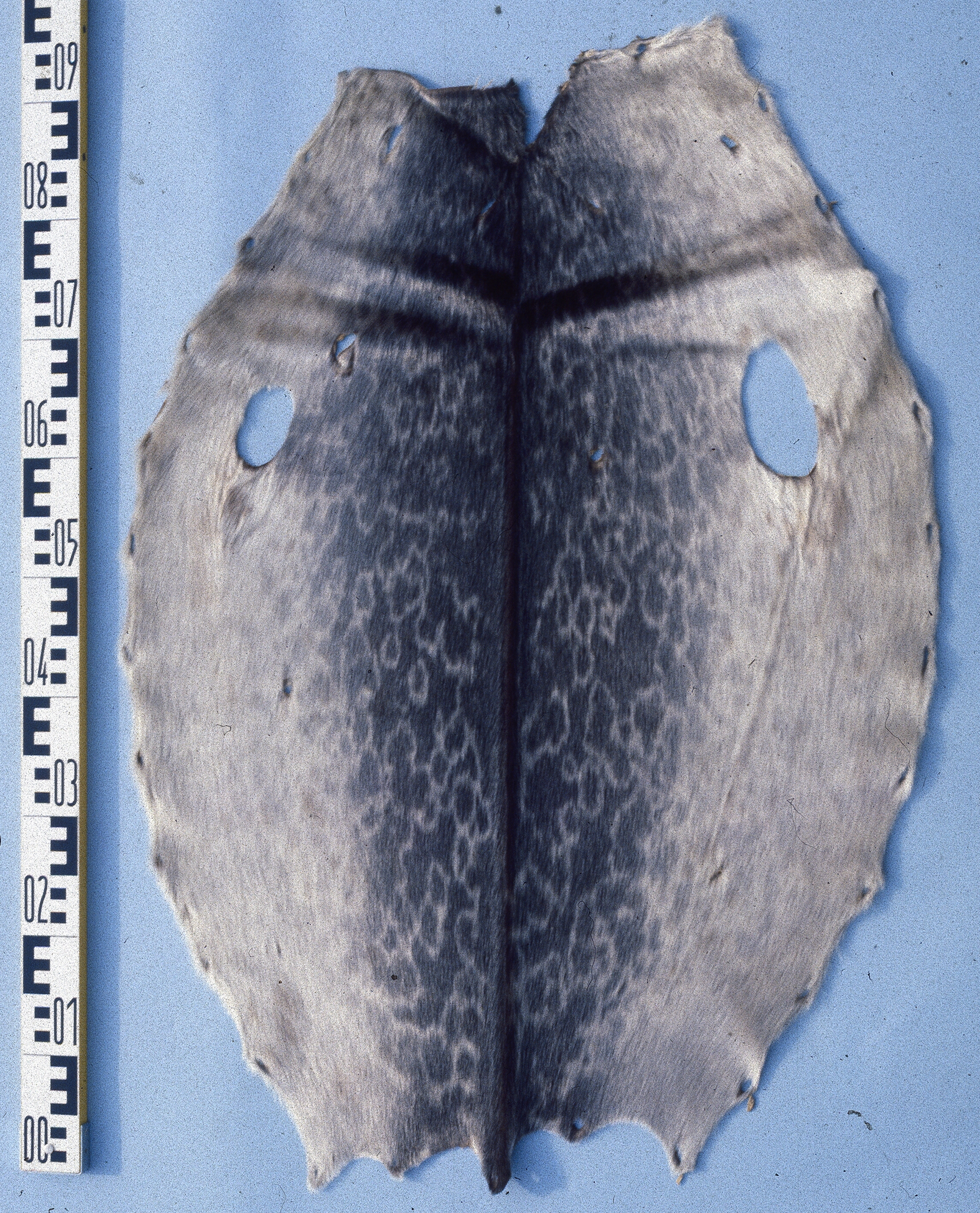
„Grönländer“ Seehundfell, Eismeer-Ringelrobbenfell
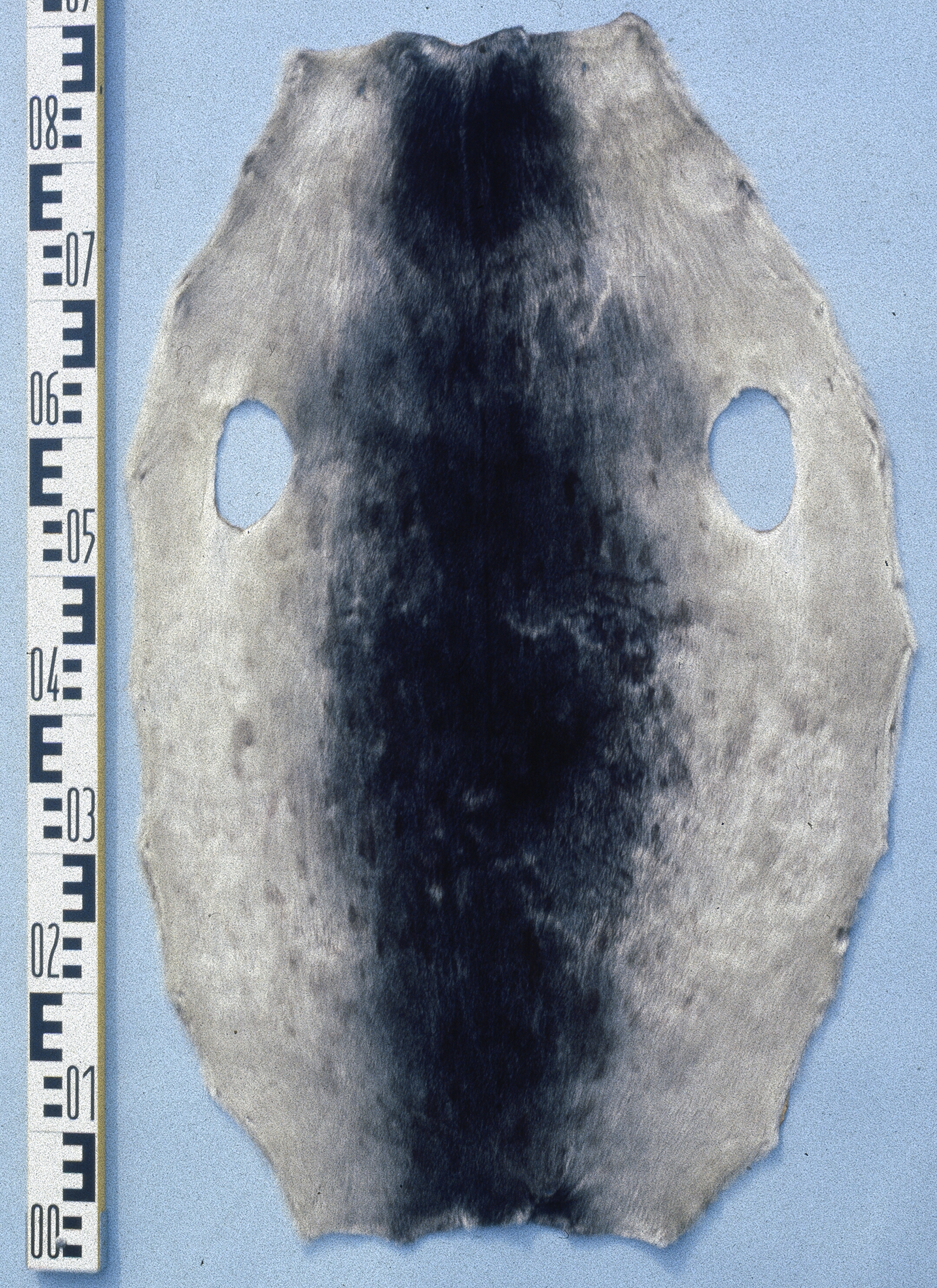
Kaspi-Ringelrobbenfell
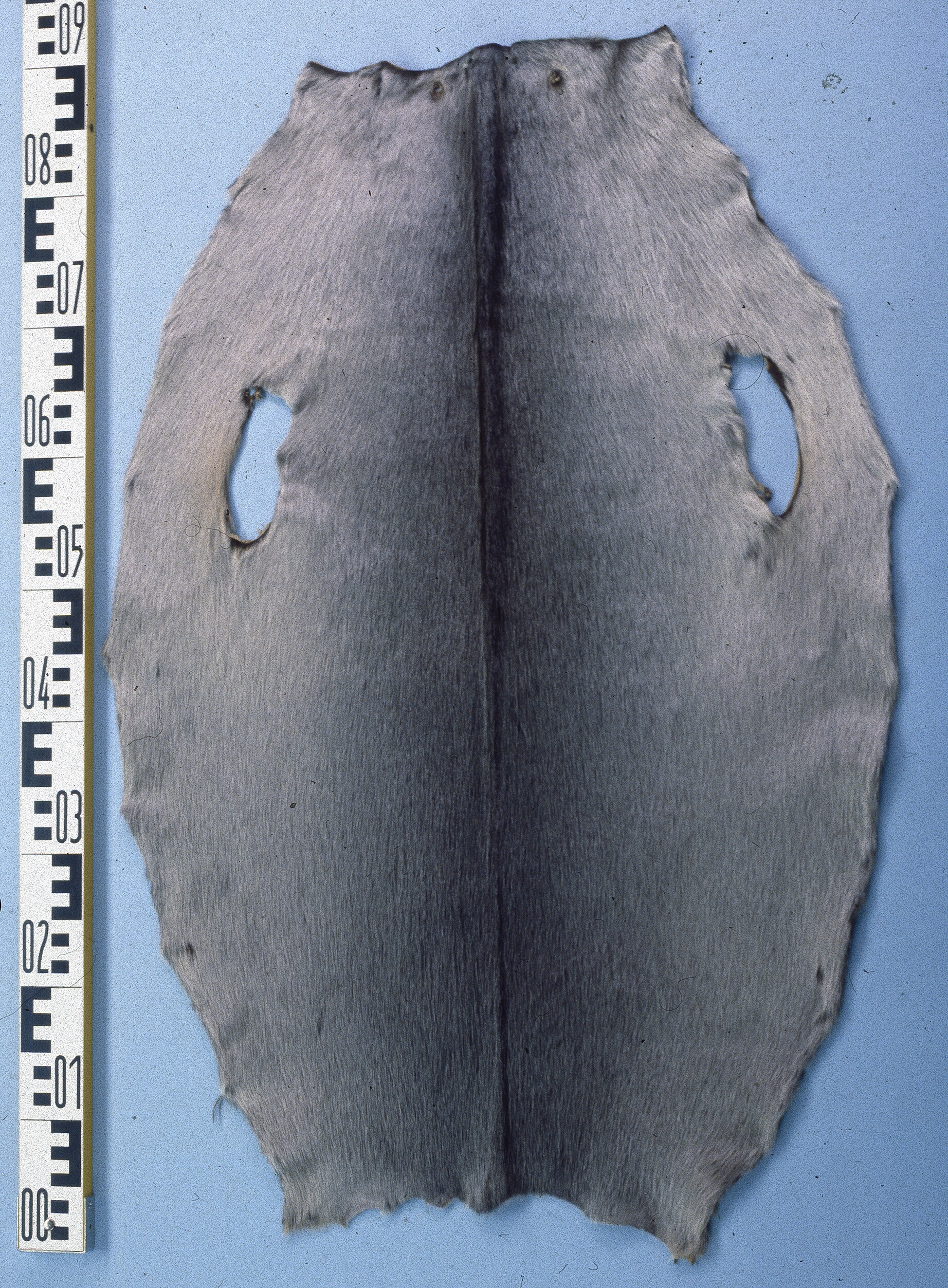
Baikal-Ringelrobbenfell
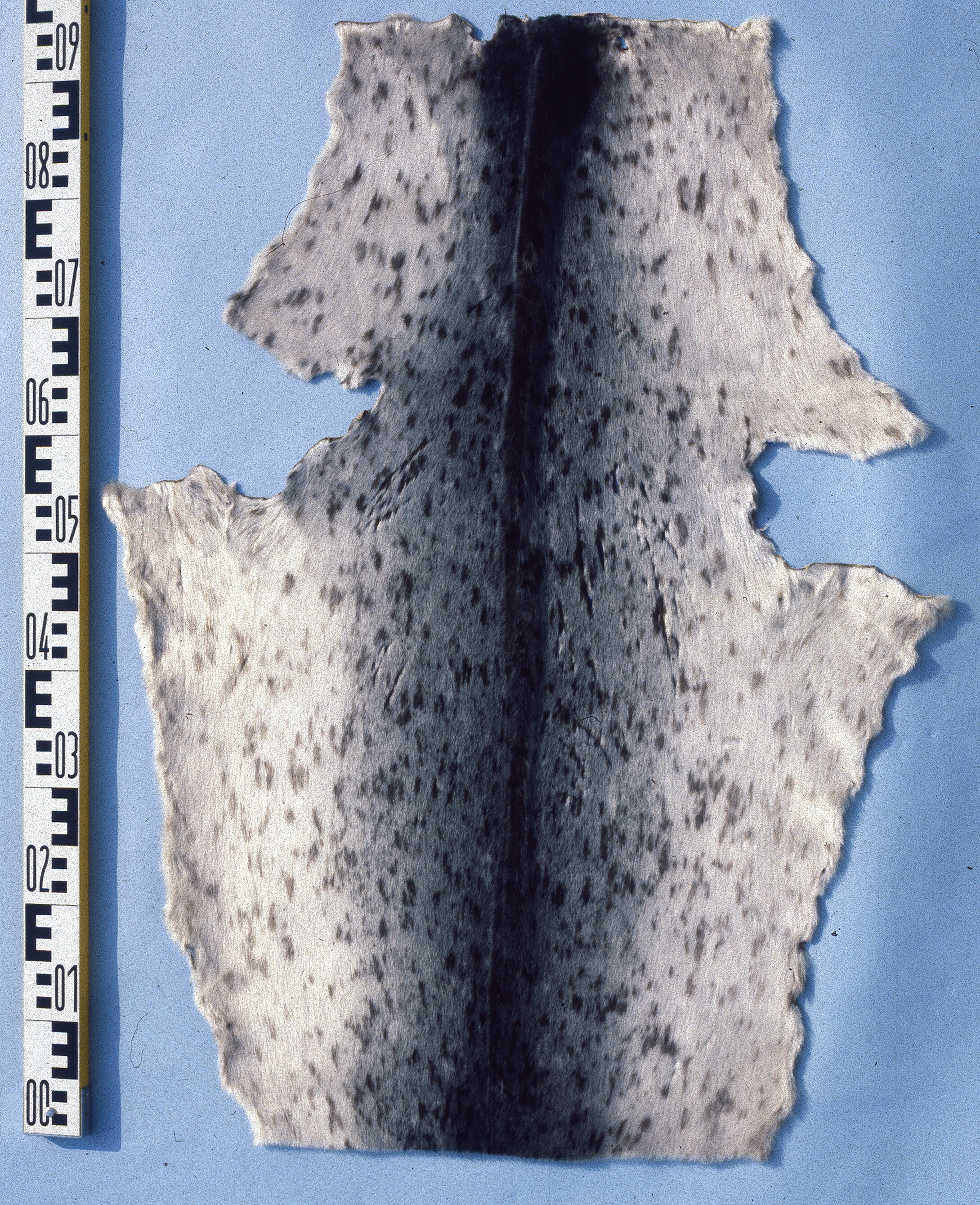
„Ranger-Seal“, Seehundfell, Labrador
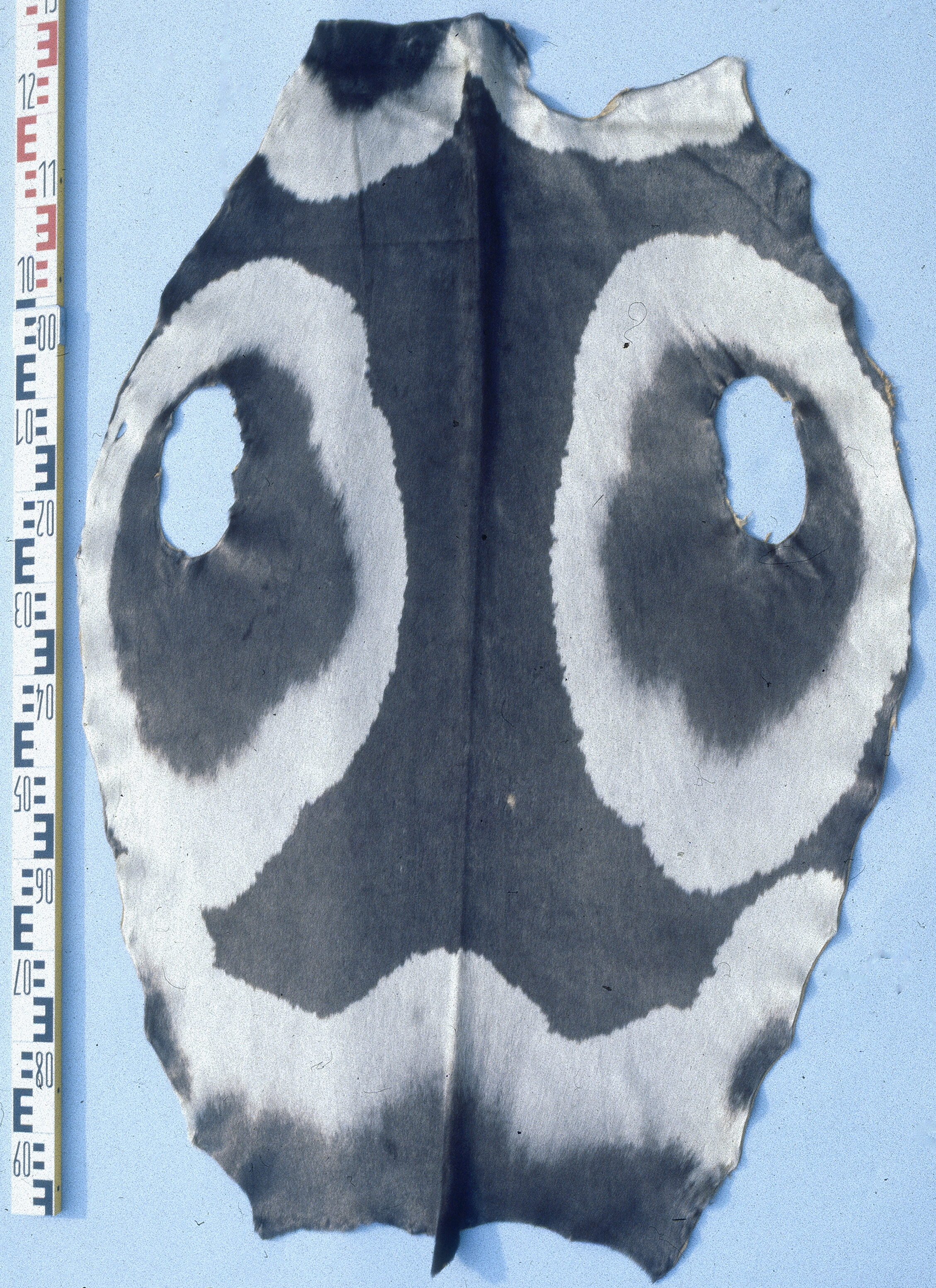
Bandrobbenfell

## Zahlen, Fakten
- Vor 1944 betrug der Höchstpreis für gefärbte Whitecoatfelle:
große 60,- RM; mittlere 40,- RM; kleine 25,- RM
für Sealskinfelle: beste blaue 90,- RM; andere 40,- RM.[44]
- 1948 führt die Fouke Fur Company im Frühjahrs-Auktionskatalog auf: Im Auftrag der Vereinigten Staaten 29.367 Sealfelle, davon 2108 in Schwarz, 17.056 in Matara-braun und 10.203 in Safari-braun Von den 4216 Fellen von der Republik Südafrika waren 4200 Transveldt-braun, der Rest „self-coloured“. 1516 Transveldt-farbene Felle wurden außerdem von privaten Firmen angeboten. Unter diesen waren 151 in der Farbe Safari aus Neuseeland und 68 von „diversen“ Plätzen.[45]

## Anmerkung
1. ↑  Die angegebenen vergleichenden Werte (Koeffizienten) sind das Ergebnis vergleichender Prüfung durch Kürschner und Rauchwarenhändler in Bezug auf den Grad der offenbaren Abnutzung. Die Zahlen sind nicht eindeutig, zu den subjektiven Beobachtungen der Haltbarkeit in der Praxis kommen in jedem Einzelfall Beeinflussungen durch Gerbung und Veredlung sowie zahlreiche weitere Faktoren hinzu. Eine genauere Angabe könnte nur auf wissenschaftlicher Grundlage ermittelt werden.

Die Einteilung erfolgte in Stufen von jeweils 10 Prozent. Die nach praktischer Erfahrung haltbarsten Fellarten wurden auf 100 Prozent gesetzt.